# گیاهان گوشت‌خوار

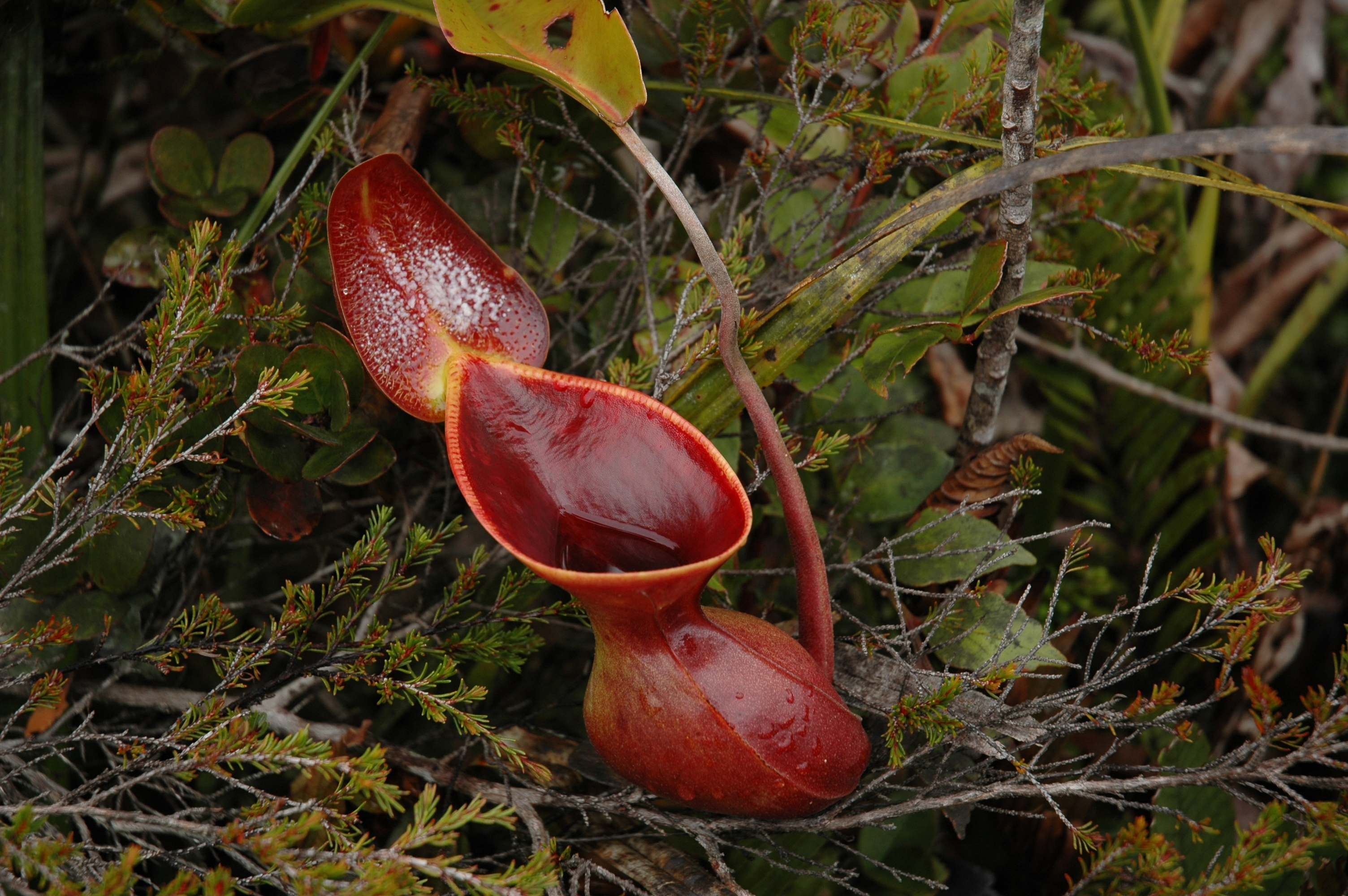
گیاه‌پارچ لوئیای یک گیاه کوزه‌ای گوشتخوار است که از مدفوع حشره‌خواران درختی تغذیه می‌کند.

گیاهان گوشت‌خوار (به انگلیسی: Carnivorous plants)، گیاهانی هستند که برخی یا بسیاری از مواد غذایی مورد نیاز خود را از طریق تله‌گذاری و مصرف جانوران یا آغازیان، معمولاً حشرات و دیگر بندپایان به دست می‌آورند. با این حال گیاهان گوشت‌خوار با فتوسنتز انرژی تولید می‌کنند. گیاهان گوشت‌خوار برای رشد در مناطقی با خاک نازک یا فقیر از مواد مغذی سازگار شده‌اند، به ویژه خاک بدون ازت، مانند مانداب اسیدی.
گیاهان گوشت‌خوار را می‌توان در همه قاره‌ها به جز قطب جنوب و همچنین در بسیاری از جزایر اقیانوس آرام مشاهده کرد. چارلز داروین در سال ۱۸۷۵ اولین رساله‌ای که اهمیت گوشت‌خواری را در گیاهان تشخیص داده و سال‌ها تحقیق پر زحمت را توصیف می‌کند منتشر کرد.
اعتقاد بر این است که گوشت‌خواری حقیقی حداقل ۱۲ بار به‌طور مستقل در پنج راسته مختلف از گیاهان گل‌دار فرگشت یافته‌است و در بیش از ده‌ها جنس گوشت‌خواری را نشان می‌دهد. این طبقه‌بندی حداقل شامل ۵۸۳ گونه است که طعمه را اغوا نموده، به دام انداخته، کشته و مواد مغذی موجود را جذب می‌کنند. ونوس مگس‌خوار، گیاه کوزه‌دار و علف‌انبانی را می‌توان به‌عنوان نمونه‌هایی از صفات کلیدی مرتبط با گوشت‌خواری مشاهده کرد: رشد برگ تله، هضم طعمه و جذب مواد مغذی.
تقریباً ۳ گونه در سال از سال ۲۰۰۰ شناخته شده‌است. علاوه بر این، بیش از ۳۰۰ گونه گیاهی پیش‌گوشت‌خوار در چندین جنس، برخی از این ویژگی‌ها را نشان می‌دهند اما نه همه. یک ارزیابی در سال ۲۰۲۰ نشان داد که تقریباً یک چهارم آنها در معرض خطر انقراض ناشی از اقدامات انسانی هستند.

## تعریف
اگر گیاهان دارای این پنج ویژگی باشند، گیاه گوشت‌خوار به حساب می‌آیند:
1. گرفتن طعمه در تله
2. کشتن طعمه اسیر شده
3. هضم طعمه اسیر شده
4. جذب مواد مغذی از طعمه کشته شده و هضم شده
5. استفاده از این مواد مغذی برای رشد و نمو.

سایر صفات ممکن است شامل جذب و نگهداری طعمه باشد.

## سازوکارهای تله‌گذاری

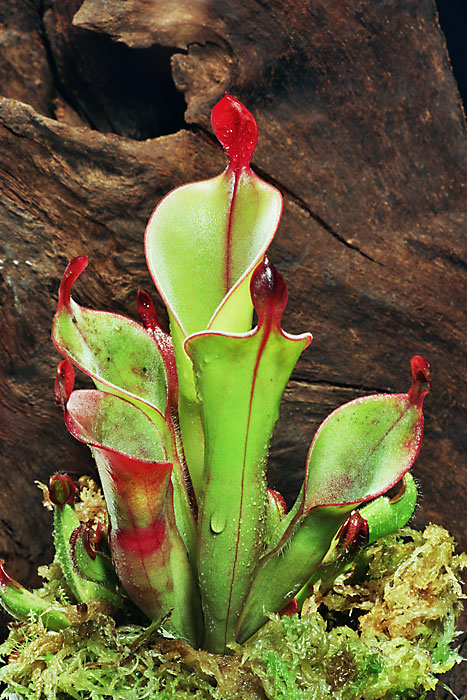
پارچ‌های کوزه‌مرداب چیمانتا نمونه‌ای از تله‌های گودال.

شش سازوکار تله‌گذاری اساسی در گیاهان گوشت‌خوار شناخته شده‌است:
1. تله گودالی (Pitfall) در این تله شکار به وسیلهٔ برگ لوله شده که حاوی استخری از آنزیم‌های گوارشی یا باکتری است شکار می‌شود.
2. تله چسب‌حشره (Flypaper) استفاده از لعاب چسبنده.
3. تله چفت‌شونده (Snap) استفاده از حرکات سریع برگ.
4. تله مثانه‌ای (Bladder) این تله با مکش شکار با مثانه که باعث ایجاد خلاء درونی می‌شود شکار می‌کند.
5. تله دام خرچنگ (pot– Lobster) ساختار تله با پرزهای درونی باعث حرکت طعمه به سمت اندام گوارشی می‌گردد.
6. تله‌های ترکیبی

این تله‌ها بسته به اینکه آیا حرکت شکار به گرفتن شکار کمک می‌کند یا نه ممکن است فعال یا غیرفعال باشند. برای نمونه، سه‌گون‌برگ تله چسب‌حشره غیرفعال است که لعاب ترشح می‌کند، اما برگ‌هایش رشد نمی‌کنند یا در پاسخ به جذب طعمه حرکت نمی‌کنند. در همین حال، ژاله‌پوش‌ها دارای تله چسب‌حشره فعال هستند که برگ‌ها تحت تأثیر رشد اسیدی به‌سرعت بزرگ می‌شوند. رشد برگ با بزرگتر شدن سلول‌ها انجام می‌گیرد و نه با تقسیم سلولی که در آن تعداد سلول‌ها زیاد می‌شود. رشد اسیدی سریع اجازه می‌دهد تا بازوچه ژاله‌پوش‌ها خم شوند و به حفظ و هضم طعمه کمک کنند.

### تله‌های گودالی
مشخصا با یک محفظه داخلی شناخته می‌شوند و حداقل شش بار به‌طور مستقل فرگشت یافته‌اند. این سازگاری خاص در خانواده‌های، شیپوری‌کوزگان (کوزه‌مرداب‌ها، کوزه‌شیپوری‌ها، کوزه‌کبری کالیفرنیا)، گیاه‌پارچ‌ها (گیاه‌پارچ)، کوزه‌گیاه استرالیایی (کوزه‌گیاه استرالیایی) و لوله‌ایان (پایپالانتوس) یافت می‌شود. در خانواده آناناسیان، ریخت‌شناسی کوزه و گوشت‌خواری دو بار فرگشت یافته (بروکینیا و کَتاپسیس). از آنجا که این خانواده‌ها جد مشترکی ندارند که ریخت‌شناسی تله گودالی را نیز داشته باشد، کوزه‌ای‌های گوشت‌خوار نمونه‌ای از فرگشت همگرا هستند. 

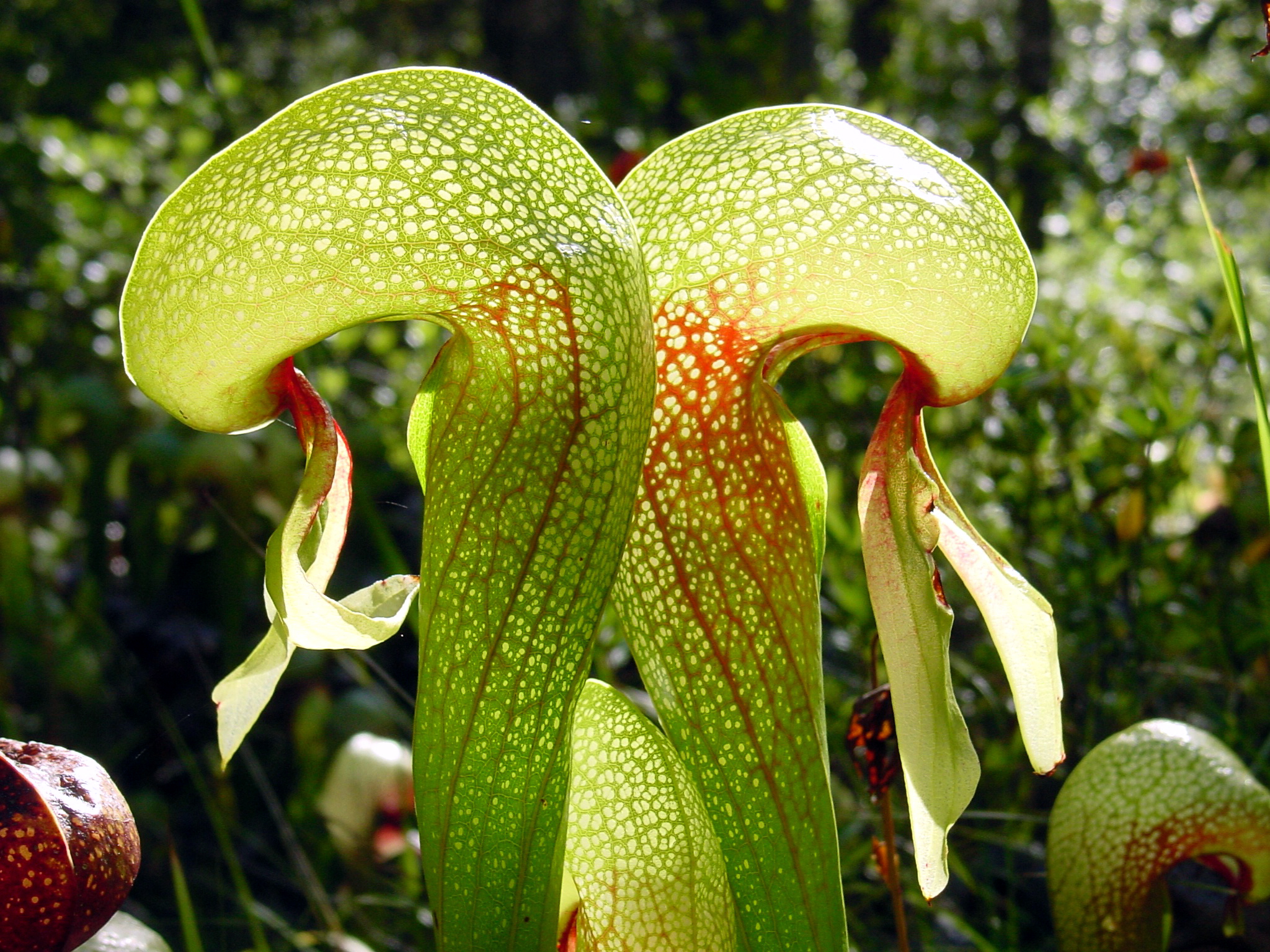
کوزه‌کبری کالیفرنیا، کلاهک تغییر شکل داده به محفظه بالون‌مانند و لکه‌های بدون کلروفیل و همچنین زواید آویزان به نام دم ماهی.

در تله‌های گودالی غیرفعال، جذب شکار با ترشح شهد اغواکننده و شبه‌گل‌های براق بنفش (آنتوسیانین) که کوزه یا پارچ را الگوسازی می‌کنند انجام می‌گیرد. قسمت داخلی بیشتر گیاهان کوزه‌ای، دارای پوشش سستی است که از پوسته موم ساخته شده و برای حشرات لغزنده بوده و باعث افتادن آنها به درون کوزه می‌شود. هنگامی که حشره درون ساختار کوزه قرار گرفت، آنزیم‌های گوارشی و گونه‌های همزیست دوسویه، شکار را هضم و برای جذب گیاه آماده می‌کنند. آب هم در داخل کوزه می‌تواند محبوس شود که در این صورت محیطی را برای رشد گیاهان و جانوران دیگر فراهم می‌کند. این نوع از بدن‌آب را گیاه‌حوض می‌نامند.

احتمالاً ساده‌ترین گیاهان کوزه‌ای جنس کوزه‌مرداب‌ها می‌باشد. در این جنس، تله به‌وضوح از برگ ساده لوله شده‌ای که حاشیه آن مهر و موم شده مشتق شده‌است. این گیاهان در مناطق پر باران آمریکای جنوبی زندگی می‌کنند، مانند کوه رورایما و به‌دنبال آن دارای این مشکل هستند که از آب باران سرریز می‌شوند. برای مقابله با این مشکل، انتخاب طبیعی موجب شده که یک شکاف کوچک در حاشیه به هم چسبیده برگ به‌وجود آید، که اجازه دهد آب اضافی همانند وان حمام سرریز شده، از آن خارج شود. 

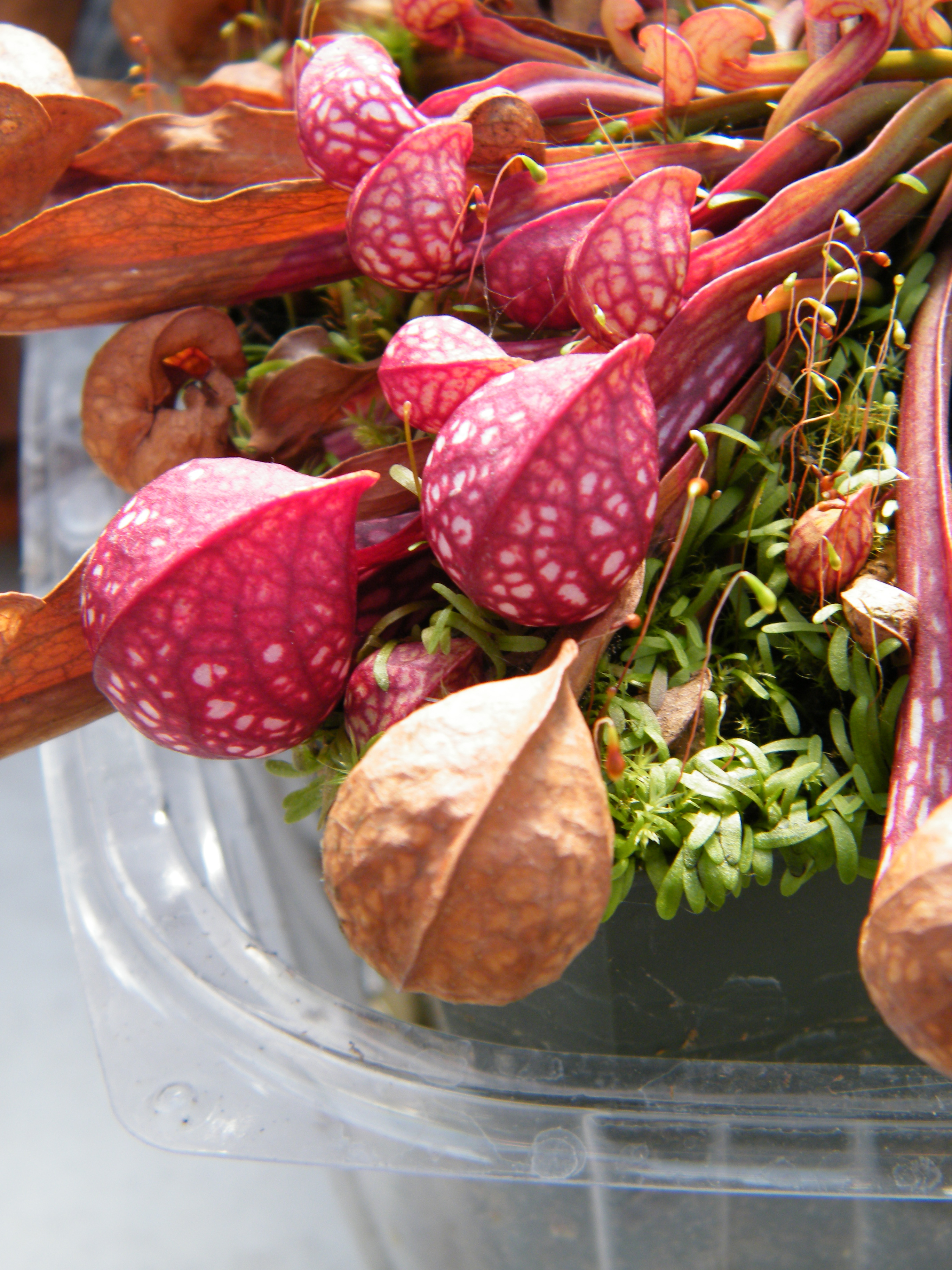
کوزه‌شیپوری طوطی

کوزه‌مرداب‌ها یک عضو از خانواده جدید شیپوری‌کوزگان است که در راسته خلنگ‌سانان قرار دارد. کوزه‌مرداب‌ها به آمریکای جنوبی محدود است، اما این خانواده شامل دو جنس دیگر، کوزه‌شیپوری‌ها و کوزه‌کبری کالیفرنیا نیز می‌باشد که بومی جنوب شرقی ایالات متحده آمریکا (به استثنای یک گونه) و کالیفرنیا می‌باشد. کوزه‌شیپوری ارغوانی انتشار بیشتری تا شمال کانادا نیز دارد. معمولاً جنس کوزه‌شیپوری بیشتر کشت می‌شود، زیرا نسبتاً مقاوم است و آسان رشد می‌کنند. 

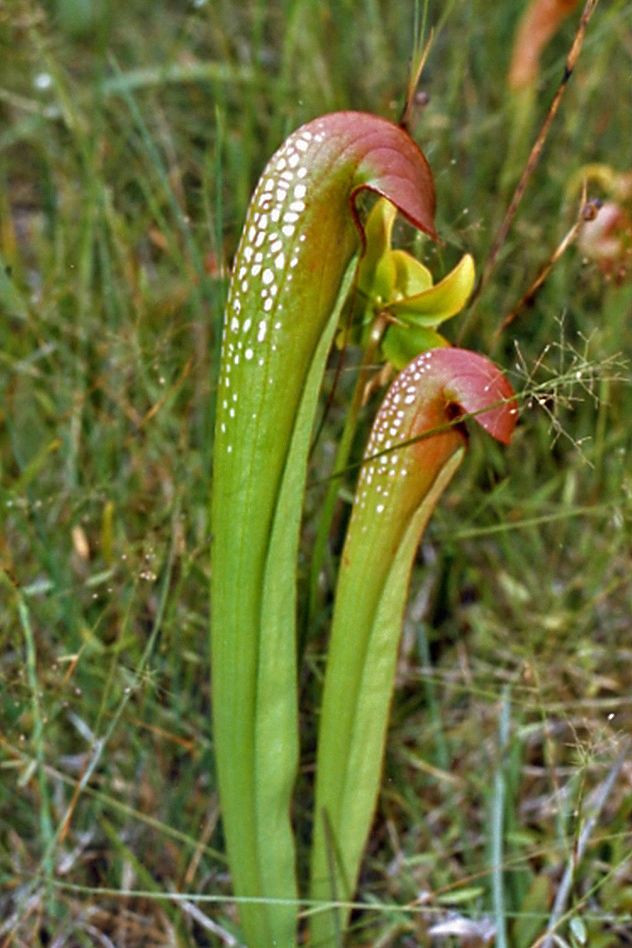
کوزه‌شیپوری کلاه‌دار

در جنس کوزه‌شیپوری، مشکل سرریز کوزه توسط یک کلاهک حل شده‌است، که قسمت دهانه باز برگ لوله شده را پوشش می‌دهد و از آن در برابر باران محافظت می‌کند. احتمالاً به خاطر این عایق، ترشح آنزیم‌های پروتئاز و فسفاتاز در مایعات گوارشی ته کوزه در گونه‌های کوزه‌ای‌شیپوری بهبود یافته‌است. کوزه‌مرداب تنها متکی به هضم باکتریایی می‌باشد. پروتئین و اسید نوکلئیک موجود در شکار با آنزیم‌ها هضم شده و اسیدهای آمینه و یون‌های فسفات را آزاد می‌کند که به وسیلهٔ گیاه جذب می‌گردد. حداقل در گونه کوزه‌شیپوری زرد، شهد اغواکننده با کونین مخلوط است، یک آلکالوئید سمی که در گیاه شوکران نیز وجود دارد، که احتمالاً با مسمومیت طعمه کارایی تله‌ها را افزایش می‌دهد.
کوزه‌کبری کالیفرنیا دارای سازگاریی است که در گونه کوزه‌شیپوری طوطی نیز یافت شده و تا حد کمتری در کوزه‌شیپوری کلاه‌دار دیده می‌شود. در این گونه‌ها کلاهک، مانند بالون است و تقریباً دهانه لوله را مهر و موم می‌کند. محفظه بالون‌مانند دارای لکه‌های بدون کلروفیلی است که از طریق آنها نور می‌تواند به درون کلاهک نفوذ کند. حشرات و بیشتر مورچه‌ها، از طریق ورودی زیر بالون وارد اتاق بالون‌مانند می‌شوند. پس از ورود و به خاطر تلاش برای گریز از خروجی‌های اشتباه (لکه‌های بدون کلروفیلی)، خسته شده و در نهایت به درون لوله سقوط می‌کنند.

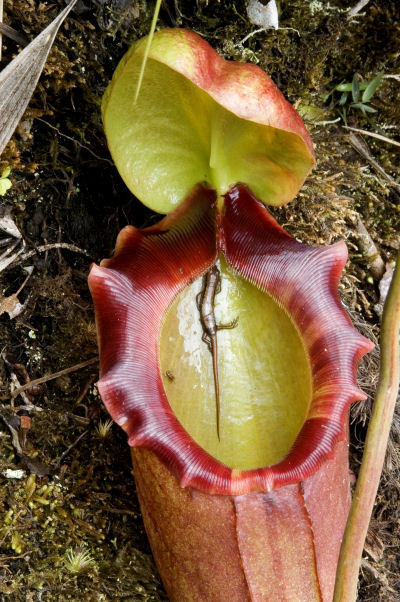
گیاه‌پارچ راجا، قادر به گرفتن پستانداران کوچک و خزندگان نیز می‌باشد.

دسترسی به شکار توسط «دم ماهی» که در قسمت خارجی کلاهک رشد یافته و نام گیاه هم از آن گرفته شده، بیشتر می‌شود و فرار نیز از طریق دهانه ورودی گیاه مشکل‌تر است. برخی از گونه‌های نهال کوزه‌شیپوری دارای کلاهک‌های طویل و آویزان هستند، کبری‌کوزه‌ای ممکن است نمونه‌ای از نوتنی باشد. دومین گروه بزرگ از گیاهان فنجان میمون یا گیاهان کوزه‌ای گرمسیری از جنس گیاه‌پارچ‌ها هستند. در بیشتر از صد گونه از این جنس، رگبرگ اصلی برگ‌ها به شکل پیچک توسعه پیدا کرده و در سر هر یک از آنها اندام کوزه‌ای رشد می‌کند. اکثر گونه‌ها حشرات را می‌گیرند، گونه‌های بزرگ‌تر، به‌ویژه گیاه‌پارچ راجا گاهی پستانداران کوچک و خزندگان را نیز شکار می‌کنند. 

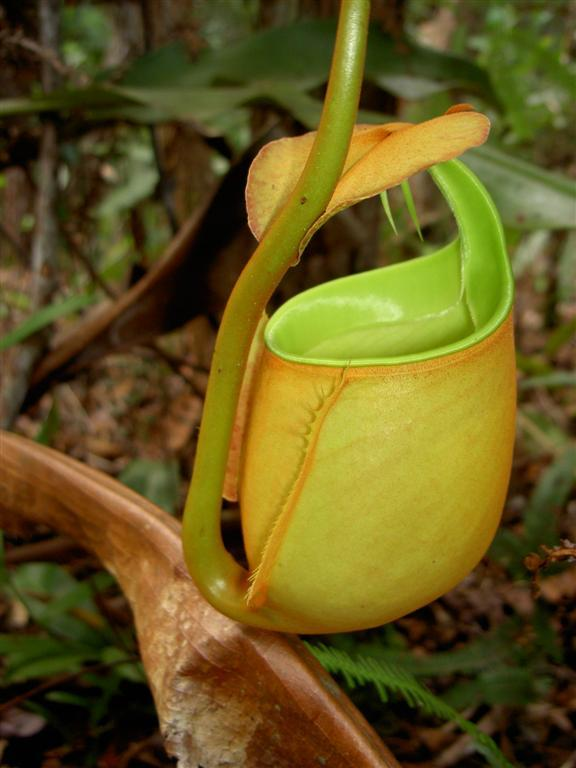
گیاه‌پارچ دودندان

گونه گیاه‌پارچ دودندان دارای دو خار نوک تیز است که از پایه کلاهک به سمت قسمت ورودی کوزه بیرون می‌زند. اینها احتمالاً به منظور جلب حشرات در موقعیت بی‌ثبات بر روی دهانه کوزه هستند، جایی که ممکن است تعادل خود را از دست بدهند و در مایع داخل آن سقوط کنند. این خارها همچنین کوزه را در برابر برخی از حملات پستانداران کوچک محافظت می‌کنند.
تله گودالی به‌طور مستقل حداقل در دو گروه دیگر فرگشت داشته‌است. کوزه‌گیاه استرالیایی، یک گیاه کوچک از استرالیای غربی است، با کوزه‌های شبیه کفش چرمی موکاسین. لبه دهانه کوزه آن بسیار مشخص است (هر دو شهد ترشح می‌کنند) و دارای خارهایی است که به سمت دهانه رشد کرده‌اند و از بالا رفتن حشرات حبس شده جلوگیری می‌کنند.
آخرین گوشت‌خوار با تله گودالی، از خانواده آناناسیان، بروکینیا رداکتا است. مانند اکثر خویشاوندان آناناس، پایه‌های برگ مومی و کاملاً بسته‌بندی شده‌است و شکل برگ‌های تسمه مانند این گونه یک کوزه ایجاد می‌کند. در بیشتر آناناسیان آب به راحتی در این کوزه جمع می‌شود و زیستگاه‌هایی برای قورباغه‌ها، حشرات و باکتری‌های تثبیت کننده نیتروژن که برای گیاه مفید هستند فراهم می‌کند. در گیاه بروکینیا رداکتا، کوزه یک دام حشره‌ای خاص با یک پوشش سست و مومی و دارای جمعیتی از باکتریهای گوارشی است.

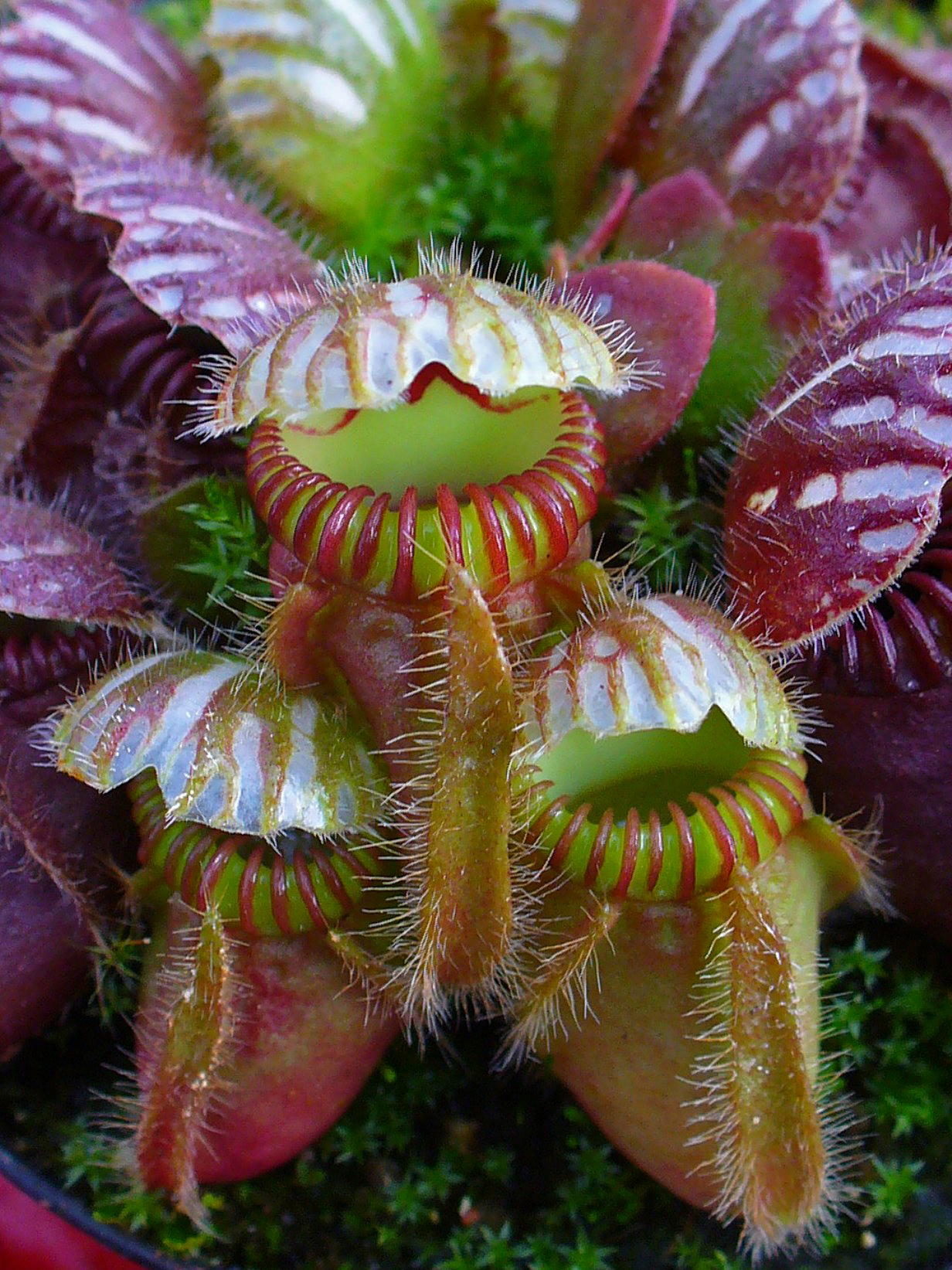
کوزه‌گیاه استرالیایی
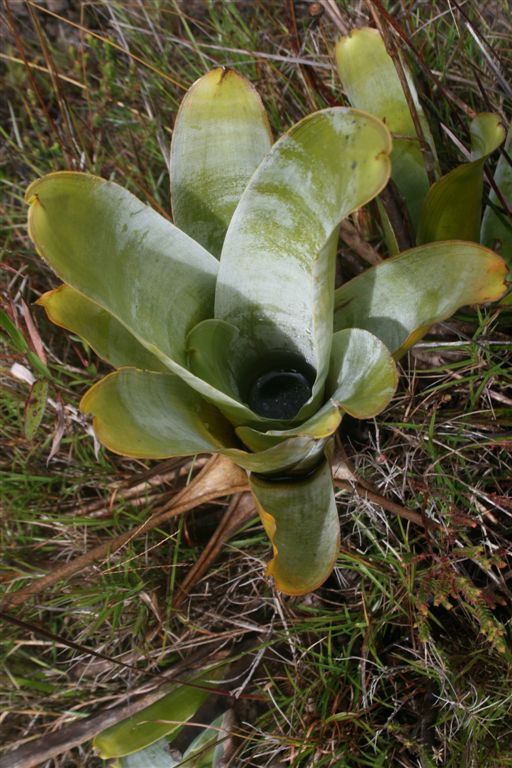
بروکینیا رداکتا
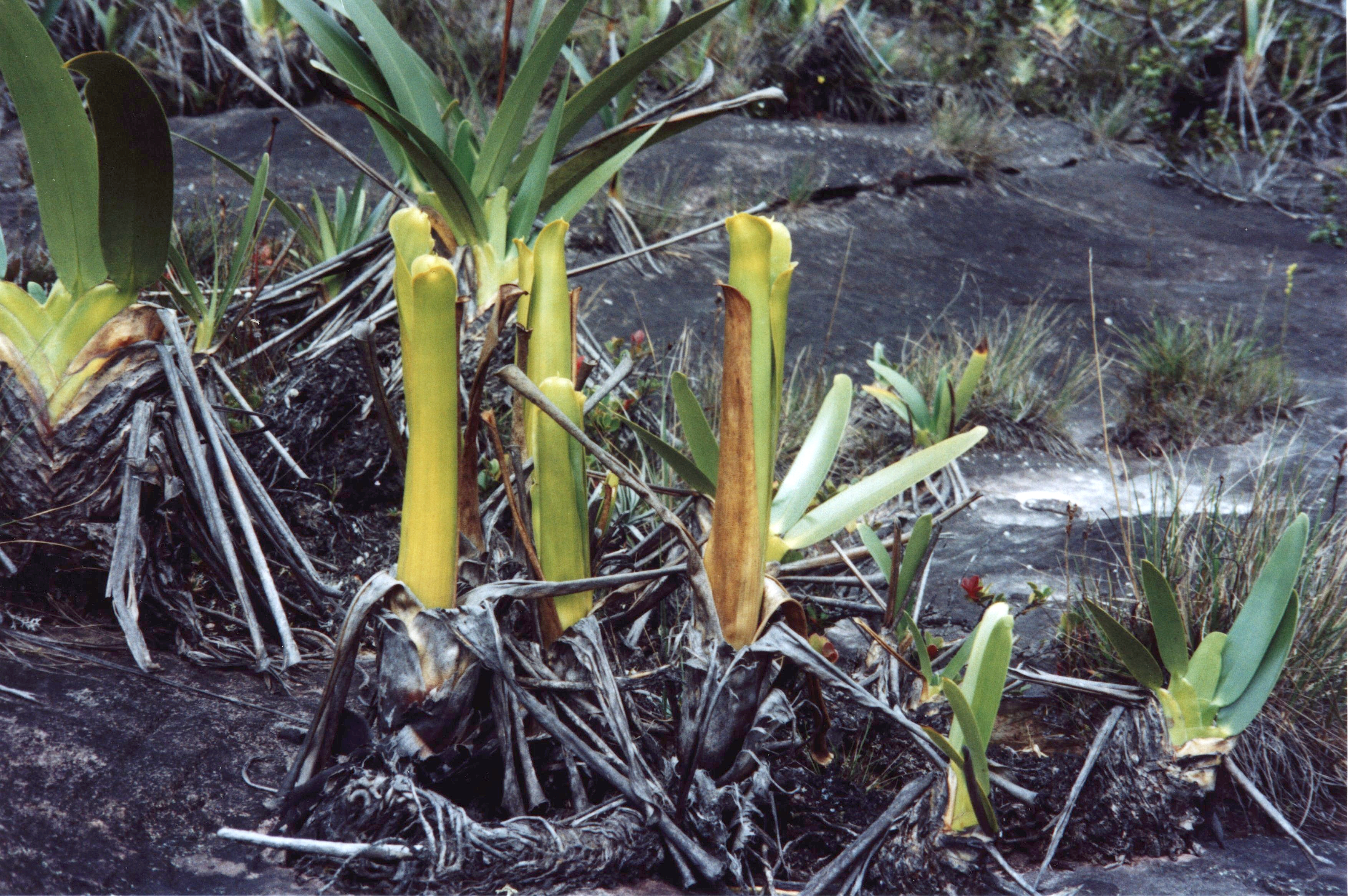
بروکینیا رداکتا

### تله‌های چسب‌حشره
تله چسب‌حشره دارای لیزاب چسبنده یا چسب است. برگ‌های تله چسب‌حشره مملو از غدد ترشح کننده لیزآب چسبنده هستند، که ممکن است کوتاه باشد مانند چرب‌گیاه یا بلند و متحرک باشند مانند ژاله‌پوش‌ها. چسب‌حشره‌ای‌ها دست کم پنج بار فرگشت مستقل داشته‌اند. شواهدی وجود دارد که نشان می‌دهد برخی کلادهای تله‌های چسب‌حشره‌ای از تله‌های پیچیده‌تری مانند تله‌های کوزه‌ای فرگشت داشته‌اند.

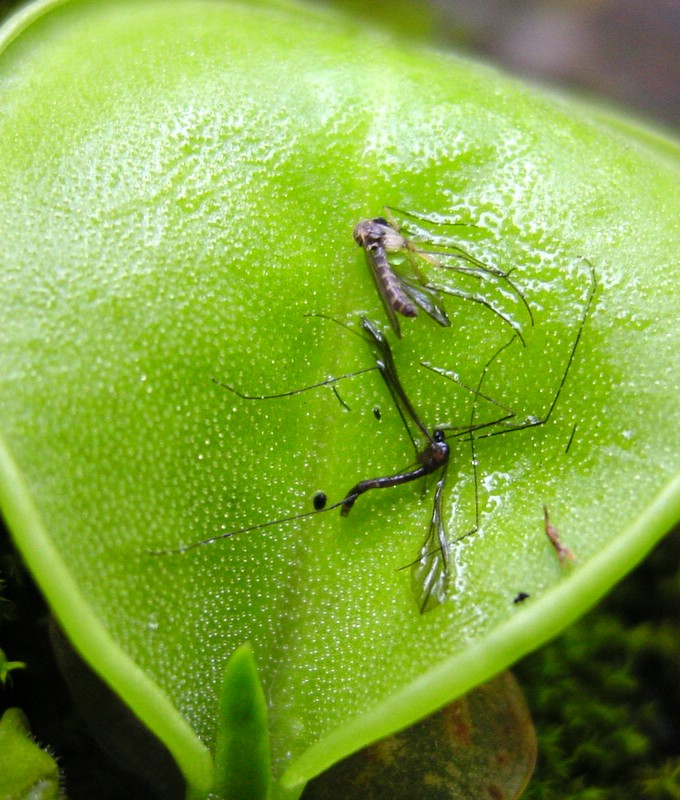
چرب‌گیاه کنزاتی جنسی از چرب‌گیاه به همراه حشرات به دام افتاده.

در جنس چرب‌گیاه غدد لعاب کاملاً کوتاه و بی‌تحرک هستند و برگ‌ها در حالی که براق هستند، به نظر نمی‌رسد که گوشت‌خوار باشند. با این حال، این واقعیتی است که برگ یک تله بسیار مؤثر برای حشرات کوچک می‌باشد (مانند پشه‌های قارچ) و سطح آن با رشد نسبتاً سریع به شکار پاسخ می‌دهد. این رشد بساوش‌گردی ممکن است شامل لوله کردن برگ برای جلوگیری از باران و بیرون افتادن شکار از سطح برگ یا شامل ایجاد گودالی کم عمق گوارشی زیر شکار باشد.
جنس ژاله‌پوش شامل بیش از ۱۰۰ گونه چسب‌حشره‌ای فعال است، که غدد لعاب در انتهای هر شاخک بلند قرار دارند و به اندازه کافی رشد سریعی در پاسخ به طعمه برای به دام انداختن دارند.

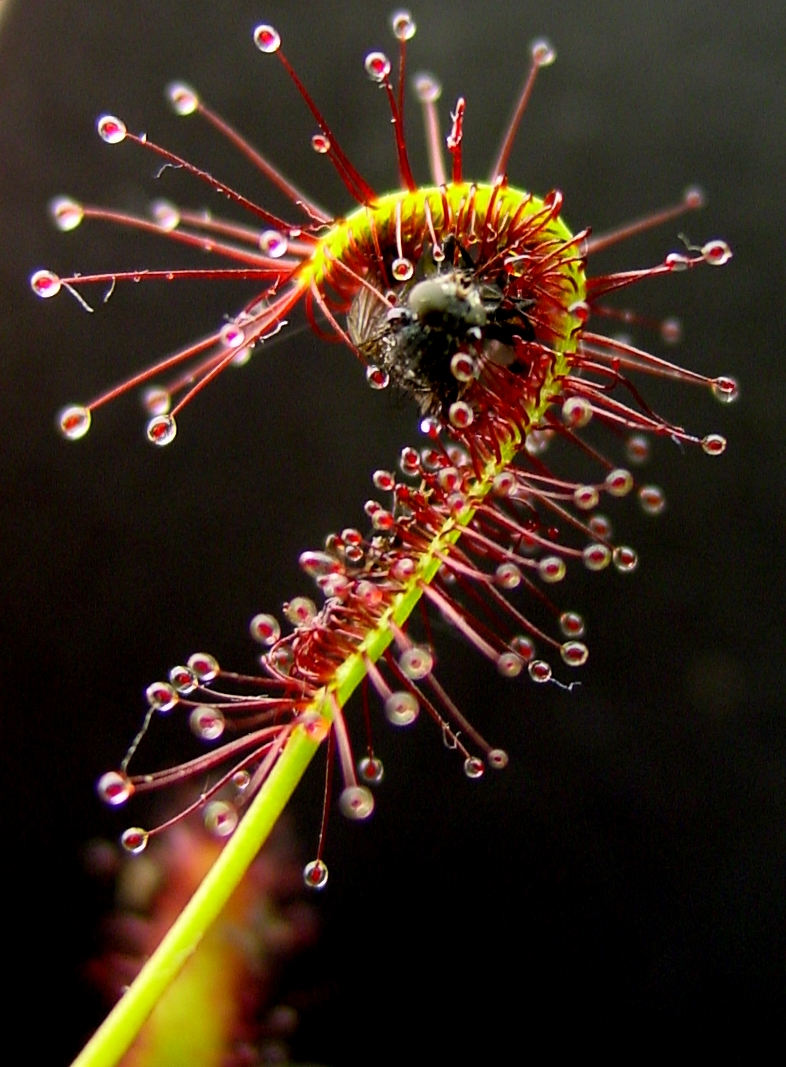
برگ ژاله‌پوش دماغه در پاسخ به دام افتادن حشره در حال خم شدن است.

شاخک‌ها در جنس ژاله‌پوش بورمانی می‌تواند ۱۸۰ درجه در دقیقه یا کمی بیشتر خم شوند. ژاله‌پوش‌ها به شدت جهانی هستند و در تمام قاره‌ها به جز قطب جنوب پراکنش دارند. آن‌ها در استرالیا بسیار متنوع هستند، خانه زیرگروه بزرگی از ژاله‌پوش‌های کوتاه، مانند ژاله‌پوش کوتوله و تعدادی از ژاله‌پوش‌های غده‌ای مانند ژاله‌پوش سپردار که تجه‌ها در دوره خشک ماه‌های تابستان به خواب می‌روند.
این گونه‌ها چنان به منابع نیتروژن حشرات وابسته هستند که به‌طور کلی فاقد آنزیم نیترات‌ردوکتاز هستند، آنزیمی که بیشتر گیاهان برای تبدیل نیترات حاصل از خاک به اشکال آلی نیاز دارند.
ژاله‌پوش پرتغالی ارتباط نزدیکی با ژاله‌پوش دارد با این تفاوت که منفعل است. برگ‌های آن ناتوان از حرکت سریع یا رشد هستند. اما تیراژه‌برگان ارتباط خویشاوندی با ژاله‌پوش ندارند، اما در عادات مشابه هستند. ژاله‌پوش پرتغالی از این نظر که تحت شرایط نزدیک به کویر رشد می‌کند غیرمعمولی است، زیرا تقریباً تمام گیاهان گوشت‌خوار دیگر یا در باتلاق‌ها یا در مناطق استوایی مرطوب رشد می‌کنند.
تازه‌ترین داده‌های مولکولی به خصوص تولید ماده پلامباگین باقیمانده در چسب‌حشره‌ای نشان می‌دهد که، سه‌گون‌برگ از خانواده جفت‌قلاب‌برگیان، در ارتباط نزدیک با ژاله‌پوش پرتغالی و فرم‌های مربوط به بخشی از تبارشاخه بزرگتر گیاهان گوشت‌خوار و غیر گوشت‌خوار با بهمنیان، گیاه‌پارچ‌ها، ژاله‌پوشان و قلاب‌دارها هستند. این گیاه معمولاً به‌عنوان یک گیاه بالارونده مطرح است، اما در مرحله نوجوانی خود یک گیاه گوشت‌خوار می‌شود. این موضوع به دلیل نیاز به مواد غذایی خاص در زمان گل‌دهی می‌باشد.

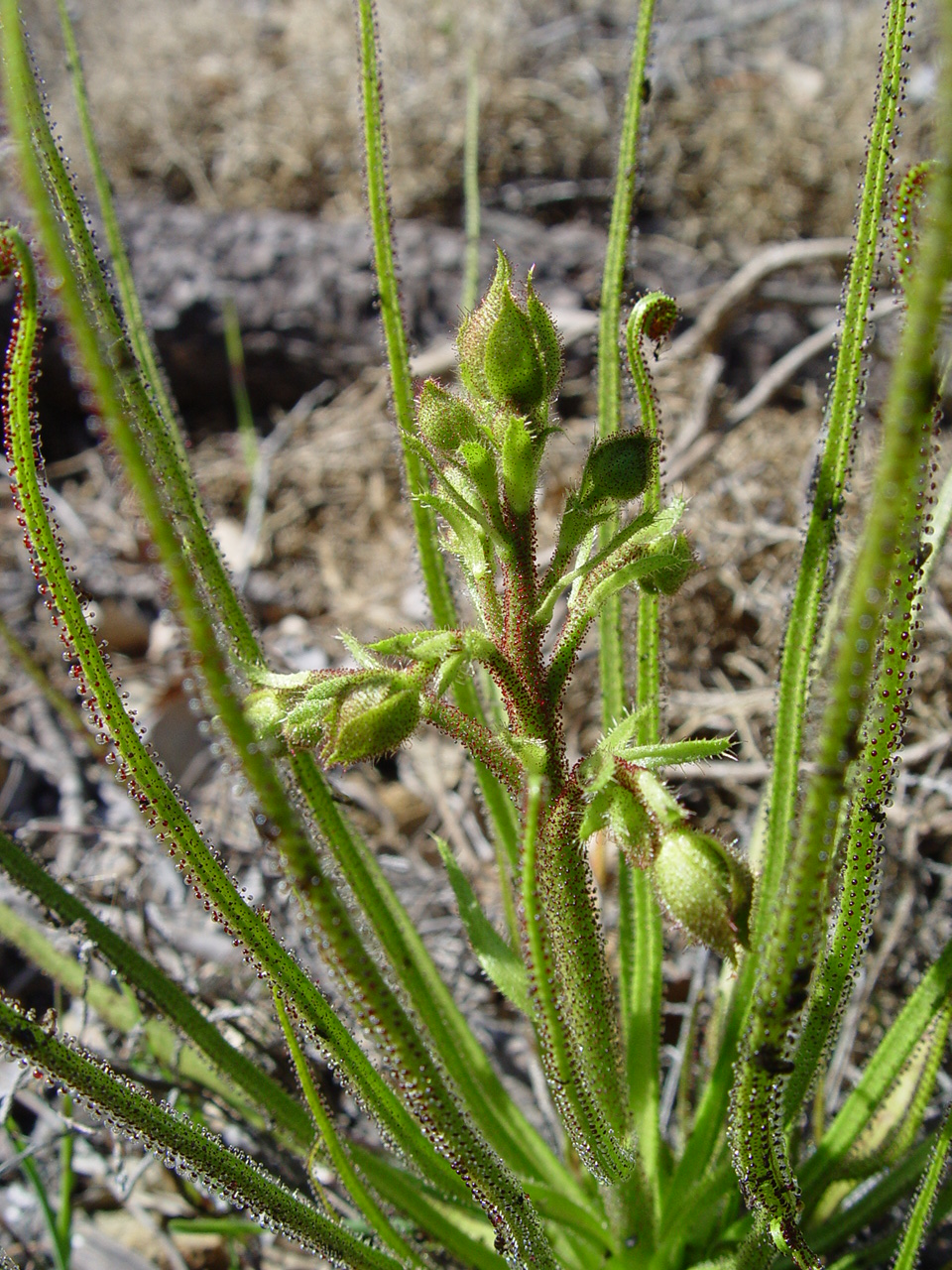
ژاله‌پوش پرتغالی
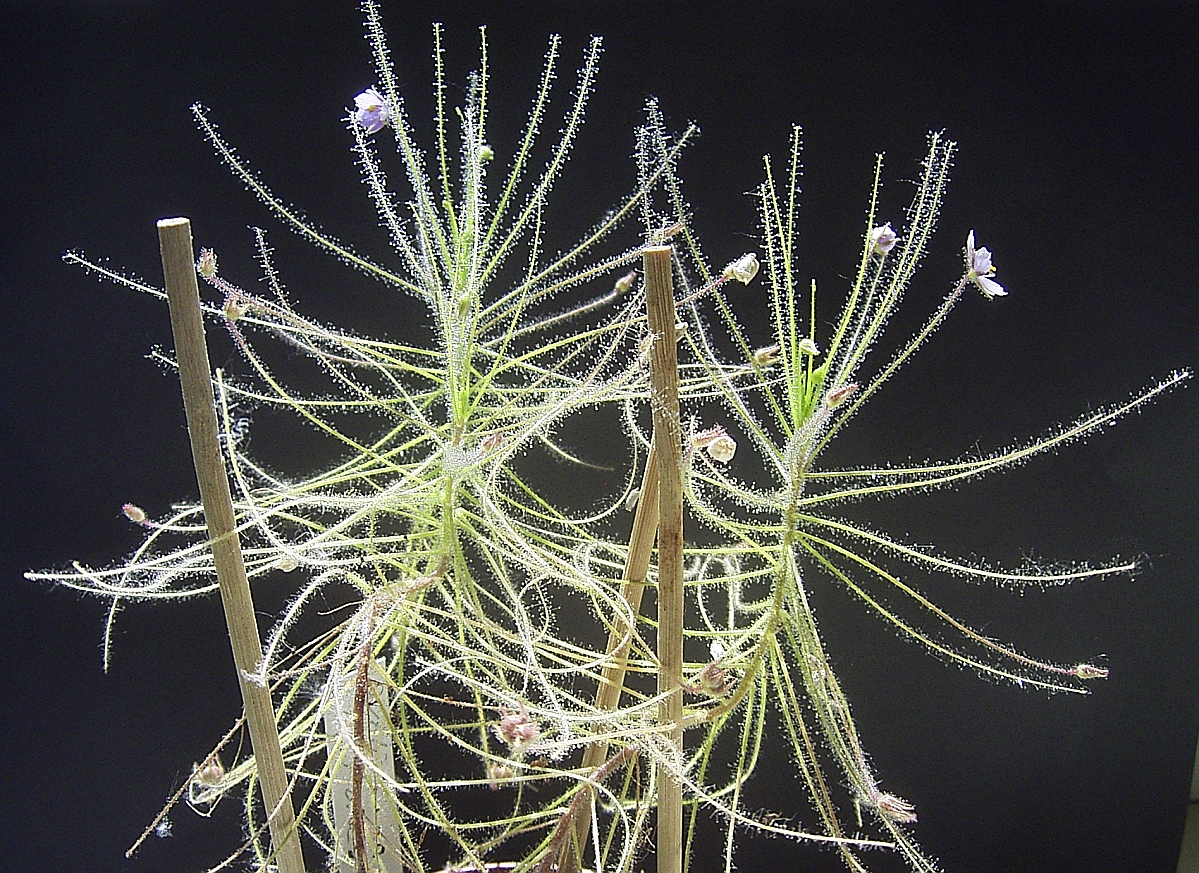
تیراژه‌برگ
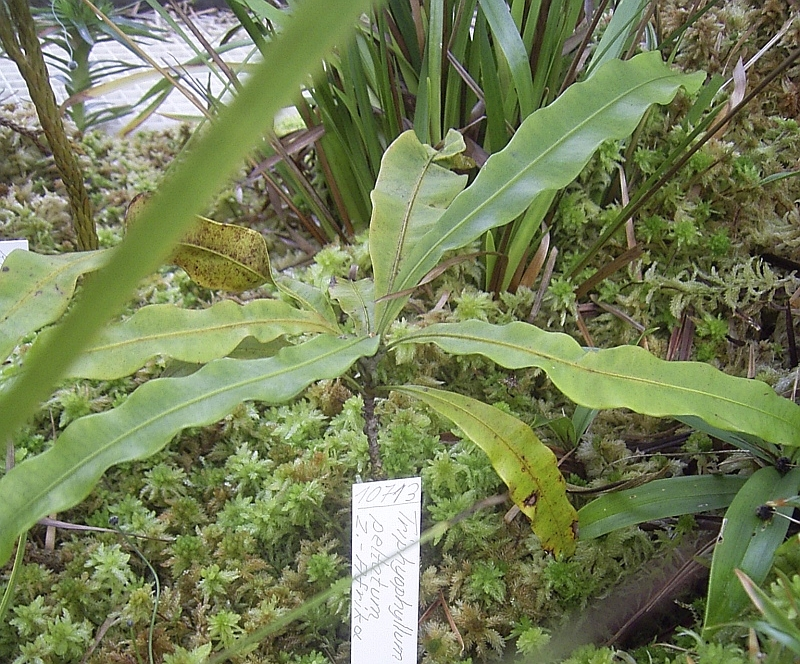
سه‌گون‌برگ

### تله‌های چفت‌شونده
تنها دو تله چفت‌شونده فعال، ونوس مگس‌گیر و گیاه چرخ‌آب دارای جد مشترک از تله‌های چسب‌حشره با سازگاری مشابه هستند. سازوکار تله‌گذاری آنها بر اساس شکل و حرکت سریع‌شان به‌عنوان یک تله موش یا تله خرس یا تله انسان توصیف می‌شود. با این حال، اصطلاح تله چفت‌شونده به نام‌های دیگر که گمراه‌کننده‌اند، به‌ویژه با توجه به طعمه مورد نظر ارجح است. گیاه چرخ‌آب، آبزی است و به‌طور تخصصی بی‌مهرگان کوچک را شکار می‌کند. ونوس مگس‌گیر، خشکی‌زی است و انواع بندپایان از جمله عنکبوت را شکار می‌کند. 

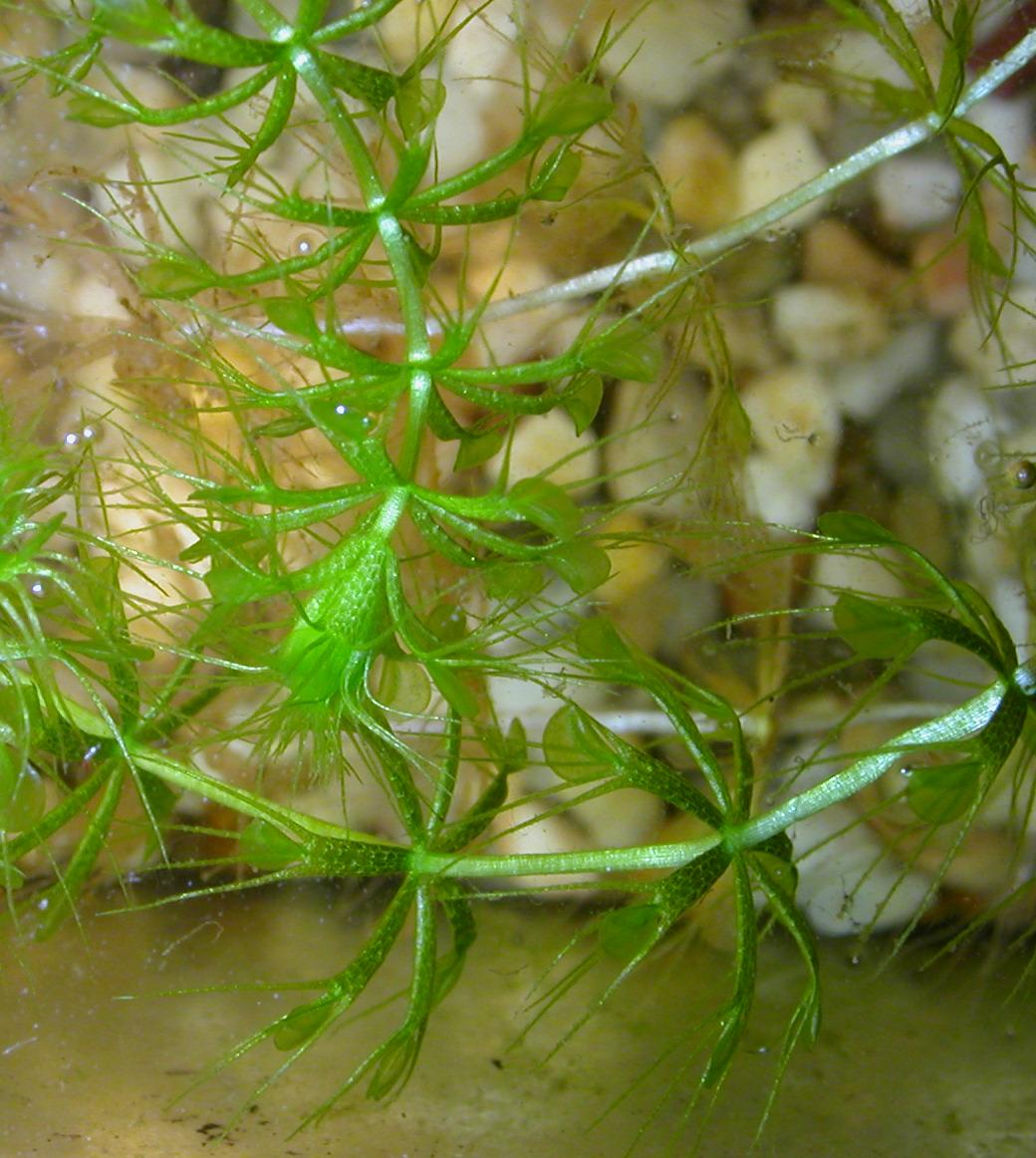
گیاه چرخ‌آب

تله‌ها بسیار شبیه به هم هستند، با برگ‌هایی که قسمت انتهایی آنها به دو لَپ تقسیم شده‌است، و در امتداد رگبرگ اصلی لولا می‌شوند. موهای ماشه‌ای که در ونوس مگس‌گیر در هر لپ سه تا و در مورد گیاه چرخ‌آب تعداد بیشتری‌اند، به لمس حساس هستند.

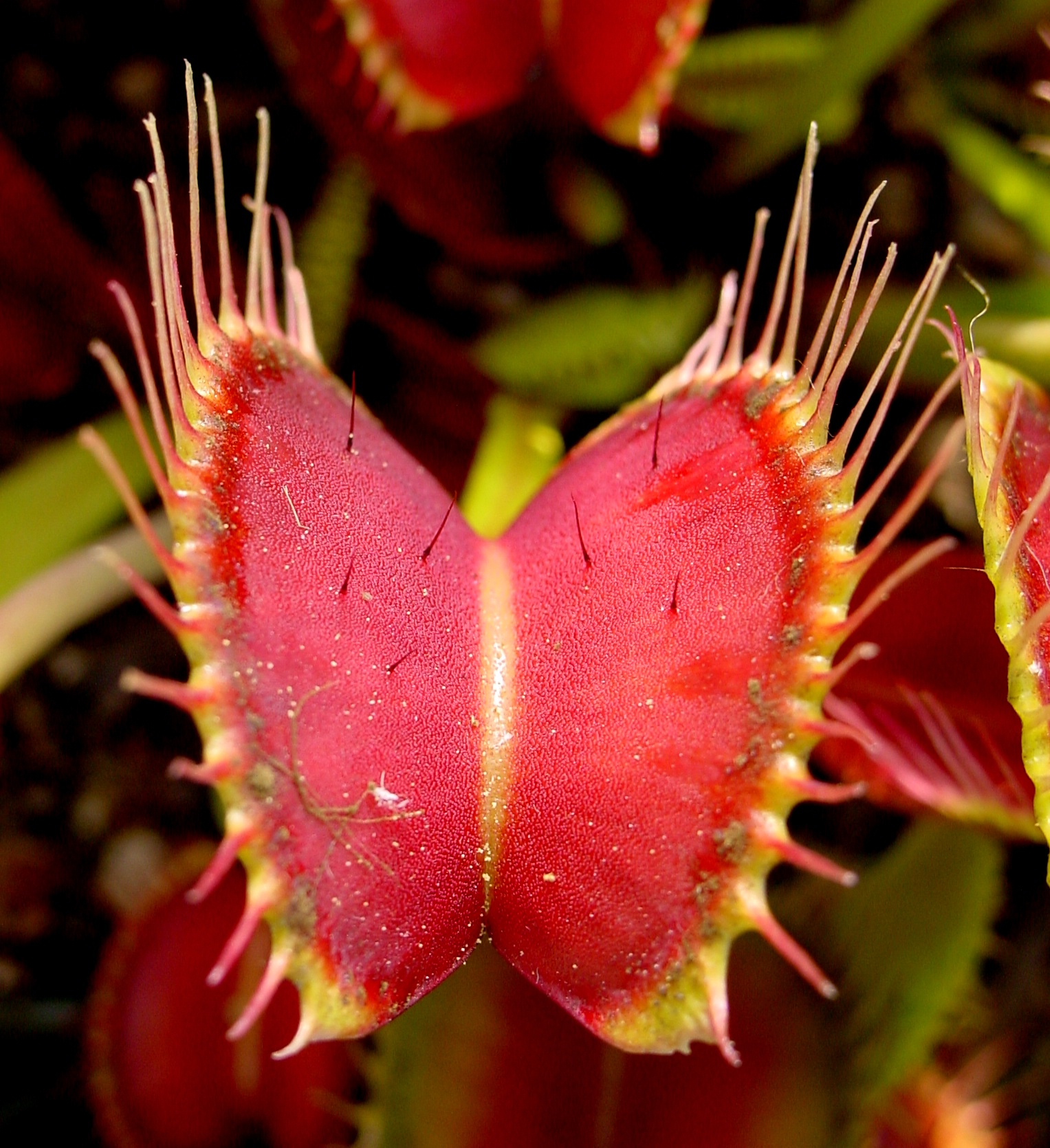
گیاه ونوس مگس‌گیر

هنگامی که مو خمیده شود، باعث باز شدن کانال یونی در غشای سلول‌های پایه مو می‌گردد، که این امر خود باعث ایجاد توانایی عمل در رگبرگ اصلی می‌گردد که در نتیجه سلول‌ها گسترده می‌شوند. این سلول‌ها با پمپ کردن یون‌ها به بیرون واکنش می‌دهند، که یا ممکن است به روش اسمز باعث جذب آب شوند یا باعث رشد اسیدی سریع سلول‌ها شوند. عملکرد هنوز مورد بحث است، به هر صورت، تغییر شکل سلول‌ها در رگبرگ اصلی اجازه می‌دهد لپ‌های تحت تنش به سرعت از حالت محدب به مقعر تغییر شکل پیدا کرده و بسته شوند و طعمه را دربر گیرند. کل این فرایند در کمتر از یک ثانیه انجام می‌شود.
در ونوس مگس‌گیر برای جلوگیری از بسته شدن در پاسخ به قطرات باران و غبار باد، یک حافظه ساده در برگ ایجاد شده، که برای بسته شدن لپ‌ها، دو محرک با فاصله زمانی ۰٫۵ تا ۳۰ ثانیه لازم است.
بر اساس یک مطالعه اخیر، مولکول‌های کلسیم به‌صورت پویا در سلول‌های برگ‌های گیاه حرکت می‌کنند، زمانی که یک گیاه گوشت‌خوار طعمه‌های زنده را لمس می‌کند. تغییر سطح کلسیم باعث می‌شود برگ‌ها برای شکار طعمه حرکت کنند، احتمالاً با تولید هورمون‌های بیشتر مربوط به دفاع.
بسته شدن برگ‌ها یکی از موارد بساوش‌گردی (حرکت بدون جهت در پاسخ به لمس) است. تحریک بیشتر سطوح داخلی لپ توسط حشرات باعث رشد لپ‌ها به سمت یکدیگر و شکار می‌گردد و به شکل معده در می‌آید که در آن هضم در طی یک تا دو هفته اتفاق می‌افتد. برگ می‌تواند سه یا چهار بار مورد استفاده مجدد قرار بگیرد قبل از آنکه نسبت به تحریکات بی‌توجه شود.

### تله‌های مثانه‌ای

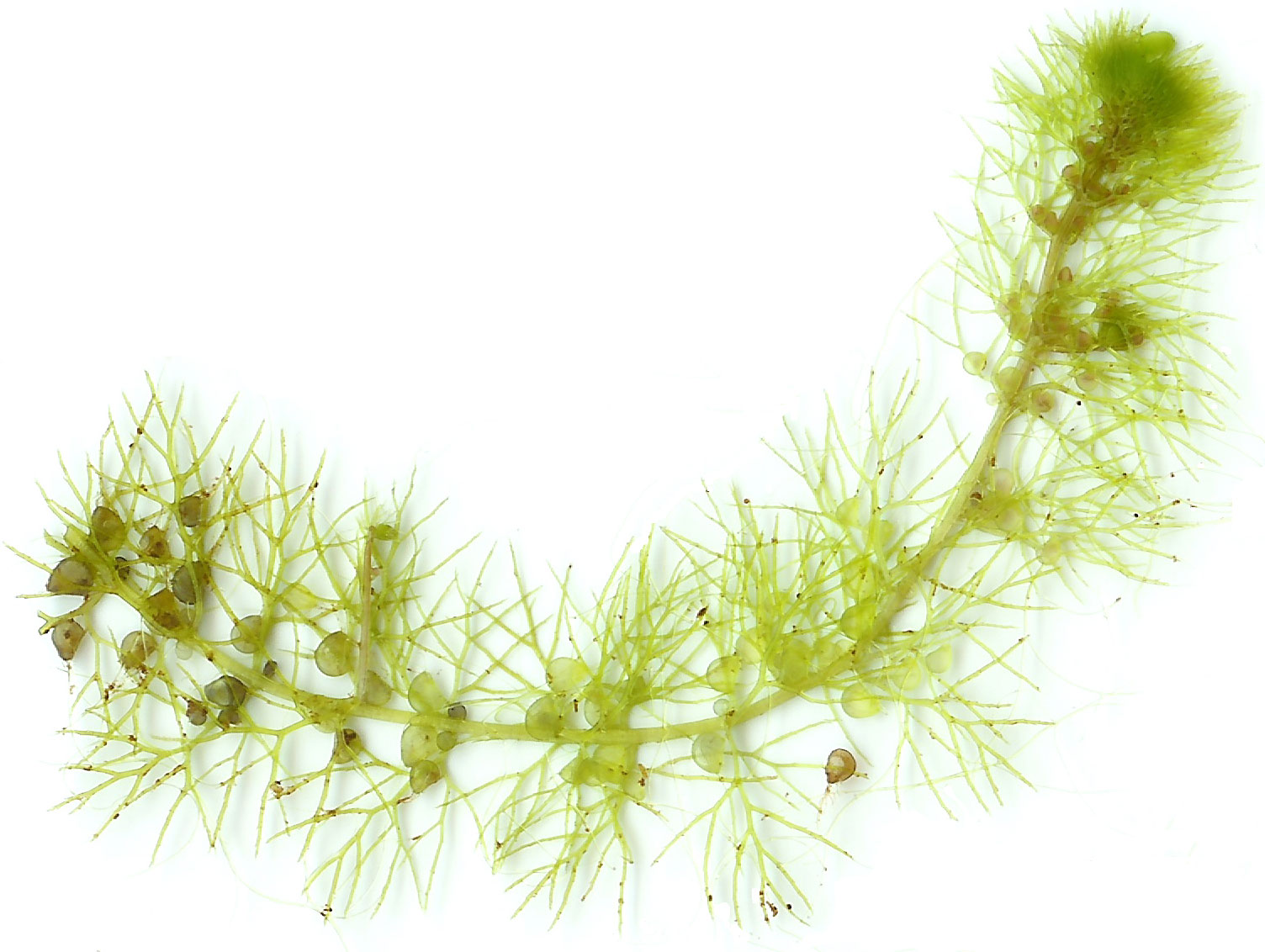
علف‌انبانی معمولی

تله‌های مثانه‌ای یا کیسه‌ای منحصر به جنس علف‌انبانی هستند. مثانه‌ها (وزیکول) یون را از فضای داخلی به خارج پمپ می‌کنند. آب به دنبال اسمز، یک خلاء جزئی در داخل مثانه ایجاد می‌کند. مثانه دارای یک ورودی کوچک است، که توسط یک درپوش لولایی محکم شده‌است. در گونه‌های آبزی، درپوش دارای یک جفت از موهای بلند است. بی‌مهرگان آبزی مانند دافنی با لمس این تار و تغییر شکل‌دادن آن باعث باز شدن درپوش، توسط اهرم عمل می‌شوند که ایجاد خلاء می‌کند. بی‌مهرگان به درون کیسه مکیده می‌شوند، جایی که در آنجا عمل هضم هم‌صورت می‌گیرد.
گونه‌های بسیاری از علف‌انبانیان مانند علف‌انبانی سندرسون خشکی‌زی هستند و در خاک اشباع از آب رشد می‌کنند و سازوکار تله در آنها کمی متفاوت است. علف‌انبانی ریشه‌ای ندارد، اما گونه‌های خشکی‌زی دارای ساقه‌های لنگر انداخته هستند که شبیه ریشه هستند.
علف‌انبانی‌های آبزی مناطق معتدل معمولاً می‌میرند و با تولید توریون در طول ماه‌های زمستان به استراحت می‌پردازند، و گونه علف‌انبانی بزرگ‌ریشه به نظر می‌رسد برای تنظیم تعداد کیسه‌های خود به محتوای مواد مغذی غالب در زیستگاه‌شان وابسته هستند.

### تله‌های دام خرچنگ

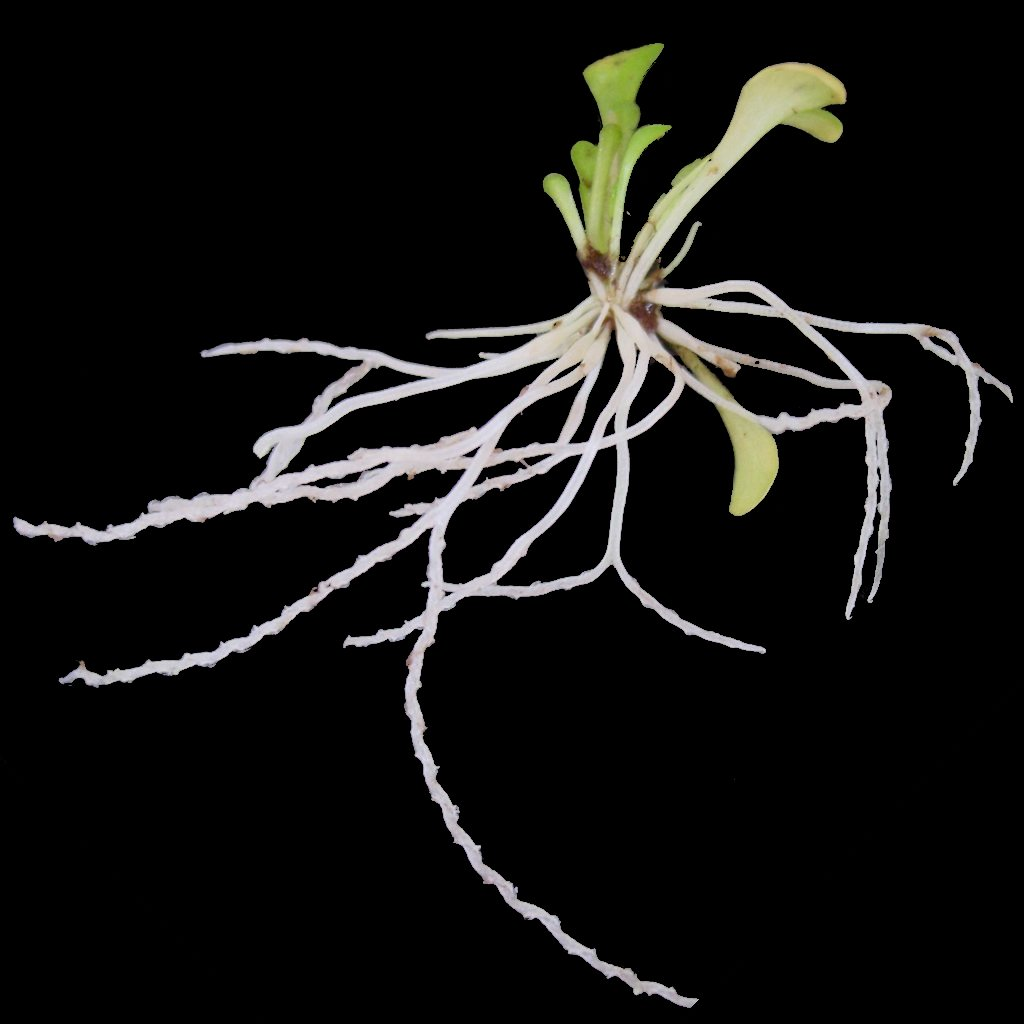
گیاه تاب‌دار و برگ‌های تغییریافته Y شکل

این نوع تله‌ها دارای محفظه‌ای هستند که وارد شدن به آن آسان ولی خارج شدن از آن مشکل است، چون تمام قسمت‌های داخلی آن به وسیلهٔ موهای زبری که به طرف داخل رشد کرده‌اند پوشیده شده و حرکت شکار را فقط در یک سمت میسر می‌کنند.
تله دام خرچنگ سازوکار شکارگری در گیاه تاب‌دار می‌باشد. به نظر می‌رسد این گیاهان به‌طور تخصصی از تک‌یاختگان تغذیه می‌کنند. یک برگ که به شکل Y تغییر یافته به شکار اجازه ورود می‌دهد اما اجازه خروج را نمی‌دهد. وجود یک سری مو باعث راندن شکار تنها به یک سمت می‌شود.
طعمه با ورود به مجرای مارپیچ که در دو بازوی Y شکل قرار دارند، مجبور به حرکت بی‌بازگشت به سمت معده می‌شود. در میانه مسیر نیز، حرکت آب درون آوندی باعث خلاء و مکش بیشتر طعمه می‌شود که این عمل شبیه آن چیزی است که در تله‌های مثانه‌ای اتفاق می‌افتد و به نظر می‌رسد که مسیر فرگشتی این دو مشابه یکدیگر باشد.

### تله‌های ترکیبی
سازوکار به دام انداختن ژاله‌پوش منجنیقی ترکیبی از ویژگی‌های هر دو نوع چسب‌حشره و تله‌های چفت‌شونده است که از آن به‌عنوان تله منجنیق چسب‌حشره نام برده شده‌است.
با این حال، این تنها دام‌های ترکیبی نیست. گیاه‌پارچ توالت‌فرنگی ترکیبی از تله‌های گودالی و چسب‌حشره است، زیرا دارای پارچ چسبنده سیال است.
اکثر گیاه‌پارچ‌های سوماترا، مانند گیاه‌پارچ بی‌زره نیز از این روش استفاده می‌کنند. برای نمونه، گیاه‌پارچ مشکوک و گیاه‌پارچ زرد از این روش استفاده می‌کنند.

## خط مرزی گیاهان گوشت‌خوار
مسیر کامل گوشت‌خواری در گیاهان شامل این است که یک گیاه بتواند شکار را جذب کند، سپس آن را بکشد و در نتیجه بتواند آن را هضم کند و باید از جذب مواد حاصل از هضم شکار سود ببرد. فقط یک ویژگی لازم است که متناسب با این نیاز، فرگشت یافته باشد، زیرا بسیاری از جنس‌های گیاهان گوشت‌خوار فعلی فاقد برخی از ویژگی‌های ذکر شده در بالا هستند.

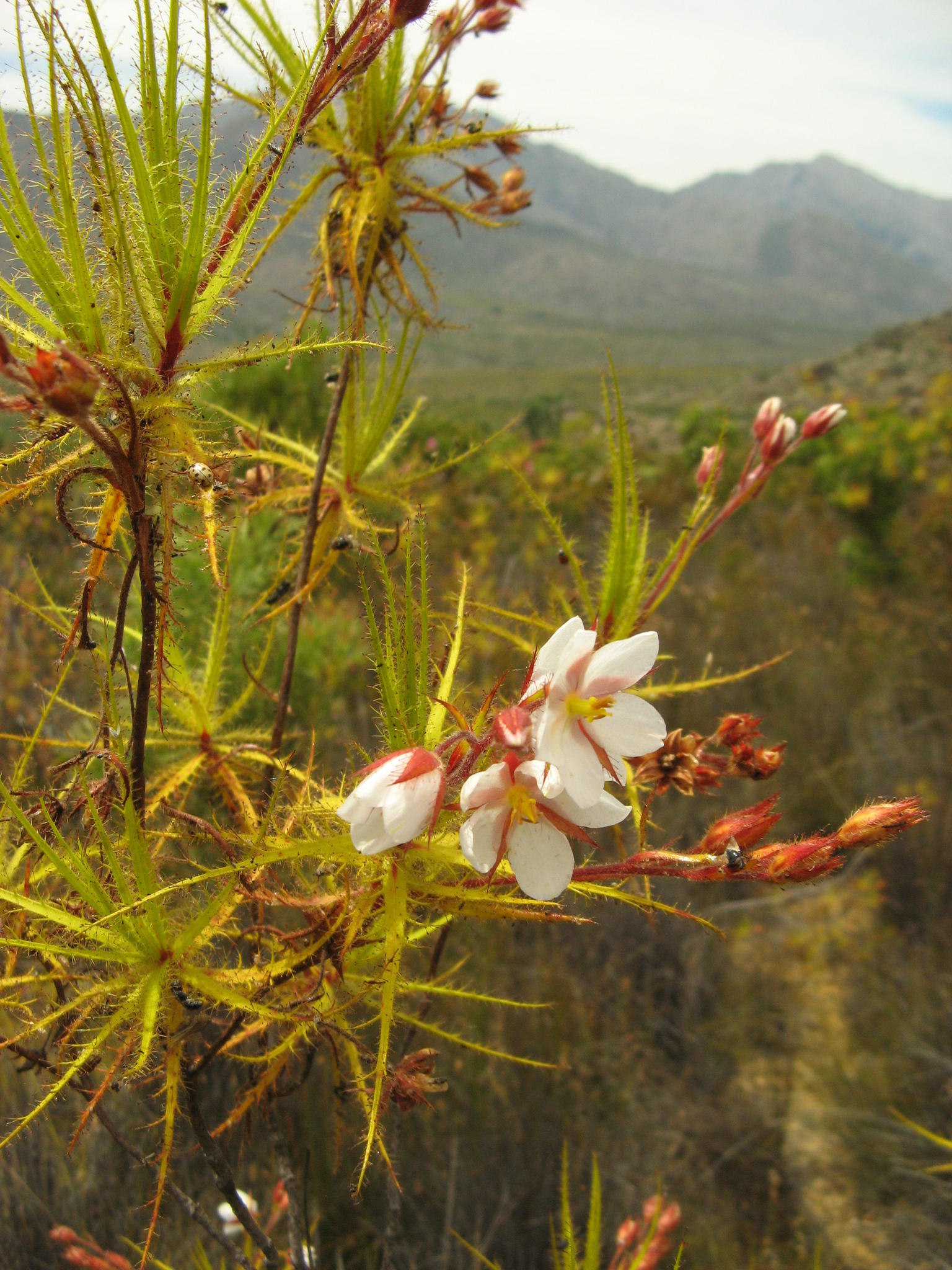
مگس‌بوته

دومین نیاز توانایی جذب مواد مغذی از طعمه‌های مرده و کسب مزیت تناسب اندام از ترکیب این مواد مغذی (بیشتر اسیدهای آمینه و یون آمونیوم) می‌باشد که به طریق افزایش رشد یا گرده یا تولید بذر است. با این حال، گیاهانی که ممکن است به‌طور فرصت طلبانه از مواد مغذی حیوانات مرده استفاده کنند بدون اینکه به‌طور خاص به‌دنبال گرفتن و تصرف حیوانات باشند از این تعریف گوشت‌خوار خارج شده‌اند. نیاز دوم همچنین گوشت‌خواری را از خصوصیات دفاعی گیاه متمایز می‌کند که ممکن است حشرات را بدون استفاده از جذب مواد غذایی از بین ببرد یا از کار بیندازد.
با توجه به مشاهدات صورت گرفته، بسیاری از گوشت‌خواران طبقه‌بندی شده در حال حاضر فاقد آنزیم‌های هضم کننده برای تجزیه مواد مغذی هستند و در عوض به روابط متقابل و همزیستی با باکتری‌ها، مورچه‌ها یا حشرات منطبق شده‌اند، این سازگاری به تعریف گوشت‌خوار افزوده شده‌است.
با این حال، مواردی وجود دارد که گیاهان به نظر می‌رسند برخی از تعریف‌های فوق را برآورده می‌کنند اما در حقیقت گوشت‌خوار نیستند. برخی از گیاه‌شناسان استدلال می‌کنند که طیفی از گوشت‌خواری در گیاهان یافت می‌شود، از گیاهان کاملاً غیر گوشت‌خوار مانند کلم، تا گوشت‌خواران مرزی، تا تله‌های نامشخص و ساده مانند کوزه‌مرداب‌ها، تا تله‌های فوق‌العاده تخصصی و پیچیده مانند تله ونوس مگس‌گیر.
یک گوشت‌خوار احتمالی گیاه مگس‌بوته است. گیاهان این جنس برگ‌های چسبنده با غدد نوک‌صمغی تولید می‌کنند و بسیار شبیه ژاله‌پوش‌های بزرگتر هستند. آنها به‌طور مستقیم از صید حشراتی که می‌گیرند سود نمی‌برند. در عوض، آنها یک همزیستی دوسویه با گونه‌هایی از سن‌های ضارب (جنس پامریده)، که حشرات به‌دام افتاده را می‌خورند، تشکیل می‌دهند. این گیاه از مواد مغذی موجود در مدفوع حشرات بهره‌مند می‌شود. با برخی تعاریف، این گیاه هنوز هم گوشت‌خوار به حساب می‌آید.
تعدادی از گونه‌های شاخ‌بزیان (قبلا کنجدیان) مانند گیاه تک‌شاخ زرد دارای برگ‌های چسبنده‌ای هستند که حشرات را به دام می‌اندازند. با این حال، به‌طور قطعی گیاهان گوشت‌خوار نشان داده نشده‌اند. به همین ترتیب، بذرهای گیاه کیسه کشیش، گلدان ذره‌گل آناناسی، برگک‌های لیموآب وحشی، و ساقه‌های گل و کاسبرگ گیاهان ستونی حشرات را به دام انداخته و می‌کشند، اما طبقه‌بندی آنها به‌عنوان گیاهان گوشت‌خوار بحث‌برانگیز است.
هیچ دلیل منطقی وجود ندارد که چرا دارا بودن باکتری‌های همزیست در گیاهان که به آنها اجازه می‌دهد از طعمه شکار شده سود ببرند موجب می‌شود که آن گیاه جزء گیاهان گوشت‌خوار محاسبه شود در حالی که دارا بودن سن‌های ضارب همزیست این موضوع را باعث نمی‌شود.

## گوارش
غدد تخصصی ترشح چندسلولی، مایع گوارشی تولید می‌کنند که طعمه را خفه کرده، می‌کشد، هضم نموده و محلولی برای جذب مواد مغذی آزاد شده می‌سازد. ساکاریدها اغلب در گیاهانی یافت می‌شوند که تله‌های چسبنده دارند یا گیاهانی که از ترشح چسبناک برای نگهداری طعمه‌های گرفتار شده استفاده می‌کنند. مایع گوارشی اغلب مواد مغذی ضعیفی دارد و دارای یون‌های کلسیم، سدیم، پتاسیم و منگنز است (برای نمونه گونه‌های جنس گیاه‌پارچ‌ها)، همراه با پروتئین‌های متعددی که در جنس‌ها متفاوت است. پراکسیدازها نیز برای برخی از گونه‌ها دخیل هستند. بدن شکار توسط مجموعه‌ای از آنزیم‌های هیدرولیتیک تجزیه می‌شود که در محفظه‌های زیرسلولی ذخیره می‌شوند یا در صورت نیاز بارها و بارها سنتز می‌شوند.
پروتئین‌های مایع گوارشی شامل پروتئازها، کیتینازها (تا حدی اسکلت بیرونی حشرات را تخریب می‌کند)، فسفاتازها و نوکلئازها می‌باشند.

## فرگشت
چارلز داروین ۱۶ سال را صرف پرورش گیاهان گوشت‌خوار کرد و آنها را در گلخانه خانه خود در کنت، داون هاوس (Down House) آزمایش کرد. داروین به این نتیجه رسید که گوشت‌خواری در گیاهان همگرا است و در سال ۱۸۷۵ نوشت که جنس گوشت‌خوار علف‌انبانی و گیاه‌پارچ‌ها اصلاً به خانواده گوشت‌خوار ژاله‌پوشان ربطی ندارند. این مسئله بیش از یک قرن موضوع بحث باقی ماند. در سال ۱۹۶۰، لئون کرویزات به نتیجه رسید که گوشت‌خواران یکپارچه بوده و تمام گیاهان گوشت‌خوار را در کنار گیاهان گل‌دار قرار داده‌است. مطالعات مولکولی طی ۳۰ سال گذشته منجر به اجماع گسترده‌ای دربارهٔ درست بودن داروین شده‌است، با مطالعاتی که نشان می‌دهد گوشت‌خواری حداقل شش بار در گیاهان گل‌دار فرگشت یافته‌است و طرح‌های دام مانند تله‌های پارچ و تله‌های چسب‌حشره به جای نسبتاً مشابه، مشابه هستند.
محققان با استفاده از داده‌های مولکولی به این نتیجه رسیده‌اند که گوشت‌خواری در، گندم‌سانان (بروکینیا و کَتاپسیس در آناناسیان)، میخک‌سانان (ژاله‌پوشان، گیاه‌پارچ‌ها، ژاله‌پوش پرتغالی، جفت‌قلاب‌برگیان)، شبدرترشک‌سانان (کوزه‌گیاه استرالیایی)، خلنگ‌سانان (شیپوری‌کوزگان، مگس‌بوته) و دو بار در نعناسانان (علف‌انبانیان، به‌طور مستقل در تیراژه‌برگان) فرگشت مستقل داشته‌اند. قدیمی‌ترین فرگشت از نژاد گوشت‌خوار موجود مربوط به ۸۵٫۶ میلیون سال پیش است، که آخرین مورد آن بروکینیا رداکتا در آناناسیان است که فقط ۱٫۹ میلیون سال تخمین زده شده‌است.
فرگشت گیاهان گوشت‌خوار با کمبود پرونده‌های فسیلی آنها پنهان می‌شود. تعداد بسیار کمی فسیل یافت شده‌است و معمولاً فقط به صورت بذر یا گرده است. گیاهان گوشت‌خوار به‌طور کلی علفی هستند و تله‌های آنها در اثر رشد اولیه تولید می‌شوند. آنها معمولاً ساختارهای قابل فسیل شدن مانند پوست ضخیم یا چوب را تشکیل نمی‌دهند.
محققان به‌طور فزاینده‌ای از فناوری توالی ژنوم برای بررسی توسعه گونه‌های گوشت‌خوار و روابط بین آنها استفاده می‌کنند. شواهد ژنتیکی نشان می‌دهد که گوشت‌خواری با انتخاب و تغییر کاربری ژن‌های موجود که عملکردهایی را در گیاهان گل‌دار ایجاد کرده‌اند، به‌جای «ربایش» ژن‌ها از انواع دیگر موجودات، توسعه یافته‌است.

### سازگاری با زیستگاه‌های شدید
بیشتر گیاهان گوشت‌خوار در زیستگاه‌هایی با نور زیاد، خاک‌های غرقاب و دارای نیتروژن و فسفر بسیار کم زندگی می‌کنند و انگیزه بوم‌شناسی را برای استخراج نیتروژن از یک منبع جایگزین ایجاد می‌کنند. محیط‌های دارای نور زیاد امکان داد و ستد بین برگ‌های فتوسنتزی و تله‌های شکارچی را که از نظر فتوسنتزی ناکارآمد هستند میسر می‌کنند. برای جبران اندام ناکارآمد فتوسنتزی، به مواد مغذی به‌دست آمده از طریق گوشت‌خواری برای افزایش فتوسنتز نیاز است که آن هم با افزایش در توده برگ بیشتر یعنی رشد بیشتر میسر می‌شود. این بدان معناست که در صورت وجود نور و آب کافی و کمبود مواد مغذی، جذب طعمه و هضم آن بیشترین تأثیر را در فتوسنتز دارد و این امر به نفع فرگشت گوشت‌خواری گیاه است که باعث می‌شود کارآمدتر باشد.
با توجه به مقدار زیاد انرژی و منابع اختصاص یافته به سازگاری گوشت‌خواران، برای نمونه تولید اغواکننده‌ها، آنزیم‌های گوارشی، ساختار برگ اصلاح شده و کاهش میزان فتوسنتز در کل سطح برگ، برخی از نویسندگان معتقدند که وقتی نیتروژن و فسفر در یک بوم‌سازگان محدود شوند، گوشت‌خواری آخرین چاره فرگشتی است.

### استنتاج از مکانیسم تله

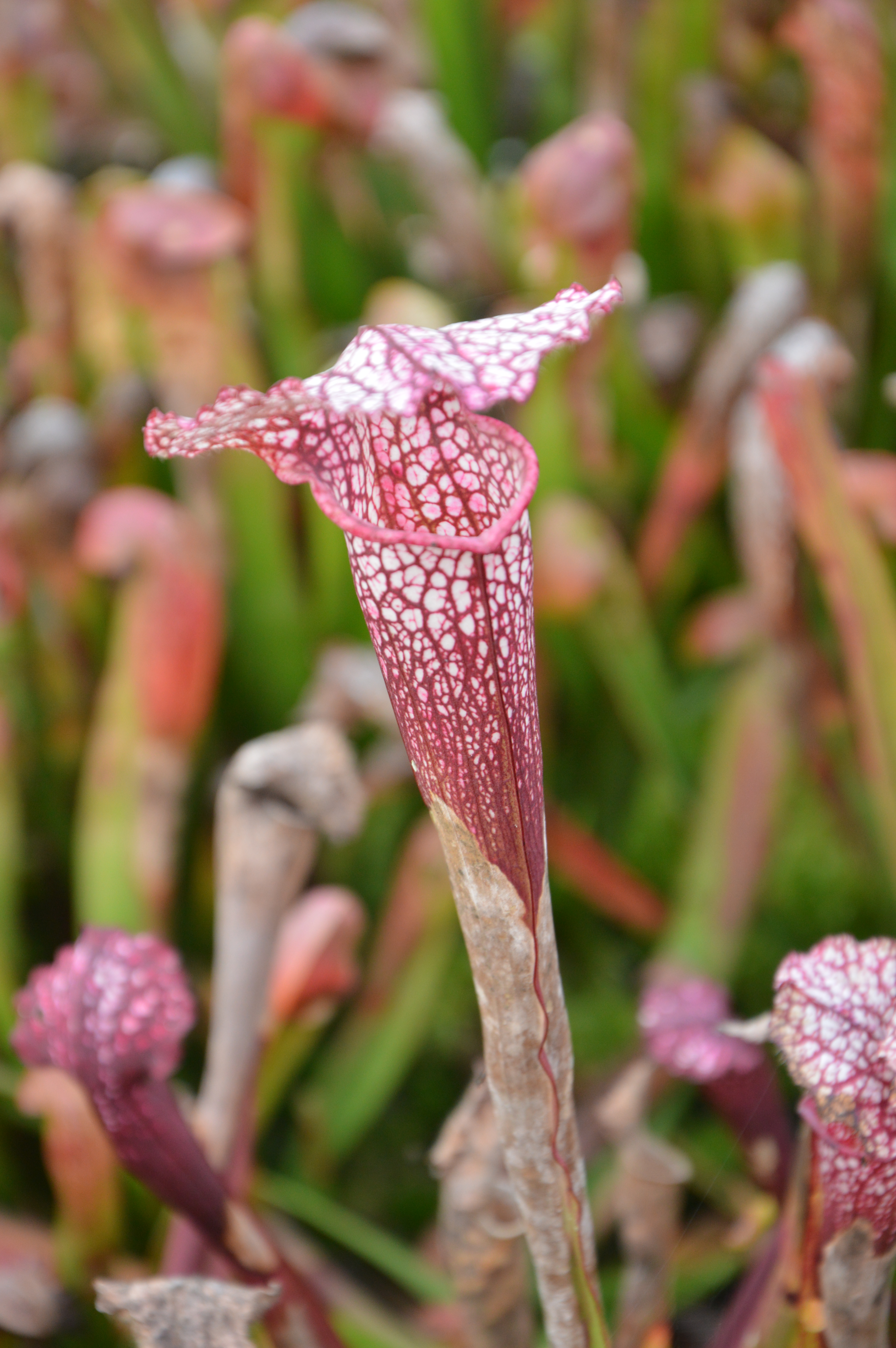
کوزه‌شیپوری سفید

علیرغم شواهد اندک فسیلی، از ساختار تله‌های فعلی و تعاملات بوم‌شناسی آنها می‌توان چیزهای زیادی استنباط کرد. به‌طور گسترده اعتقاد بر این است که گوشت‌خواری در شرایط بسیار ضعیف از نظر مواد مغذی فرگشت یافته‌است، که منجر به یک مدل هزینه-فایده برای گیاه‌شناسی گوشت‌خواران می‌شود. مدل‌های هزینه-فایده با این فرض استفاده می‌شوند که مقدار مجموعه‌ای از انرژی بالقوه در دسترس یک ارگانیسم وجود دارد، که منجر به مبادلاتی می‌شود که در آن انرژی به عملکردهای خاصی برای به حداکثر رساندن توانایی رقابتی و تناسب اندام تخصیص می‌یابد. برای گوشت‌خواران، این ویژگی تنها در صورتی می‌تواند فرگشت یابد که افزایش مواد مغذی ناشی از گرفتن طعمه از هزینه سرمایه‌گذاری در سازگاری گوشت‌خواران بیشتر شود.
تله‌های گودالی از برگ‌های لوله شده به‌دست می‌آیند، که چندین بار به‌طور مستقل از طریق فرگشت همگرا فرگشت یافته‌اند. بافت‌های آوندی گیاه کوزه‌شیپوری نمونه‌ای از این موارد است. مازه که در امتداد جلوی تله قرار دارد شامل ترکیبی از دسته‌های آوندی به سمت چپ و راست است، همان‌طور که از هم‌آمیزی لبه‌های سطح برگ پیش‌بینی می‌شود.
تله چسب‌حشره نیز یک شیب فرگشتی ساده از برگ‌های چسبنده، غیرگوشت‌خوار، از چسب‌حشره غیرفعال تا اشکال فعال را نشان می‌دهند. داده‌های مولکولی نشان می‌دهد که تبارشاخه ونوس‌مگس-چرخ‌آب ارتباط نزدیکی با ژاله‌پوش دارد، و از تله‌های چسب‌حشره فعال به تله‌های چفت‌شونده فرگشت یافته‌است.

### شروع فرضی مشترک با یک برگ چسبنده و مودار
گفته می‌شود که همه انواع تله‌ها اصلاح شده از یک ساختار پایه‌ای مشابه به نام برگ مودار هستند. برگ‌های مودار (یا به‌طور خاص‌تر غدد ساقه‌ای) می‌توانند قطرات آب باران را بگیرند و حفظ کنند، به‌خصوص اگر به شکل محافظ یا سپروار (peltate) باشند، بنابراین باعث رشد باکتری می‌شوند. حشرات روی برگ فرود می‌آیند، در اثر کشش سطحی آب غرق شده و خفه می‌شوند. باکتری‌ها آغاز به تجزیه حشره کرده و مواد مغذی که گیاه می‌تواند از طریق برگ‌های خود جذب کند را آزاد می‌کنند. این تغذیه محلول‌پاشی را می‌توان در اکثر گیاهان غیرگوشت‌خوار نیز مشاهده کرد. گیاهانی که در حفظ حشرات یا آب بهتر باشند از یک مزیت انتخابی برخوردار هستند. آب باران را می‌توان با برگ فنجانی حفظ کرد، و تله‌های گودالی ممکن است به سادگی با فشار انتخاب برای تولید برگ‌هایی با عمق بیشتر و به دنبال آن «زیپ کردن» حاشیه و متعاقب آن از بین رفتن بیشتر موها، فرگشت یابند. در روش دیگر، حشرات را می‌توان با برگ چسبی و تولید لیزآب، که منجر به تله‌های چسب‌حشره می‌شود حفظ کرد.
تنها تله‌هایی که بعید به نظر می‌رسد از برگ یا کاسبرگ مویی ایجاد شده باشند، آناناسیان گوشت‌خوار (بروکینیا و کتاپسیس) هستند. این گیاهان از گلدان که بخشی اساسی از آناناسیان است برای هدفی جدید استفاده کرده و تولید موم و سایر متعلقات گوشت‌خواری را روی آن بنا می‌کنند.

### برگهایی به شکل پارچ و گلدان خرچنگ

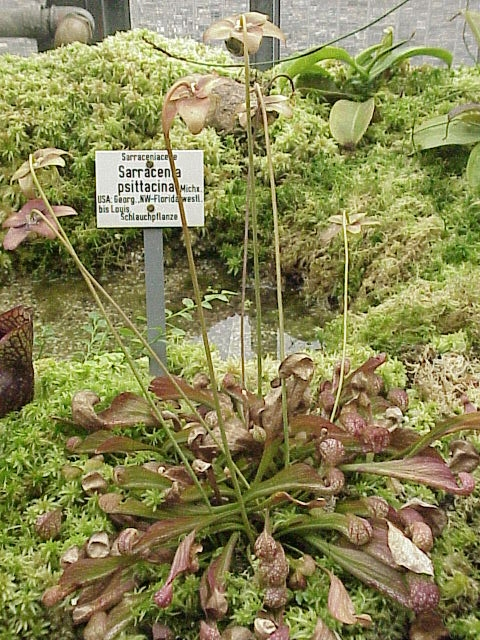
کوزه‌شیپوری طوطی

تفسیر تله‌های دام خرچنگی گیاه تاب‌دار دشوار است. آنها ممکن است از کوزه‌ای‌های دو شاخه توسعه یافته باشند که بعداً در شکارهای زمینی تخصص پیدا کردند. یا شاید برجستگی‌های شکارکننده تله‌های مثانه‌ای قابل توجه‌تر از قیف شبکه‌مانند باشد که در بیشتر علف‌انبانی‌های آبزی یافت می‌شوند. شکل مارپیچ دام خرچنگی از هر خاستگاهی که باشد، سازگاری است که تا آنجا که ممکن است سطح به دام انداختن را هنگام دفن شدن در خزه از هر جهت نشان می‌دهد.
تله‌های مثانه‌ای ممکن است از پارچ‌های غرقاب مشتق شده باشند که در شکارهای آبزی تخصص دارند مانند، کوزه‌شیپوری طوطی.
فرار طعمه در کوزه‌ای‌های زمینی با پریدن یا پرواز کردن از دام صورت می‌گیرد و با استفاده از موم، نیروی جاذبه و لوله‌های باریک می‌توان جلوی هر دو را گرفت. با این حال در یک تله غرقابی با شنا کردن می‌تواند از آن خارج شد، بنابراین در علف‌انبانی ممکن است یک درپوش یک‌طرفه به‌عنوان درپوش مثانه اولیه ایجاد شود. بعداً در فرگشت خلأ جزئی در مثانه و با لمس کردن موهای ماشه‌ای روی درپوش مثانه توسط طعمه‌ها، این درپوش فعال شود.
تله‌های چسبی فعال از حرکات سریع گیاه برای به دام انداختن شکار استفاده می‌کنند. حرکت سریع گیاه می‌تواند در اثر رشد واقعی یا تغییرات سریع آماسیدگی سلولی ایجاد شود که به سلول‌ها اجازه می‌دهد با تغییر سریع مقدار آب، منبسط یا منقبض شوند.
تله چسب‌حشره‌های آهسته مانند چرب‌گیاه از رشد بهره می‌برند، در حالی که ونوس مگس‌گیر از تغییرات سریع آماسیدگی استفاده می‌کند که نیاز به چسب را غیرضروری می‌کند. غدد ساقه شده که یک بار چسب ایجاد کرده بودند، در گونه‌هایی که دارای تله‌های فعال هستند، دندانه و ماشه مویی می‌شوند، نمونه‌ای از انتخاب طبیعی که ساختارهای موجود را برای نوسازگاری ربوده‌است.

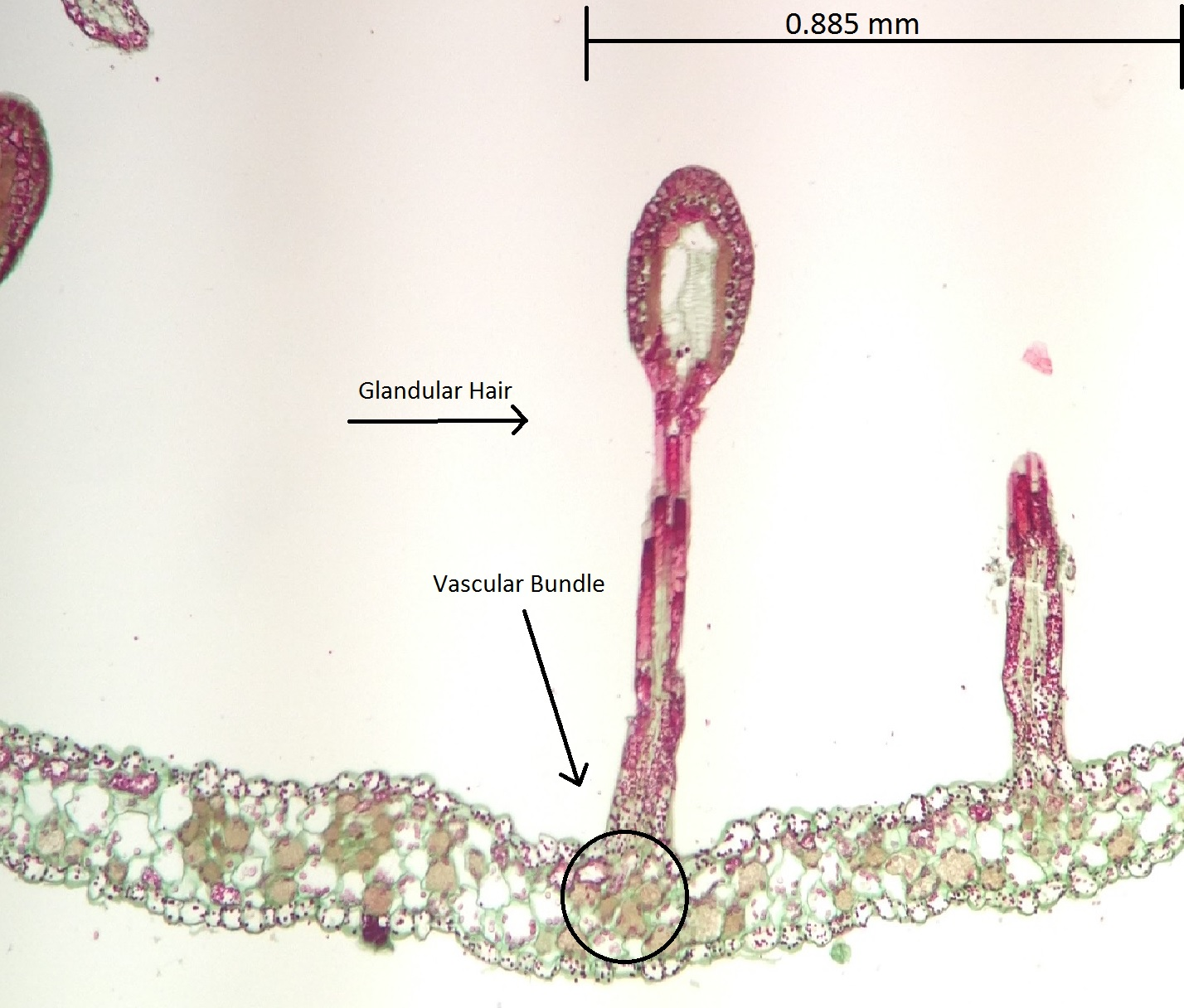
موهای غده‌ای ژاله‌پوش

### خوشه‌بندی نامشخص گوشت‌خواران در میخک‌سانان
تجزیه و تحلیل طبقه‌بندی اخیر از روابط داخل میخک‌سانان نشان می‌دهد که ژاله‌پوش پرتغالی، ژاله‌پوشان، گیاه‌پارچ‌ها و سه‌گون‌برگ، اگرچه از نزدیک با هم مرتبط هستند، در یک شاخه‌بندی بزرگتر احاطه شده‌اند که شامل گروه‌های غیرگوشت‌خوار مانند، گزها، هفت‌بندیان، بهمنیان و قلاب‌دارها است.
گیاه گز دارای غدد مخصوص دفع نمک در برگ‌های خود است و همچنین بسیاری از بهمنیان مانند شصت‌عروسان، که ممکن است برای دفع سایر مواد شیمیایی مانند پروتئازها و لیزآب انتخاب شده باشند. برخی از بهمنیان مانند کلاله‌شاخی دارای ساقه‌ای با غدد آوندی هستند که از طریق کاسبرگ‌های خود باعث ترشح لیزآب می‌شوند و در پراکندگی بذر و احتمالاً در محافظت گل‌ها از حشرات انگلی خزنده کمک می‌کنند. گیاه بی‌صبریان مانند گل حنا که ارتباط تنگاتنگی با شیپوری‌کوزگان و مگس‌بوته دارند، به‌طور مشابه دارای غدد ساقه‌ای هستند.
گوشت‌خوارهای زیرزمینی در خانواده بارهنگیان به خاطر ساقه‌ها و برگ‌های زیرزمینی آن منحصر به فرد است، که نشان داده درگرفتن کرم‌های لوله‌ای استفاده می‌شود. این گیاهان در ماسه و در برزیل رشد می‌کنند، جایی که احتمالاً مواد مغذی دیگری را نیز دریافت می‌کنند. مانند بسیاری از انواع دیگر گیاهان گوشت‌خوار، غدد ساقه‌ای روی برگ‌ها دیده می‌شود. از آنزیم‌های موجود در برگ‌ها برای هضم کرم‌ها و آزادسازی مواد مغذی آنها استفاده می‌شود.

### گوشت‌خواری در گیاهان گل‌دار
گوشت‌خواری گیاهی در چندین خانواده مستقل که در سراسر فرگشت گیاهان گل‌دار وجود دارند، نشان می‌دهد که صفات گوشت‌خواری چندین بار تحت فرگشت همگرا قرار گرفته و ریخت‌شناسی مشابهی را در بین خانواده‌های متفاوت ایجاد می‌کند. نتایج آزمایش ژنتیکی منتشر شده در سال ۲۰۱۷ نمونه‌ای از فرگشت همگرا را یافت، آنزیم گوارشی با جهش‌های عملکردی یکسان که در میان دودمان نامرتبط وجود دارد.

## بوم‌شناسی و طرح‌ریزی گوشت‌خواری
گیاهان گوشت‌خوار در تمام دنیا گسترده هستند ولی نسبتاً کمیاب هستند. آنها تقریباً به‌طور کامل محدود به زیستگاه‌هایی مانند باتلاق‌ها می‌باشند، جایی که در آن مواد مغذی خاک بسیار محدود بوده ولی نور خورشید و آب در دسترس است. فقط در چنین شرایطی است که گوشت‌خواری مطلوب است و سازگاری آشکار دارد.

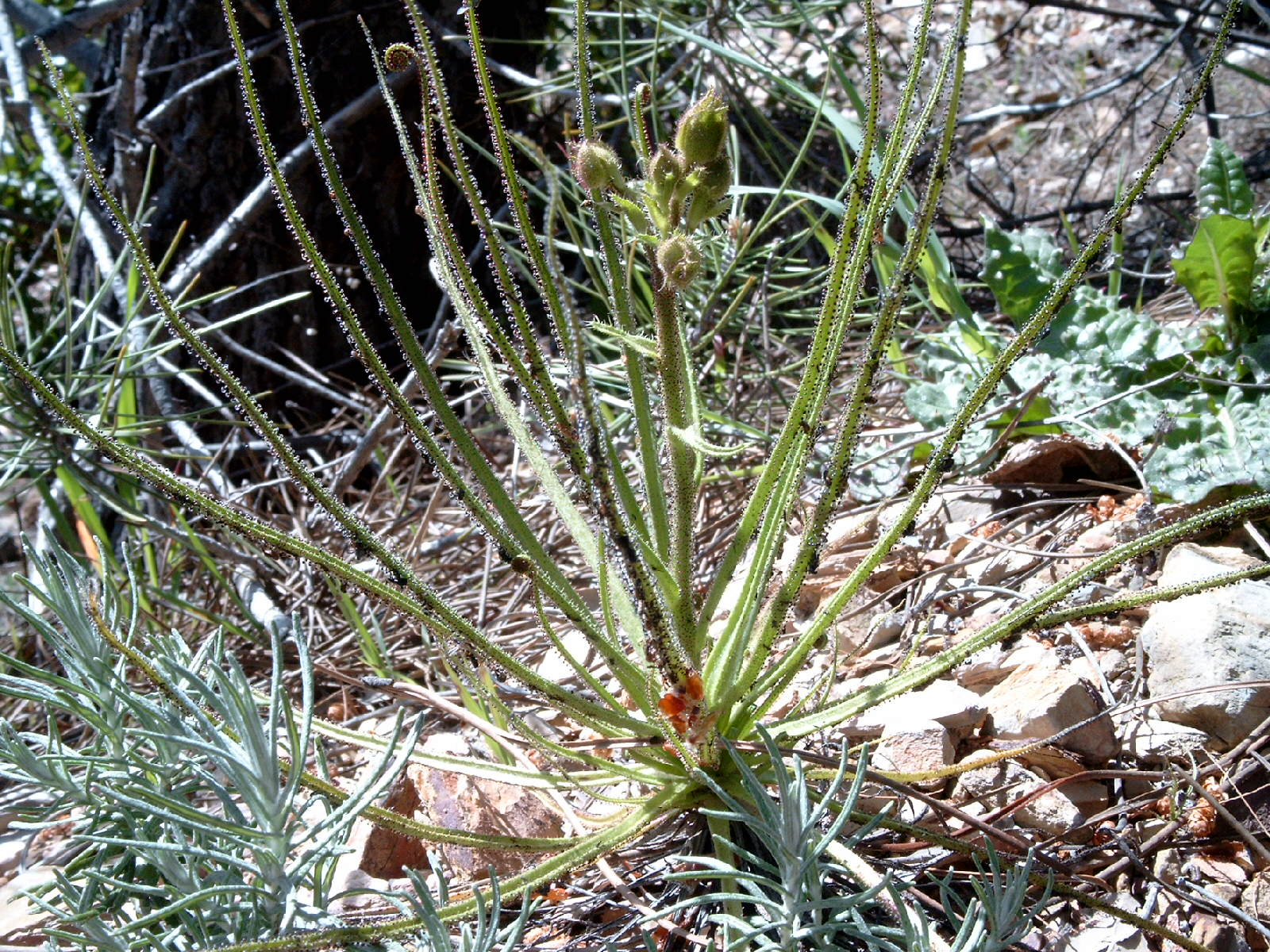
گیاه ژاله‌پوش پرتغالی یکی از معدود گیاهان گوشت‌خوار است که در خاک خشک رشد می‌کند.

گوشت‌خوار کهن‌الگو، ونوس مگس‌گیر، در خاک با نیترات تقریباً پایین و سطح کلسیم پایین رشد می‌کند. گیاهان به نیتروژن برای سنتز پروتئین، کلسیم برای استحکام دیواره سلول، فسفر برای سنتز اسید نوکلئیک و آهن برای سنتز کلروفیل نیاز دارند. خاک اغلب اشباع از آب است، که به نفع تولید یون‌های سمی مانند آمونیوم است و pH اسیدی آن ۴ تا ۵ است. آمونیوم می‌تواند به‌عنوان منبع نیتروژن توسط گیاهان استفاده شود اما سمیت بالا بدان معنی است که غلظت بالای آن همچون کود است و برای آسیب رساندن نیز کافی است.
با این حال زیستگاه، گرم، آفتابی و دائماً مرطوب است و گیاه تجربه رقابت نسبتاً کمی از رشد پایین خزه پوده‌زار دارد. گوشت‌خواران در زیستگاه‌های بسیار غیرمعمولی یافت می‌شوند. ژاله‌پوش پرتغالی در اطراف حاشیه‌های بیابانی و چرب‌گیاه والیسنریفولیا (Pinguicula valisneriifolia) بر روی صخره سنگ آهک (کلسیم) یافت می‌شوند.
در همه موارد مطالعه، پدیده گوشت‌خواری اجازه می‌دهد تا گیاهان با استفاده از حیوانات به‌عنوان منبع نیتروژن، فسفر و احتمالاً پتاسیم، رشد و تولید مثل کنند. با این حال، طیفی از وابستگی به شکار حیوانات وجود دارد. ژاله‌پوش‌های کوتوله قادر به استفاده از نیترات خاک نیستند، زیرا فاقد آنزیم‌های لازم برای این کار است (به ویژه آنزیم نیترات ردوکتاز). چرب‌گیاهان متداول مانند چرب‌گیاه معمولی از منابع غیرآلی نیتروژن بهتر از منابع آلی استفاده می‌کنند، اما استفاده از ترکیبی از هر دو ارجحیت دارد. علف‌انبانی‌های اروپایی به نظر می‌رسد به خوبی از هر دو منبع به‌طور مساوی استفاده می‌کنند. طعمه‌های حیوانی، کمبودهای مختلف مواد مغذی خاک را جبران می‌کنند.
گیاهان با استفاده از برگ‌های خود نور خورشید را جذب می‌کنند. انرژی برای کاهش دی‌اکسید کربن هوا و استفاده از الکترون‌های آب برای ساخت قند و دیگر زیست‌توده‌ها مورد استفاده قرار می‌گیرد و اکسیژن در فرایند فتوسنتز به‌عنوان محصول زائد تولید می‌شود. برگ‌ها نیز در روشی مشابه با حیوانات، با سوزاندن زیست‌توده برای تولید انرژی شیمیایی، تنفس می‌کنند. این انرژی به‌طور موقت به صورت آدنوزین تری فسفات (ATP) ذخیره می‌شود، که به‌عنوان یک ارز رایج انرژی برای سوخت و ساز بدن و در تمام موجودات زنده عمل می‌کند. دی‌اکسید کربن به‌عنوان محصول زائد تنفس تولید می‌شود.
برای رشد یک گیاه، باید فتوسنتز بیشتر از تنفس انجام گیرد. در غیر این صورت، آنها به دلیل تخلیه زیست‌توده خود می‌میرند. فتوسنتز خالص توانایی گیاه برای رشد است، یعنی کل سود ناخالص زیست‌توده توسط فتوسنتز، منهای زیست‌توده از دست رفته توسط تنفس است. درک پدیده گوشت‌خواری نیاز به تحلیل هزینه-فایده این عوامل دارد.
در گیاهان گوشت‌خوار، برگ فقط برای فتوسنتز نیست، بلکه به‌عنوان یک دام نیز مورد استفاده قرار می‌گیرد. تغییر شکل برگ برای تبدیل شدن به یک دام بهتر باعث کاهش کارایی فتوسنتز برگ می‌شود. برای نمونه، کوزه‌ای‌ها می‌بایست به‌صورت راست نگه داشته شوند، به‌طوری که تنها کلاهک آنها مستقیماً در معرض نور قرار می‌گیرد. گیاه همچنین باید انرژی اضافی برای تولید سازه‌های غیرفتوسنتزی مانند غدد، مو، چسب و آنزیم‌های گوارشی مصرف کند. برای تولید این ساختارها، گیاه به ATP و تنفس بیشتر زیست‌توده نیاز دارد. از این رو یک گیاه گوشت‌خوار هم کاهش فتوسنتز و هم افزایش تنفس خواهد داشت که پتانسیل رشد را کم و هزینه گوشت‌خواری را بالا می‌برد.
گوشت‌خوار بودن به گیاه اجازه می‌دهد که هنگامی که خاک حاوی مقدار کمی نیترات یا فسفات است به خوبی به رشد خود ادامه دهد. به‌طور خاص، افزایش عرضه نیتروژن و فسفر باعث کارایی بیشتر فتوسنتز می‌شود، زیرا فتوسنتز به گیاه بستگی دارد که بتواند مقادیر بسیار زیادی از آنزیم غنی از نیتروژن روبیسکو (ریبولوز-۱٬۵-بی-فسفات کربوکسیلاز / اکسیژناز) را سنتز کند، فراوانترین پروتئین روی زمین.

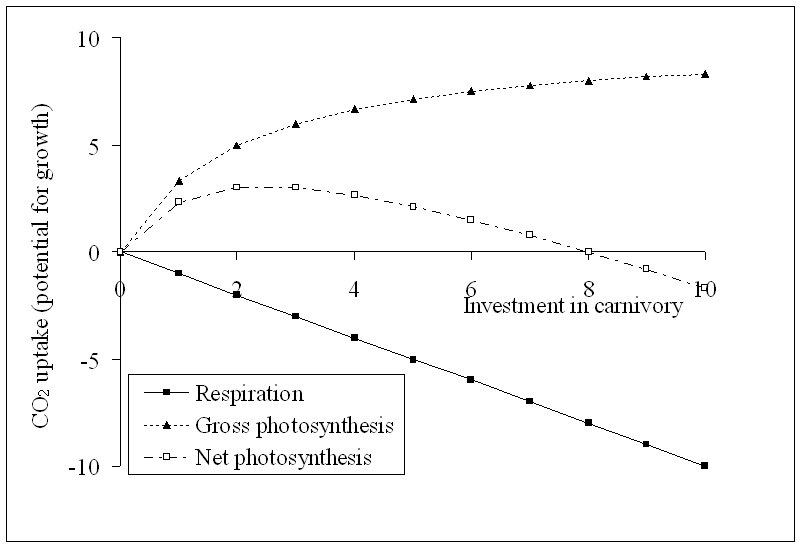
مدل‌سازی گوشت‌خواری در گیاهان: فتوسنتز ناخالص، تنفس و فتوسنتز خالص به‌عنوان تابعی از سرمایه‌گذاری گیاه در سازگاری‌های گوشت‌خواران. گوشت‌خواری مطلوب غیر صفر در زیستگاه‌هایی با نور زیاد و مواد غذایی بسیار محدود خاک اتفاق می‌افتد.

این روشن است که ونوس مگس‌گیر به‌طور مستقیم گوشت‌خوارتر از سه‌گون‌برگ است. اولی دارای حرکت تمام وقت دام چفت‌شونده است، اما دومی بخشی از زمان را چسب‌حشره غیرمتحرک است. انرژی تلف شده به وسیلهٔ گیاه در سوخت و ساز تله، آن را به یک معیار مناسب برای گیاهان گوشت‌خوار تبدیل می‌کند.
با استفاده از این معیار سرمایه‌گذاری در گوشت‌خواری، می‌توان مدلی را ارائه داد. در نمودار جذب دی‌اکسید کربن (توانایی رشد) در برابر تنفس دام (سرمایه‌گذاری در گوشت‌خواری) برای یک برگ در یک زیستگاه آفتابی که خاک همه مواد مغذی را دارا نیست. تنفس یک خط مستقیم است که در زیر محور افقی پایین می‌آید (تنفس دی‌اکسیدکربن تولید می‌کند). فتوسنتز ناخالص یک خط منحنی در بالای محور افقی است.
با افزایش سرمایه‌گذاری، فتوسنتز دام نیز افزایش می‌یابد، زیرا برگ منبع نیتروژن و فسفر بیشتری دریافت می‌کند. سرانجام یک عامل دیگر (مانند شدت نور یا غلظت دی‌اکسیدکربن) در مقایسه با میزان نیتروژن یا فسفر، در فتوسنتز محدود کننده خواهد بود. در نتیجه، افزایش سرمایه‌گذاری باعث رشد بهتر گیاه نخواهد شد. جذب خالص دی‌اکسیدکربن و بنابراین، توانایی رشد گیاه، باید برای بقای گیاه مثبت باشد. در این موارد دامنه وسیعی از سرمایه‌گذاری وجود دارد و همچنین یک بهینه‌سازی غیر صفر نیز وجود دارد. گیاهانی که بیشتر یا کمتر از این بهینه سرمایه‌گذاری می‌کنند، نسبت به گیاه مطلوب دی‌اکسیدکربن کمتری مصرف می‌کنند و از این رو رشد کمتری دارند. این گیاهان در معرض آسیب انتخابی قرار خواهند گرفت. با سرمایه‌گذاری صفر، رشد صفر است، زیرا یک گیاه غیرگوشت‌خوار نمی‌تواند در یک زیستگاه بدون هیچ ماده مغذی خاکی زنده بماند. چنین زیستگاهی وجود ندارد، برای نمونه، خزه پوده‌زار مقدار بسیار کمی نیترات و فسفات موجود در باران را بسیار کارآمد جذب می‌کند و همچنین با سیانوباکتری‌های تثبیت‌کننده نیتروژن همزیستی ایجاد می‌کند.

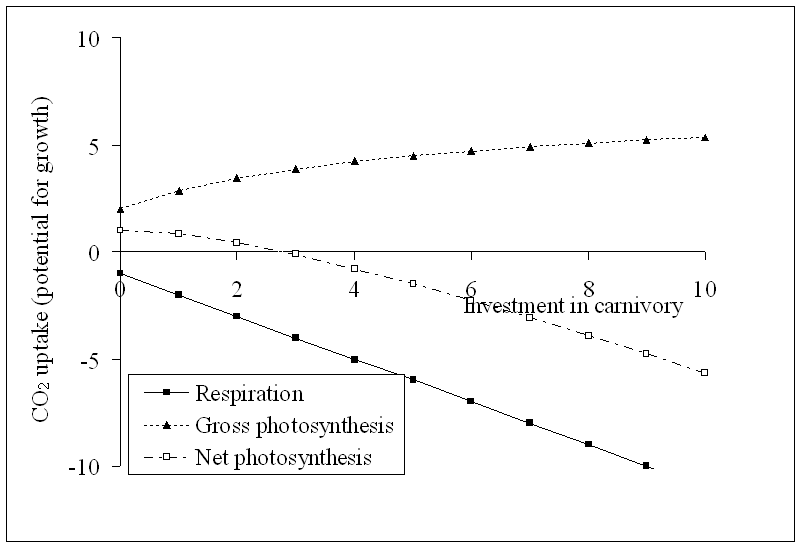
مدل‌سازی گوشت‌خواری در گیاهان: فتوسنتز ناخالص، تنفس و فتوسنتز خالص به‌عنوان تابعی از سرمایه‌گذاری گیاه در سازگاری‌های گوشت‌خواران. گوشت‌خواری مطلوب صفر در زیستگاه‌های کم نور با مواد غذایی فراوان خاک رخ می‌دهد.

در یک زیستگاه با عناصر غذایی خاکی فراوان اما نور کم (همان‌طور که در نمودار نشان داده شده‌است)، منحنی فتوسنتز ناخالص پایین‌تر و مسطح‌تر خواهد بود، زیرا نور از مواد مغذی محدودتر خواهد بود. یک گیاه می‌تواند با سرمایه‌گذاری صفر در گوشت‌خواری، رشد کند. این سرمایه‌گذاری مطلوب برای گیاه است، زیرا هرگونه سرمایه‌گذاری در تله، فتوسنتز خالص (رشد) را به کمتر از فتوسنتز خالص گیاهی کاهش می‌دهد که مواد مغذی خود را فقط از خاک به‌دست می‌آورد.
گیاهان گوشت‌خوار بین این دو حالت افراطی وجود دارند. محدودیت کمتر در نور و آب، و محدودیت بیشتر در مواد مغذی خاک، سرمایه‌گذاری بهینه در گوشت‌خواران را بیشتر می‌کند و برای ناظر غیرحرفه‌ای این سازگاری‌ها بیشتر نمایان است.
بارزترین شاهد برای این مدل این است که گیاهان گوشت‌خوار تمایل دارند در زیستگاه‌هایی رشد کنند که آب و نور زیاد و رقابت نسبتاً کم باشد مانند باتلاق معمولی. آنهایی که تمایل ندارند حتی از طریقی دیگر با سرعت بیشتری عمل کنند. ژاله‌پوش پرتغالی در جاهایی که آب کمی وجود دارد رشد می‌کند، اما نیاز به نور شدید و مزاحمت کمتر با اکثر گوشت‌خواران دیگر دارد. چرب‌گیاه والیسنریفولیا (Pinguicula valisneriifolia) در خاک‌هایی با مقادیر زیاد کلسیم رشد می‌کند اما به روشنایی شدید و رقابت کمتری نسبت به بسیاری از دیگر چرب‌گیاهان نیاز دارد.
به‌طور کلی، گیاهان گوشت‌خوار رقبای ضعیفی هستند، زیرا آنها بیش از حد در سازه‌هایی سرمایه‌گذاری می‌کنند که هیچ مزیت انتخابی در زیستگاه‌های غنی از مواد مغذی ندارند. آنها فقط در جایی که گیاهان دیگر از کار بیفتند موفق می‌شوند. رابطه گوشت‌خواران و مواد مغذی همان رابطه کاکتوس‌ها و آب است. گوشت‌خواری فقط در زمانی که تنش غذایی زیاد و در آنجا نور فراوان باشد، نتیجه می‌دهد. در صورت عدم تحقق این شرایط، برخی از گیاهان موقتاً از گوشت‌خواری منصرف می‌شوند. کوزه‌شیپوری‌ها در زمستان برگ‌های صاف و غیرگوشت‌خوار تولید می‌کنند، در زمستان سطح نور نسبت به تابستان کمتر است، بنابراین نور نسبت به مواد مغذی محدود کننده است و گوشت‌خواران هزینه نمی‌کنند. کمبود حشرات در زمستان مشکل را بیشتر می‌کند. صدمه دیدن برگ‌های کوزه‌ای از تشکیل کوزه مناسب جلوگیری می‌کند و گیاه دوباره به جای آن برگینه تولید می‌کند.

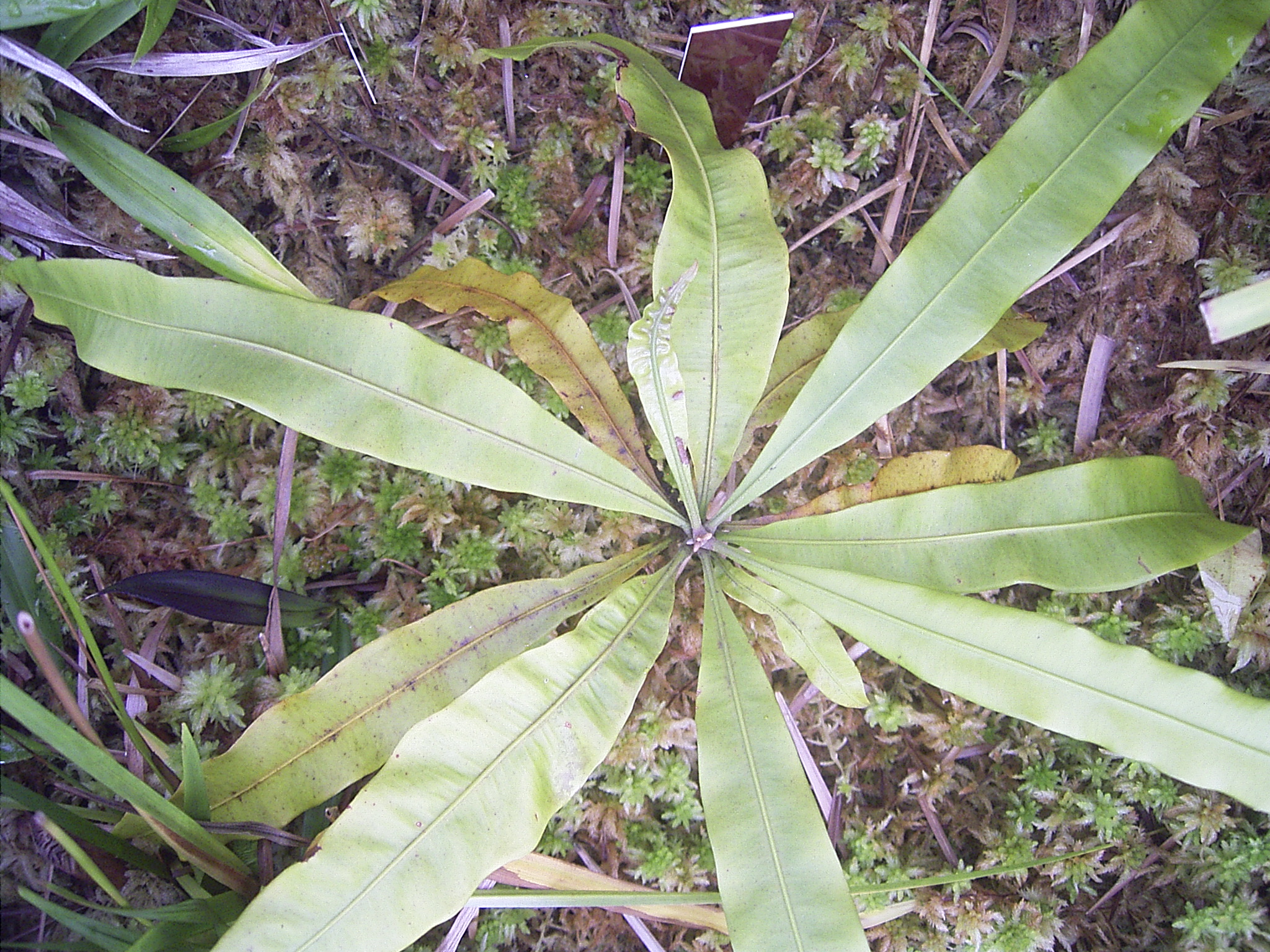
گوشت‌خواری نیمه وقت در سه‌گون‌برگ سپردار ممکن است به دلیل نیاز غیرمعمول و زیاد به پتاسیم در یک نقطه خاص از چرخه زندگی، درست قبل از گلدهی باشد.

بسیاری از گوشت‌خواران دیگر در بعضی از فصول خاموش می‌شوند. ژاله‌پوش‌های غده‌ای در فصل خشک به غده‌ها محدود می‌شوند، علف‌انبانی‌ها در زمستان تولید توریون می‌کنند و چرب‌گیاهان و کوزه‌گیاه استرالیایی در فصول نامساعد برگ‌های غیر گوشت‌خوار ایجاد می‌کنند. گیاه علف‌انبانی بزرگ‌ریشه تعداد مثانه‌های تولیدی را بر اساس میزان تراکم شکار تغییر می‌دهد. گوشت‌خواری نیمه‌وقت در سه‌گون‌برگ ممکن است به دلیل نیاز غیرمعمول و زیاد به پتاسیم در یک نقطه از چرخه زندگی، درست قبل از گلدهی باشد.
هرچه یک گیاه گوشت‌خوارتر باشد، زیستگاه آن کمتر است. تله‌های ونوس مگس‌گیر در یک زیستگاه بسیار تخصصی زندگی می‌کنند، در حالی که گیاهان کمتر گوشت‌خوار (تیراژه‌برگ، چرب‌گیاه) در زیستگاه‌های کمتر غیرمعمول (نمونه‌هایی که برای غیرگوشت‌خواران معمولی هستند) یافت می‌شوند. تیراژه‌برگان و ژاله‌پوش پرتغالی هر دو از مناطق نسبتاً خشک هستند و هر دو تله چسب‌حشره منفعل هستند و می‌توان گفت پایین‌ترین شکل نگهداری از تله را دارند. ونوس مگس‌گیر طعمه‌های خود را با استفاده از دندان‌های اطراف لبه تله تفکیک می‌کند، تا انرژی را برای شکاری که هضم آن مشکل است هدر ندهد. در فرگشت، تنبلی ارجه است، زیرا می‌توان از انرژی برای تولیدمثل استفاده کرد و مزایای کوتاه مدت در تولیدمثل بیش از مزایای بلندمدت در هر چیز دیگری است.
گوشت‌خواری به ندرت بازده دارد، بنابر این حتی در صورت کمبود نور یا وجود مواد مغذی آسانتر، گیاهان گوشت‌خوار از این امر اجتناب می‌کنند و از ویژگی‌های گوشت‌خواری به اندازه مورد نیاز و در یک زمان خاص یا برای یک شکار خاص استفاده می‌کنند. زیستگاه‌های بسیار کمی وجود دارد که به اندازه کافی استرس‌زا باشند و سرمایه‌گذاری زیست‌توده و انرژی را در موهای ماشه‌ای و آنزیم‌ها، ارزشمند کنند. بسیاری از گیاهان گهگاه از پوسیدگی پروتئین حیوانی روی برگ‌هایشان سود می‌برند، اما گوشت‌خواری که به اندازه کافی برای ناظر غیرحرفه‌ای آشکار است، نادر می‌باشد.
به نظر می‌رسد آناناسیان خیلی سازگار با گوشت‌خواری هستند، اما فقط یک یا دو گونه را می‌توان به‌عنوان گوشت‌خوار طبقه‌بندی کرد. با توجه به شکل‌شان، آناناسیان از افزایش مواد مغذی مشتق شده از طعمه بهره‌مند می‌شوند. از این نظر آناناسیان احتمالاً گوشت‌خوار هستند، اما زیستگاه آنها بسیار تاریک بوده و نمی‌توانند به گوشت‌خوار شدیدتر و قابل تشخیص فرگشت یابند. بیشتر آناناسیان گیاه هوازی هستند و بیشتر این گیاهان در سایه جزئی روی شاخه‌های درخت رشد می‌کنند. از طرف دیگر، بروکینیا رداکتا در زمین مقیم است.
بسیاری از گیاهان گوشت‌خوار رقبای قدرتمندی نیستند و برای سرکوب پوشش گیاهی متکی به شرایط هستند. بر این اساس، برخی از آنها برای ادامه حیات خود به بوم‌شناسی آتش متکی هستند.

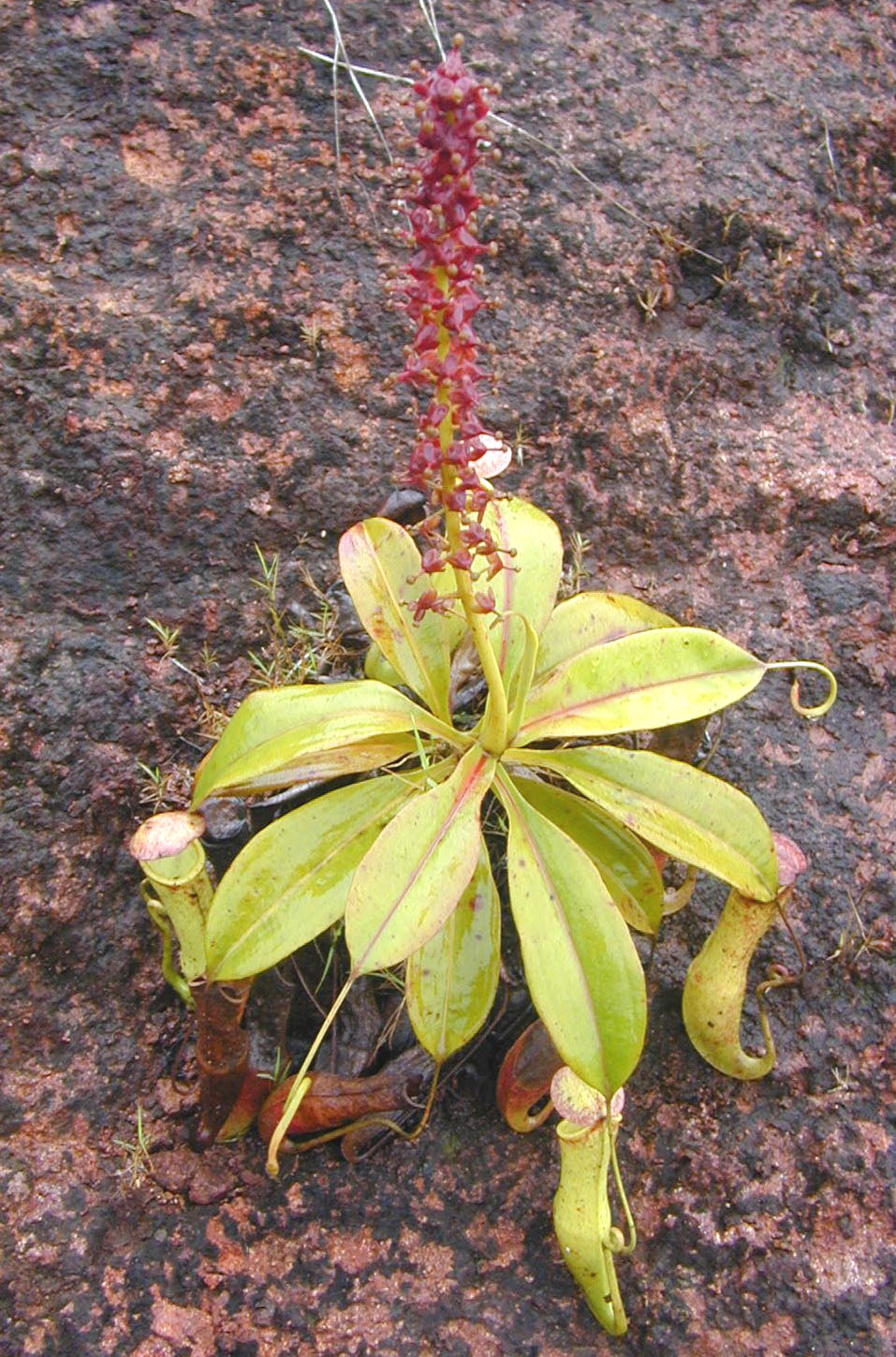
گیاه‌پارچ شگرف در جاده‌ای بریده شده در پالائو. نمایش دادن عادت و زیستگاه.

در اکثر موارد، جمعیت گیاهان گوشت‌خوار به اندازه کافی غالب نیستند تا از نظر بوم‌شناسی قابل توجه باشند، اما تنوع قابل توجهی از ارگانیسم‌ها وجود دارد که با گیاهان مختلف گوشت‌خوار در روابط متفاوتی از طعمه‌دزدی، همسفرگی و همزیستی دوسویه هستند. برای نمونه، جانوران گوشت‌خوار کوچک مانند قورباغه‌های درختی اغلب از منابع طعمه‌ای که در گیاهان گیاه‌پارچ یافت می‌شود بهره‌برداری می‌کنند و ریزغوک بورنئویی در واقع برای چنین زیستگاه‌هایی تخصص یافته‌است. برخی عنکبوت‌های خرچنگی خاص مانند عنکبوت‌خرچنگی گیاه‌پارچ عمدتاً با طعمه‌های گیاه‌پارچ‌های مدارگان زندگی می‌کنند و عنکبوت‌های دیگر که کمتر تخصص دارند، ممکن است در جایی که حشرات جذب بو یا ظاهر تله‌ها می‌شوند، تار ایجاد کنند. برخی از مردارخوارها، پوده‌خوارها و همچنین موجوداتی که به نوبه خود آنها را برداشت یا بهره‌برداری می‌کنند، مانند پشه گیاه‌پارچ (Wyeomyia smithii) تا حد زیادی یا کاملاً به گیاهان خاص گوشت‌خوار وابسته هستند.
گیاهانی مانند گونه‌های مگس‌بوته با حشرات تخصصی مانند پامریده مگس‌بوته ترکیب می‌شوند و از حشرات محبوس شده در برگ آنها بهره‌مند می‌شوند. روابط با گونه‌های گیاه‌پارچ بسیار زیاد و متنوع است به‌طوری که مطالعه توزیاگان گیاه‌پارچ در نوع خود یک رشته‌است. مورچه شیرجه‌زن دارای هم‌زیستی دوسویه شدیدی با گیاه‌پارچ دودندان است. این مورچه نه تنها طعمه‌ها و پوده‌ها را از زیر سطح مایع در کوزه‌ها بازیابی می‌کند، بلکه گیاه‌خواران را دفع می‌کند و با حفظ ماهیت لغزنده کوزه، آن را تمیز می‌کند. گزارش شده‌است که مورچه‌ها به طعمه‌های درگیر حمله می‌کنند و مانع فرار آنها می‌شوند، بنابراین ممکن است عنصری از مورچه‌پروری در رابطه وجود داشته باشد. گونه‌های مختلفی از پشه‌ها تخم‌های خود را در مایع می‌گذارند، جایی که لارو آنها بسته به گونه‌ها نقش‌های مختلفی دارند. بعضی از آنها میکروب‌ها و پوده‌ها را می‌خورند، همان‌طور که در بین لاروهای پشه معمول است، در حالی که برخی از گونه‌های فیل‌پشه نیز در کوزه تولید مثل می‌کنند و لارو آنها شکارچی گونه‌های دیگر لارو پشه است. جدا از عنکبوت‌های خرچنگی روی کوزه‌ها، خرچنگ جئوسسارما مالزی وارد مایعات گیاه‌پارچ قمقمه‌ای می‌شود، سرقت و مردارخواری می‌کند، اگرچه مشهور است که این کار را با خطر گرفتار شدن و هضم شدن انجام می‌دهد.
گیاه‌پارچ راجا با دو پستاندار کوچک غیرمرتبط، حشره‌خوار درختی کوهی و موش قله دارای هم‌زیستی دوسویه چشمگیری است. حشره‌خوار درختی و موش‌ها هنگام بازدید از آنها در دام گیاهان مدفوع می‌کنند تا از ترشحات شیرین و میوه‌ای غدد روی کلاهک کوزه تغذیه کنند. حشره‌خوار درخی همچنین با حداقل دو گونه غول‌پیکر گیاه‌پارچ رابطه مشابهی دارد. خفاش پشمی که یک گونه کوچک است زیر کلاهک گیاه‌پارچ همسلیانا شب‌گذرانی می‌کند. فضولات خفاش که در کوزه ریخته می‌شود هزینه پناهگاه را پرداخت می‌کند. جذب فضولات برای گیاه راحت‌تر از جذب حشرات سالم است.
همچنین لیست قابل توجهی از باکتری و قارچ‌های همزیست با گیاه‌پارچ‌ها وجود دارد. این همزیست‌ها غیر از عوامل بیماری‌زا هستند که در بافت‌های گیاه‌پارچ‌ها زندگی می‌کنند و اغلب به ظاهر بی‌ضرر هستند.
یکی دیگر از موارد مهم هم‌زیستی گیاهان گوشت‌خوار و حشرات، گرده‌افشانی است. در حالی که بسیاری از گونه‌های گیاهان گوشت‌خوار می‌توانند از طریق خودگرده‌افشانی یا تکثیر رویشی تولیدمثل کنند، تعدادی از گیاهان گوشت‌خوار توسط حشرات گرده‌افشانی می‌شوند. گرده‌افشانی لقاح بیرونی مفید است زیرا تنوع ژنتیکی را افزایش می‌دهد. این بدان معنی است که گیاهان گوشت‌خوار دستخوش فرگشت و مناقشه محیطی می‌شوند که غالباً مناقشه طعمه گرده‌افشان نامیده می‌شود. روش‌های مختلفی وجود دارد که گیاهان گوشت‌خوار، تقلا در مناقشه طعمه گرده‌افشان را کاهش دهند. برای گیاهان با عمر طولانی، از دست دادن تولیدمثل کوتاه مدت ممکن است با رشدی که با منابع به دست آمده از طعمه امکانپذیر است، جبران شود. سایر گیاهان ممکن است گونه‌های مختلف حشرات را برای گرده‌افشانی و شکار با استفاده از نشانه‌های بویایی و بینایی مختلف هدف قرار دهند.

## تهدیدهای حفاظت
تقریباً نیمی از گونه‌های گیاهی ارزیابی شده توسط اتحادیه بین‌المللی حفاظت از طبیعت (IUCN) در گونه‌های تهدیدشده (آسیب‌پذیر، در معرض خطر انقراض یا به شدت در معرض خطر انقراض) قلمداد می‌شوند. تهدیدهای رایج با از بین رفتن زیستگاه گیاهان گوشت‌خوار در نتیجه کشاورزی، جمع‌آوری گیاهان وحشی، آلودگی، گونه‌های مهاجم، توسعه مسکونی و تجاری، تولید انرژی، استخراج معادن، خدمات حمل و نقل، حوادث زمین‌شناسی، تغییرات اقلیمی، آب و هوای شدید و بسیاری دیگر از فعالیت‌های انسانی است. گونه‌های یک تیره با تهدیدهای مشابهی روبرو شده‌اند. تهدید بر اساس قاره‌ها بسیار متغیر در نظر گرفته می‌شود، تهدیداتی که برای ۱۹ گونه در آمریکای شمالی، ۱۵ گونه در آسیا، هفت گونه در اروپا، شش گونه در آمریکای جنوبی، دو گونه در آفریقا و یک گونه در استرالیا وجود دارد، گونه‌های شاخص مانند کوزه‌شیپوری‌ها ارتباطات مثبتی را در رابطه با این تهدیدها نشان می‌دهند. تهدیدهای خاص نیز همبستگی مثبتی دارند، توسعه مسکونی و تجاری، اصلاحات سیستم‌های طبیعی، گونه‌های مهاجم و آلودگی دارای ارتباطات مثبتی است.
تحقیقات حفاظت با هدف تعیین کمیت بیشتر اثرات تهدیدات مانند آلودگی بر گیاهان گوشت‌خوار و همچنین کمی‌سازی خطرات انقراض صورت گرفته‌است. طبق اتحادیه بین‌المللی حفاظت از طبیعت تنها ۱۷ درصد از گونه‌ها از سال ۲۰۱۱ ارزیابی شده‌اند. حفاظت از گیاهان گوشت‌خوار به حفظ بوم‌سازگان مهم کمک کرده و از انقراض ثانویه گونه‌های متخصص متکی به آنها جلوگیری می‌کند، مانند گونه‌های بنیادین که ممکن است به دلیل وجود آنها به برخی از گیاهان پناه ببرند یا به برخی از گیاهان اعتماد کنند. تحقیقات نشان می‌دهد برای حفاظت موفقیت‌آمیز، یک رویکرد جامع، هدف‌گیری شده در سطح زیستگاه گیاهان گوشت‌خوار لازم است.

## طبقه‌بندی
طبقه‌بندی تمام گیاهان گل‌دار فعلاً در حالت تغییرات پی‌درپی قرار دارد. در سامانه کرونکوئیست خانواده ژاله‌پوشان و خانواده گیاه‌پارچ‌ها بر اساس تقارن شعاعی گل‌ها و داشتن تله حشرات در راسته کوزه‌سانان قرار گرفتند. شیپوری‌کوزگان هم در راسته کوزه‌گان و هم در راسته خود شیپوری‌سانان (Sarraceniales) قرار داده شده. خانواده تیراژه‌برگان، کوزه‌گیاه استرالیایی و مگس‌بوته در راسته خاراشکن‌سانان قرار دارند. خانواده علف‌انبانیان در Scrophulariales (اکنون در نعناسانان جای گرفته‌است).
در طبقه‌بندی مدرن‌تر، مانند گروه تبارزایی گیاهان گل‌دار (Angyosperm Phylogeny Group)، خانواده‌ها حفظ شده‌اند، اما در میان چندین راسته متفاوت تقسیم شده‌اند. همچنین توصیه می‌شود که ژاله‌پوش پرتغالی در یک خانواده منفرد بیرون از خانواده ژاله‌پوشان در نظر گرفته شود چون احتمالاً به خانواده (جفت‌قلاب‌برگیان) نزدیکتر است.
نظریه‌های فعلی در زیر نشان داده شده‌است (فقط جنس گوشت‌خوار ذکر شده‌است):
دولپه‌ای‌ها
- میناسانان (در راسته آفتابگردان و مینای چمنی)
  - ستونیان
    - گل‌های ستونی (گیاهان ماشه‌ای، یک گوشت‌خوار مرزی)
- میخک‌سانان،  (راسته میخک قرنفل)
  - جفت‌قلاب‌برگیان
    - سه‌گون‌برگ (گیاهان بالارونده مدارگان)

  - ژاله‌پوش پرتغالی
    - ژاله‌پوش پرتغالی

  - ژاله‌پوشان (تیره ژاله‌پوش)
    - چرخ‌آب‌ها (چرخ‌آب ریزتاول)
    - ونوس مگس‌خوار (ونوس مگس‌خوار)
    - ژاله‌پوش (ژاله‌پوش)
    - †ژاله‌پوش‌گرده
    - †ژاله‌پوش‌ترک
    - †ژاله‌پوش‌ریزه
    - †فیشریپولیس
    - †زاکسون‌گرده

  - گیاه‌پارچ‌ها (خانواده پارچ‌گیاه مدارگان)
    - گیاه‌پارچ‌ها (گیاهان پارچ مدارگان یا فنجان میمون، از جمله گیاه‌پارچ پرویلی)
- خلنگ‌سانان (راسته خلنگ‌ها)
  - مگس‌بوته
    - مگس‌بوته (یک گوشت‌خوار مرزی)

  - شیپوری‌کوزگان (تیره پارچ ترومپت)
    - کوزه‌شیپوری‌ها (پارچ ترومپت آمریکای شمالی)
    - کوزه‌کبری کالیفرنیا (گیاه کبرا / زنبق)
    - کوزه‌مرداب‌ها (پارچ‌های خورشیدی یا مردابی)
- نعناسانان (راسته نعنا)
  - تیراژه‌برگان
    - تیراژه‌برگان (گیاهان رنگین‌کمانی)

  - علف‌انبانیان (تیره علف‌انبانی)
    - چرب‌گیاه (چرب‌گیاه)
    - گیاه تاب‌دار (گیاه تاب‌دار)
    - علف‌انبانی (از جمله چندحباب، پیش‌بند پری یا دمپایی صورتی و علف‌انبانی یک جنس منسوخ)

  - شاخ‌بزیان (همه گوشت‌خوار مرزی، مربوط به گیاه کنجد)
    - تک‌شاخی زرد

  - بارهنگیان (تیره چنار)
    - گوشت‌خوارهای زیرزمینی (اخیراً جنس گوشت‌خواری را کشف کرده‌اند که از کرم‌های لوله‌ای تغذیه می‌کند).
- شبدرترشک‌سانان (راسته شبدر ترشک (سرده))
  - کوزه‌گیاه استرالیایی (پارچ گیاه آلبانی)

### تک‌لپه‌ای‌ها
- قاشق‌واش‌سانان (راسته چنار آبی)
  - تافیلدیان
    - سه‌گلی غربی[۶۶]
- گندم‌سانان (راسته چمن)
  - آناناسیان (تیره بروملیاد یا آناناس)
    - بروکینیا رداکتا (یک بروملیاد خاکی)
    - تسمه‌گردی کوهستان (یک گوشت‌خوار مرزی)

  - لوله‌ایان (تیره لوله‌کش‌ها)
    - ذره‌گل آناناسی (یک گوشت‌خوار مرزی)

## نگارخانه شکار

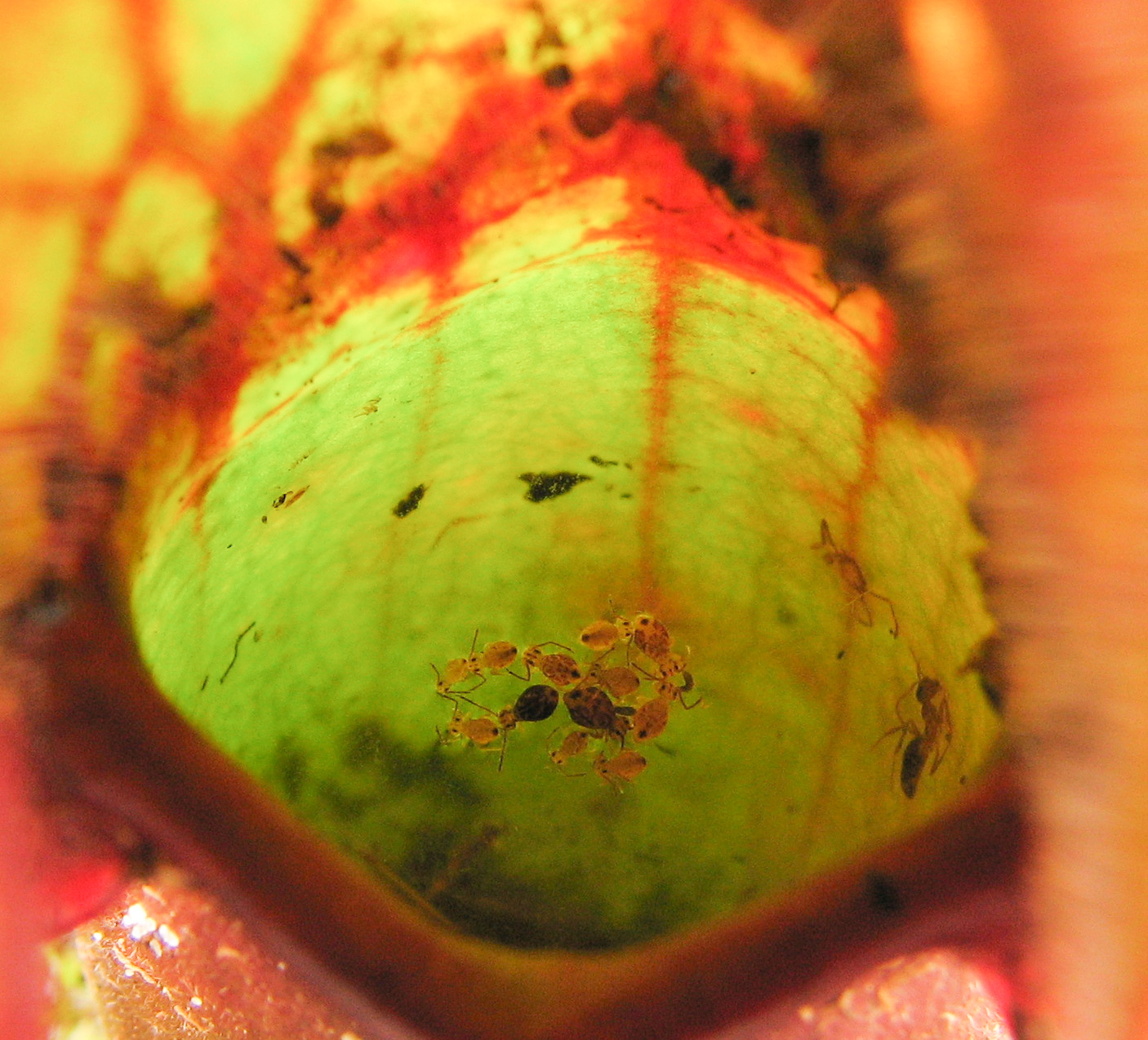
دم‌فنری در داخل یک برگ از کوزه‌شیپوری ارغوانی به دام افتاده‌است.
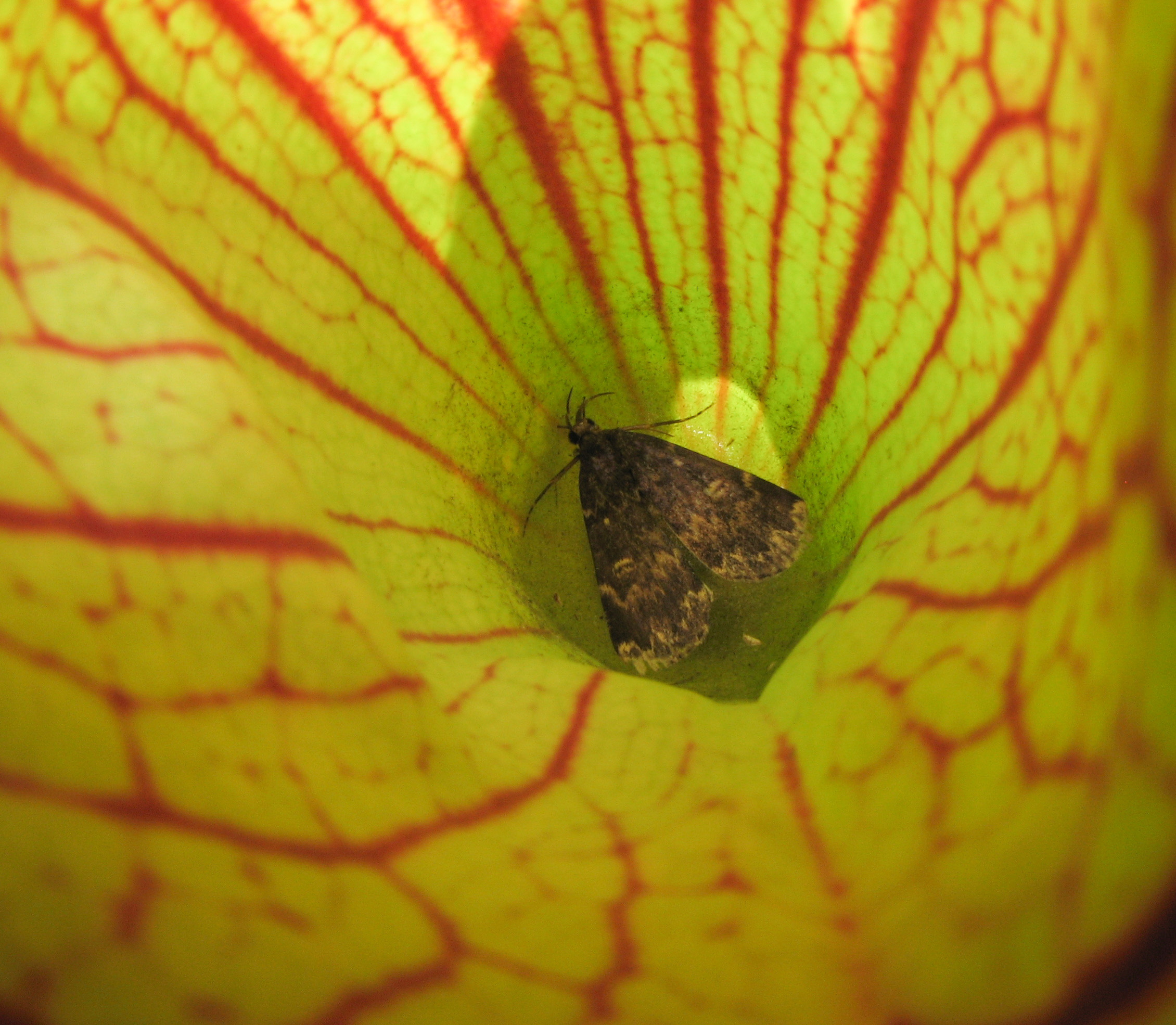
پروانه سیاه‌براق (Idia lubricalis) در داخل یک برگ از کوزه‌شیپوری ارغوانی به دام افتاده‌است.
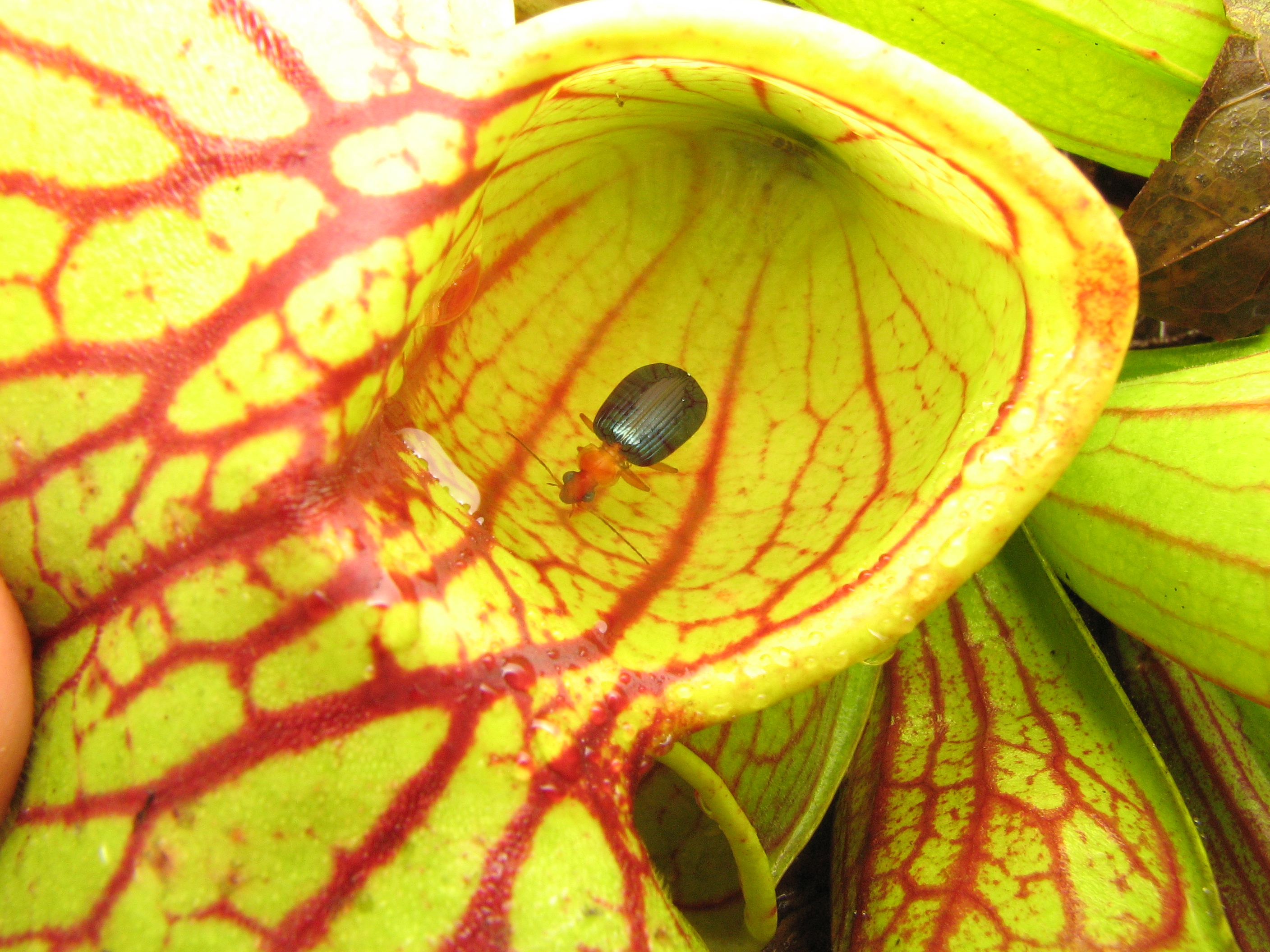
سوسک زمینی در داخل یک برگ از کوزه‌شیپوری ارغوانی به دام افتاده‌است.
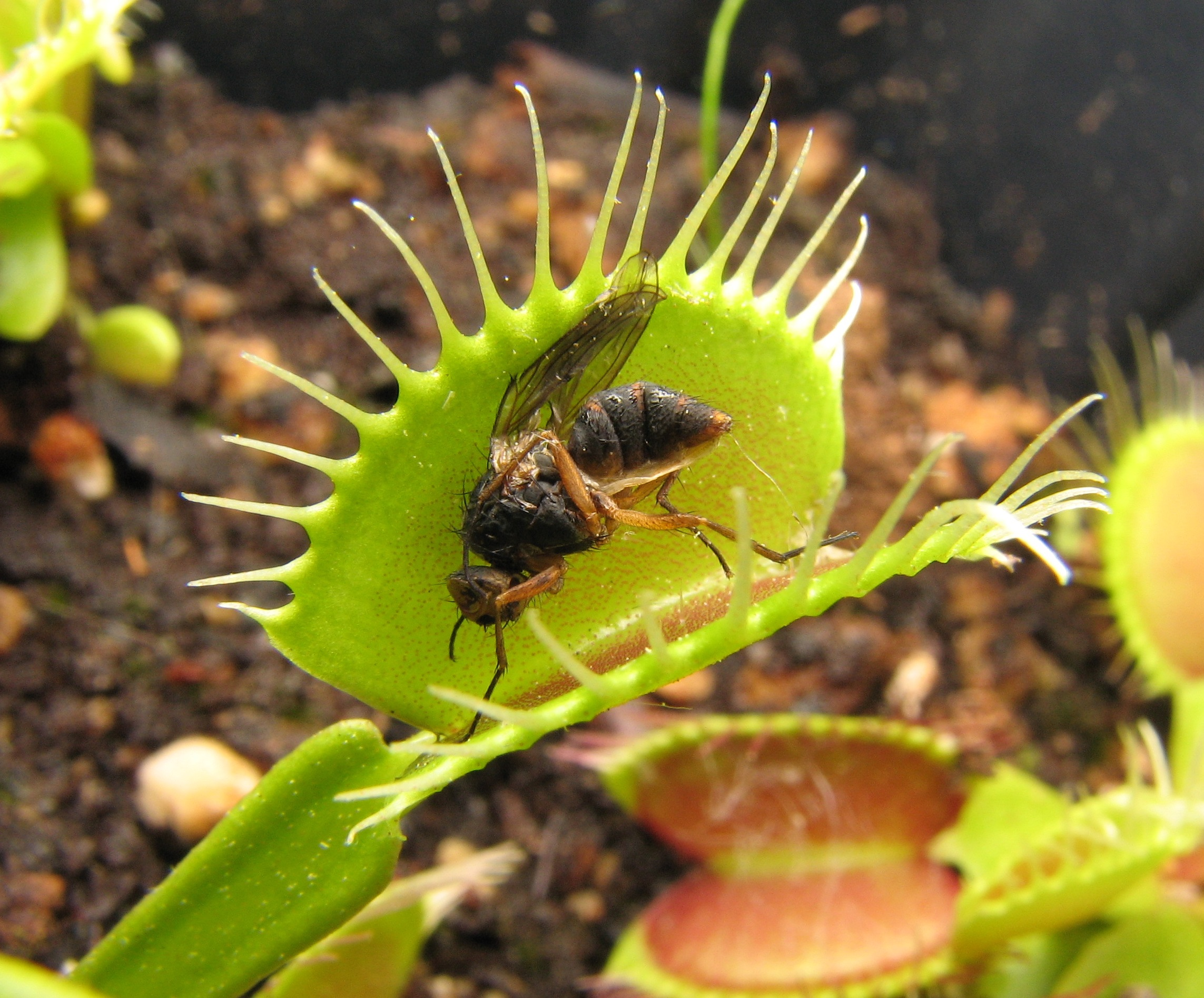
مگس‌خانگی‌وار در تله ونوس به دام افتاده‌است.
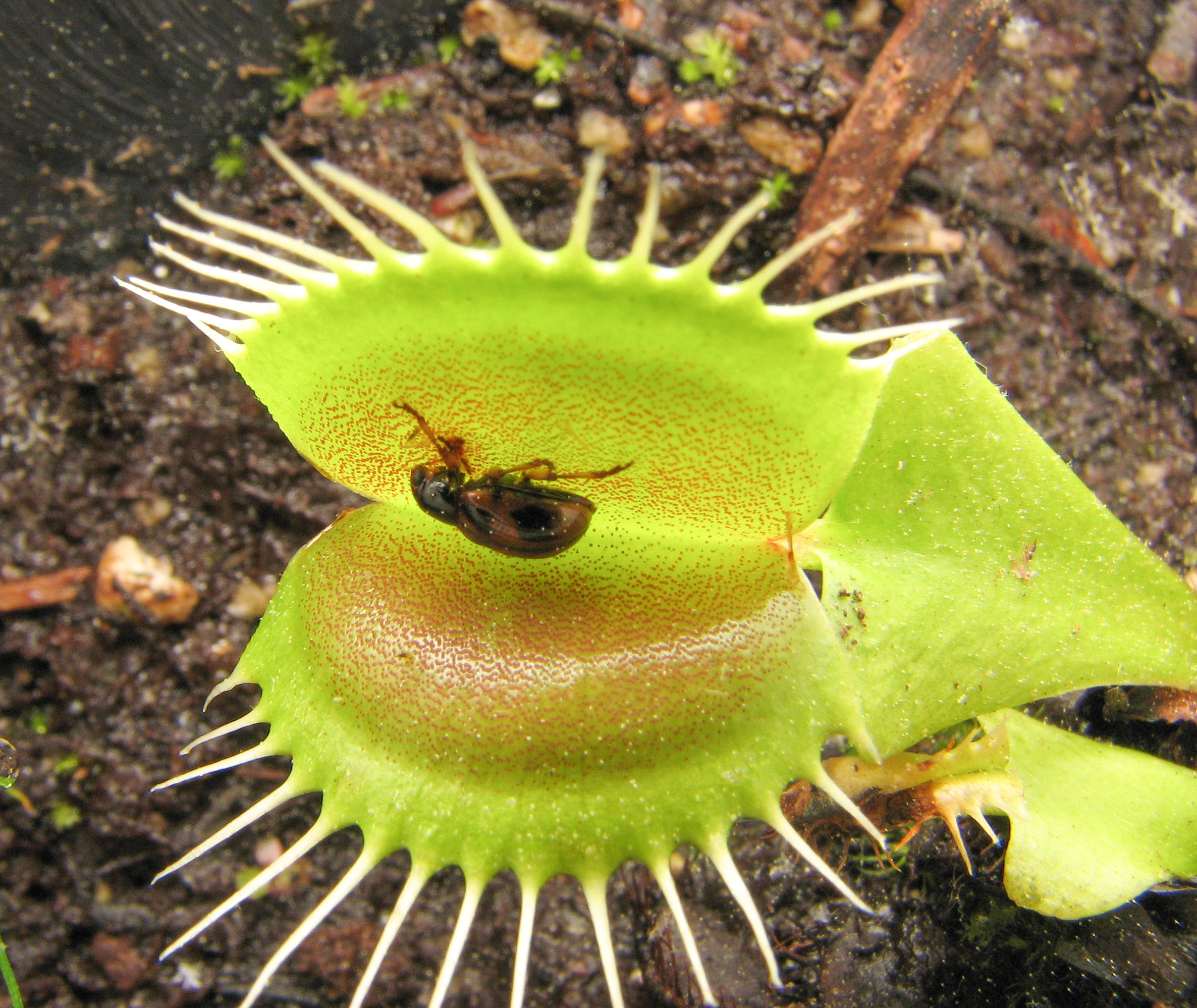
سوسک برگ در تله ونوس به دام افتاده‌است.
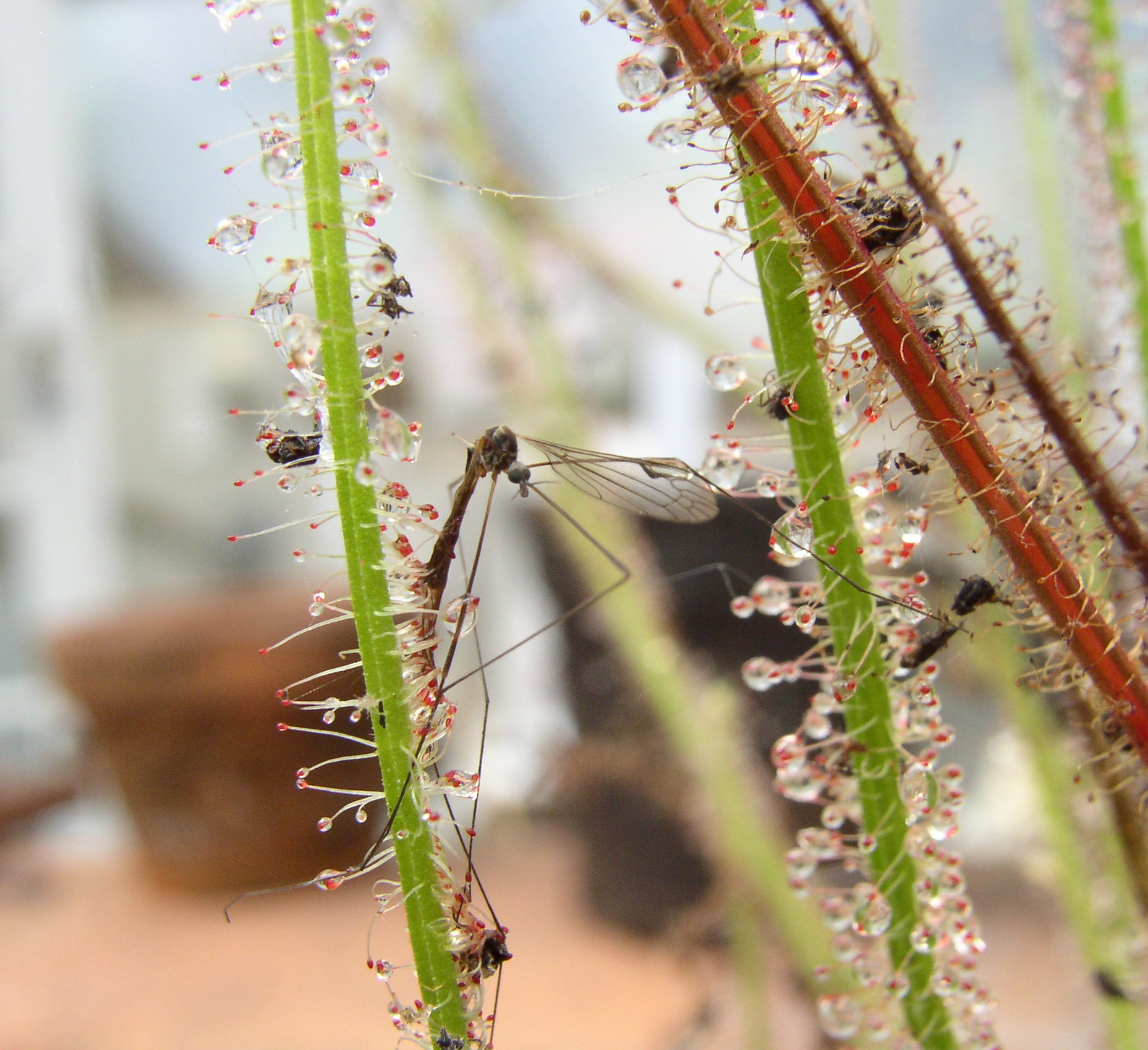
نوعی مگس درنا (لیمونیینا) در برگ ژاله‌پوش رشته‌برگ به دام افتاده‌است.
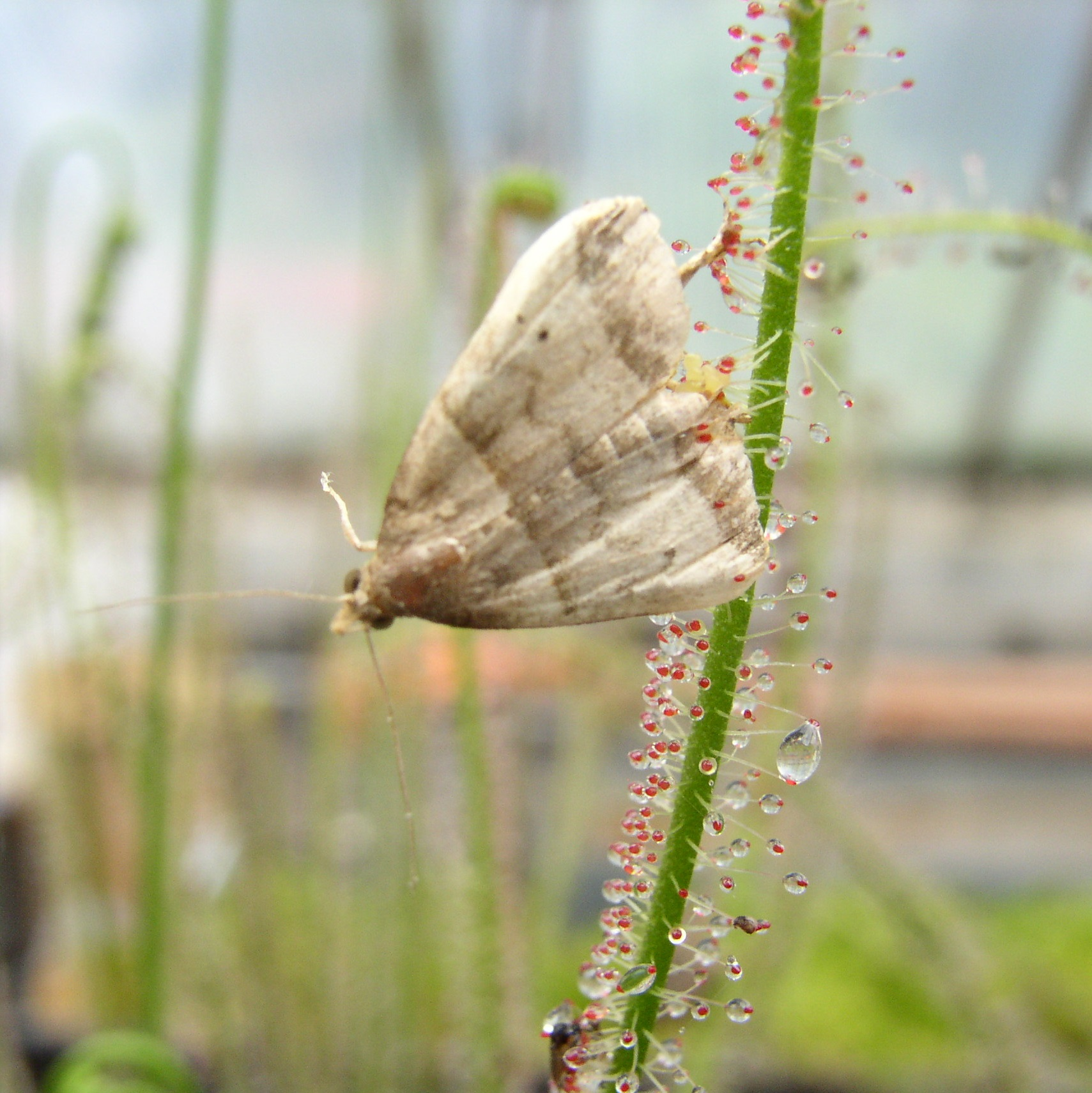
بوفچه‌بید تیره‌نوار در برگ ژاله‌پوش به دام افتاده‌است.
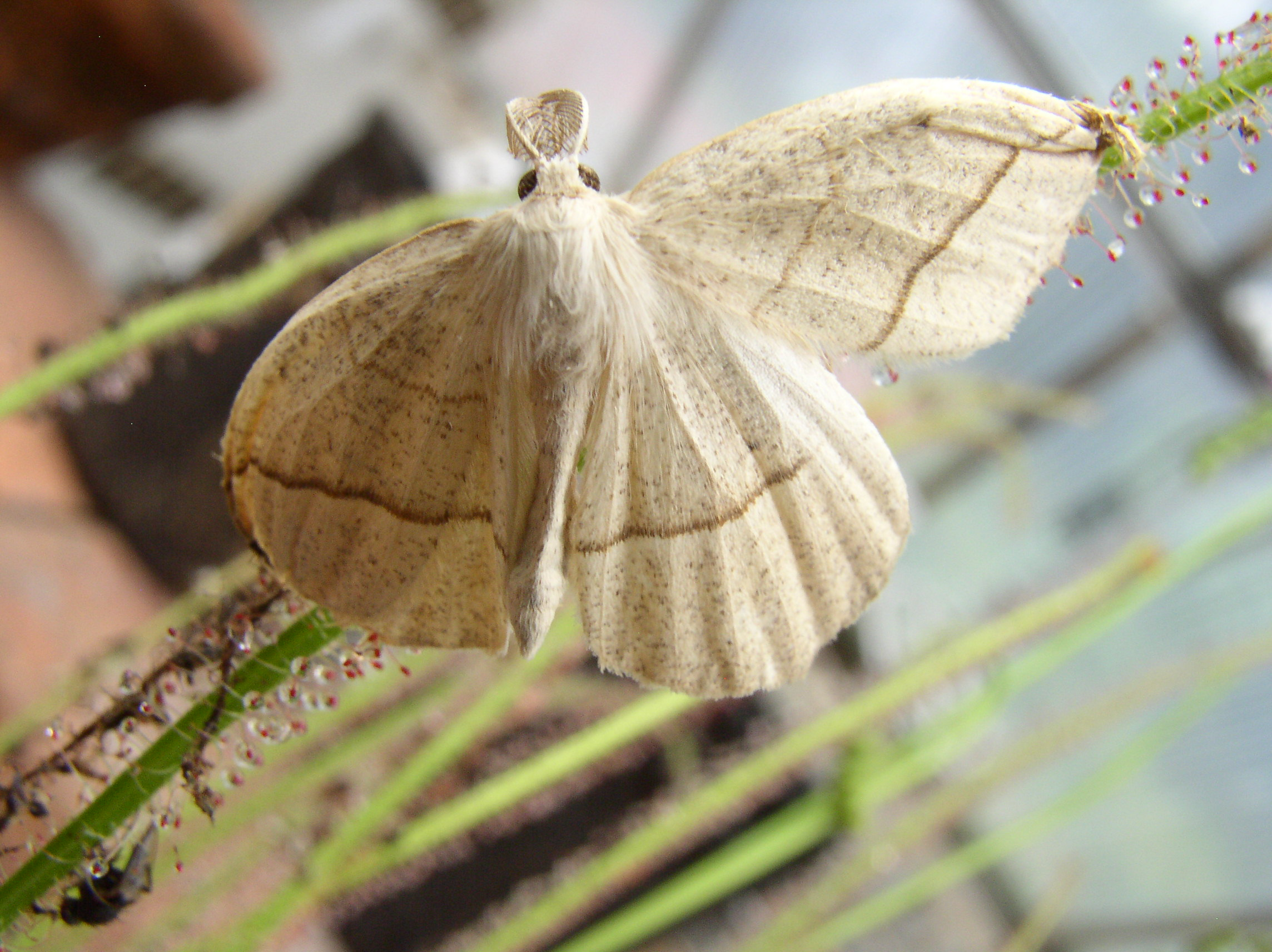
نوعی بید (Eusarca confusaria) در برگ ژاله‌پوش به دام افتاده‌است.
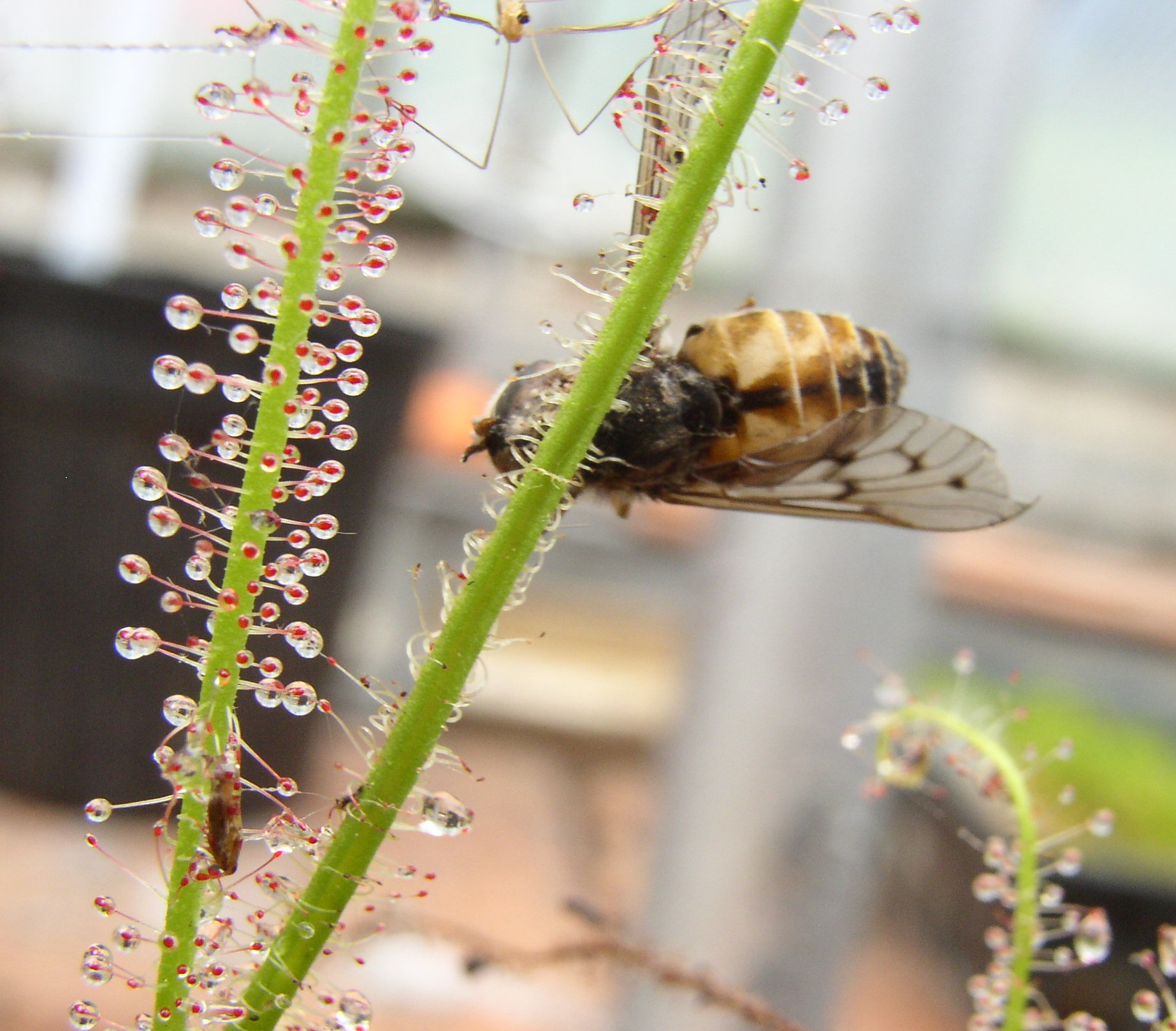
خرمگس در برگ ژاله‌پوش به دام افتاده‌است.
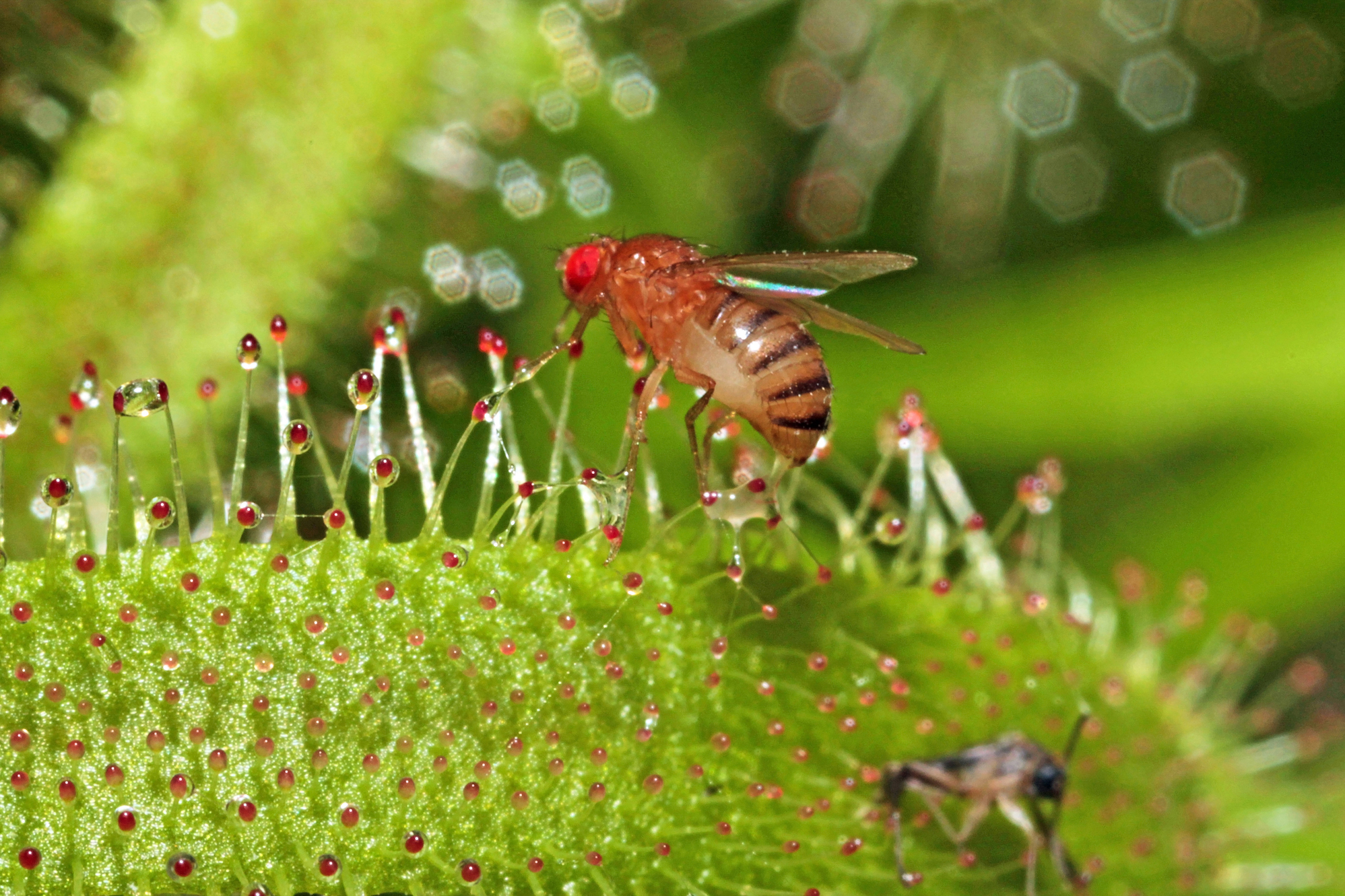
مگس سرکه در برگ ژاله‌پوش به دام افتاده‌است.
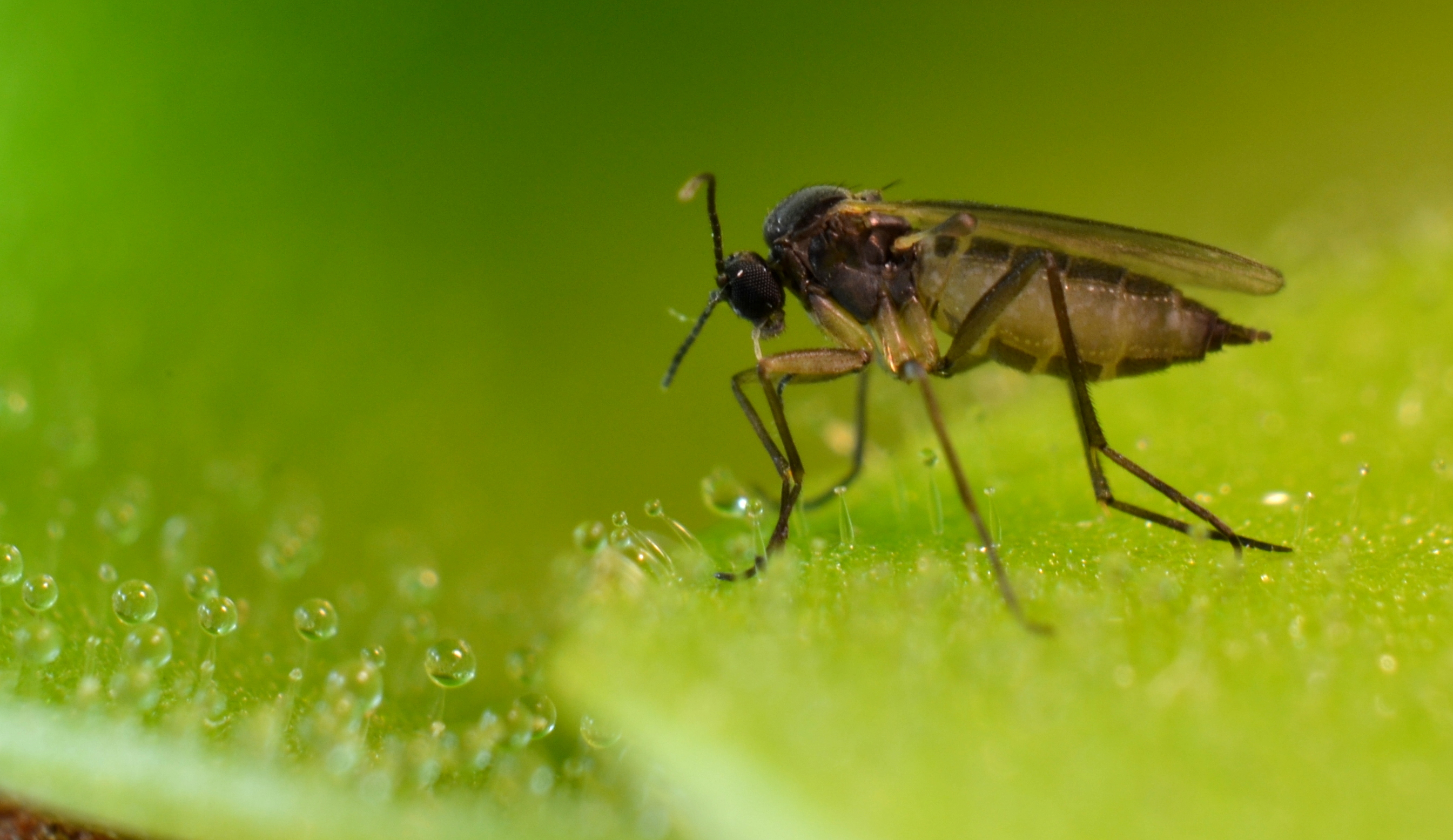
پشه قارچ سیاه‌بال در چرب‌گیاه مورانی گرفتار شده‌است.

## زراعت
در باغبانی، گیاهان گوشت‌خوار یک کنجکاوی یا کمیابی محسوب می‌شوند، اما با ظهور تکنیک‌های تولید انبوه کشت بافت رایج می‌شوند. تله‌های ونوس مگس‌گیر معمولاً بیشتر پرورش می‌یابند، که معمولاً در مراکز باغ موجود بوده و گاهی در کنار سایر انواع آسان رشد ارائه می‌شوند. پرورشگاه‌هایی که به‌طور انحصاری در پرورش گیاهان گوشت‌خوار تخصص دارند نیز وجود دارند، انواع غیرمعمول یا مطلوب‌تر از گیاهان گوشت‌خوار را می‌توان در پرورشگاه‌های تخصصی تهیه کرد. گوشت‌خواران کالیفرنیا نمونه قابل توجهی از چنین پرورشگاه‌هایی در ایالات متحده است که در پرورش گیاهان گوشت‌خوار تخصص دارد. این پرورشگاه متعلق به مهندس باغبانی پیتر دی‌آماتو است. در سریلانکا پرورشگاه بزرگ عجایب بورنئو رابرت کانتلی به سراسر جهان فروش دارد.

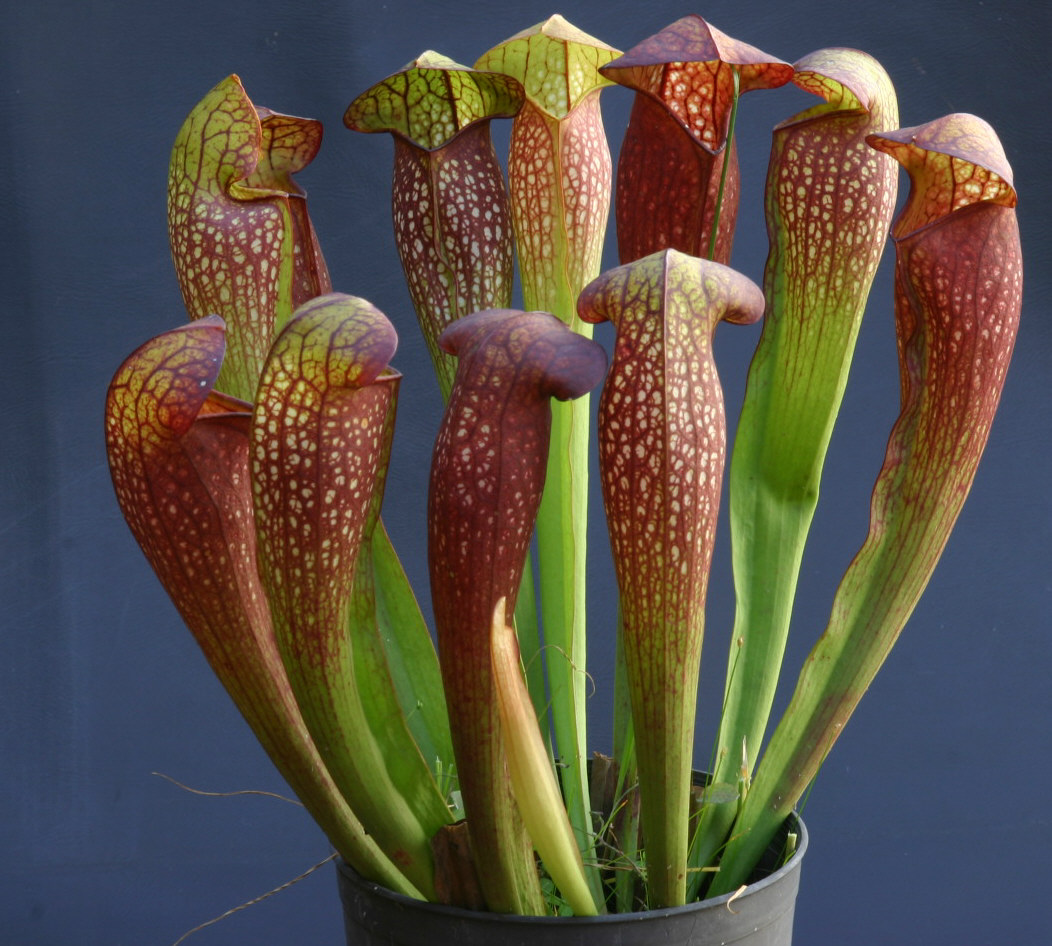
بسیاری از دورگه‌های کوزه‌شیپوری‌ها به‌راحتی قابل پرورش هستند.

اگرچه گونه‌های مختلف گیاهان گوشت‌خوار از نظر نور خورشید، رطوبت هوا، رطوبت خاک و غیره نیاز به کشت متفاوتی دارند، اما اشتراک‌هایی نیز وجود دارد. بیشتر گیاهان گوشت‌خوار نیاز به آب باران یا آبی دارند که مقطر شده یا با استفاده از اسمز معکوس یون‌زدوده شده یا اسیدیته آن با استفاده از اسید سولفوریک حدود pH ۶٫۵ شده‌است. آب شیر یا آب معدنی حاوی مواد معدنی (به ویژه نمک کلسیم) است که به سرعت گیاه را جمع کرده و از بین می‌برد. این بدان دلیل است که بیشتر گیاهان گوشت‌خوار در خاک‌های اسیدی فقیر از مواد مغذی فرگشت یافته و در نتیجه به شدت دافع‌قلیاء بوده و بنابراین به مواد مغذی بیش از حد خاک حساس هستند. از آنجا که بیشتر این گیاهان در باتلاق‌ها یافت می‌شوند، تقریباً همه نسبت به خشکی تحمل زیادی ندارند. استثنائاتی نیز وجود دارد، ژاله‌پوش‌های غده‌ای به یک دوره رکود خشک (تابستانی) نیاز دارد و ژاله‌پوش پرتغالی به شرایط خشک‌تر نیاز دارد.
گیاهان گوشت‌خوار در فضای باز به‌طور کلی بیشتر از حشرات صید کرده تا بتوانند خود را به درستی تغذیه کنند. برای تکمیل رژیم غذایی گیاه، حشرات ممکن است با دست به گیاهان خورانده شوند. با این حال گیاهان گوشت‌خوار به‌طور کلی قادر به هضم مواد غذایی بزرگ غیرحشره‌ای نیستند، مثلاً تکه‌های همبرگر، به سادگی پوسیده می‌شوند و این ممکن است باعث از بین رفتن تله یا حتی کل گیاه شود.
اگر یک گیاه گوشت‌خوار هیچ حشره‌ای صید نکند به‌ندرت می‌میرد، هرچند رشد آن مختل می‌شود. به‌طور کلی، این گیاهان بهتر است به حال خود رها شوند. پس از زیرآبیاری با آب لوله‌کشی مهم‌ترین علت مرگ و میر ونوس مگس‌گیر، سیخونک زدن تله برای تماشای آنها و تغذیه آنها با مواد نامناسب است.
بیشتر گیاهان گوشت‌خوار به نور درخشان احتیاج دارند و بیشتر آنها در چنین شرایطی ظاهر بهتری پیدا می‌کنند، زیرا این امر آنها را ترغیب می‌کند تا رنگدانه‌های آنتوسیانین قرمز و بنفش را ایجاد کنند. گیاه‌پارچ‌ها و چرب‌گیاه بهتر است از تابش کامل آفتاب دور باشند، اما اکثر گونه‌های دیگر در معرض تابش مستقیم آفتاب شاداب هستند.
گوشت‌خواران بیشتر در باتلاق زندگی می‌کنند و آنهایی هم که نیستند به‌طور کلی گرمسیری هستند. از این رو بیشتر آنها به رطوبت بالا احتیاج دارند. در مقیاس کوچک می‌توان با قرار دادن گیاه در یک بشقاب پهن حاوی سنگریزه‌هایی که برای همیشه مرطوب نگه داشته می‌شوند به این مهم دست یافت. گونه‌های کوچک گیاه‌پارچ در باغ‌شیشه‌ای‌های بزرگ به خوبی رشد می‌کنند.

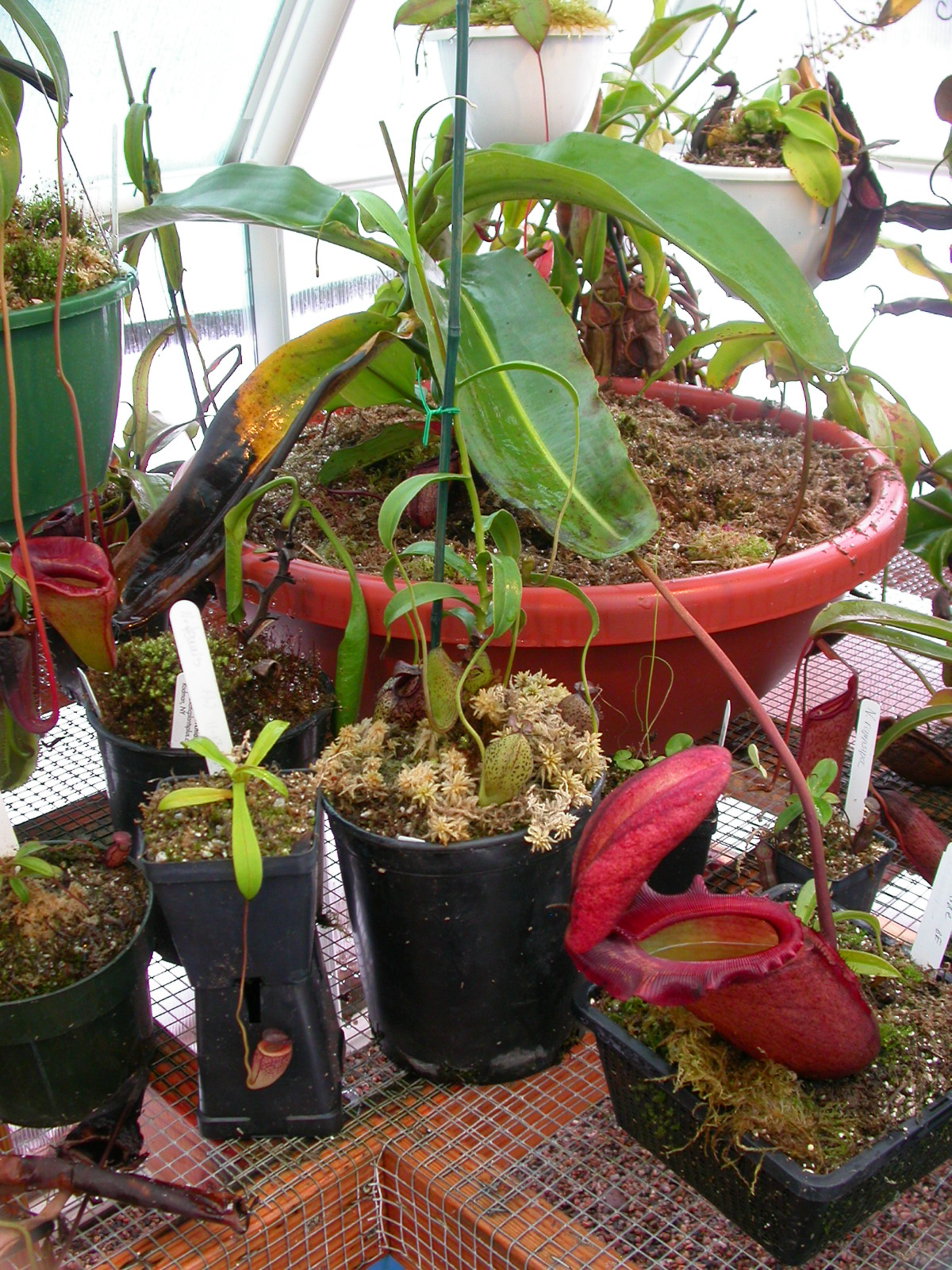
گیاه‌پارچ راجا و چند گونه دیگر پرورش یافته‌اند.

تعدادی از گوشت‌خواران بومی مناطق معتدل و سرد هستند و می‌توان آنها را در خارج از سال و در باغچه باتلاقی پرورش داد. به دلیل بومی بودن بیشتر گونه‌ها در جنوب شرقی ایالات متحده، بیشتر کوزه‌شیپوری‌ها می‌توانند دمای بسیار پایین‌تر از یخ‌زدگی را تحمل کنند. گونه‌های ژاله‌پوش و چرب‌گیاه نیز دمای زیر یخ‌زدگی را تحمل می‌کنند. گونه‌های گیاه‌پارچ که مدارگان هستند، برای رشد به دمای ۲۰ تا ۳۰ درجه سانتی‌گراد نیاز دارند. گیاه‌پارچ راجا و چند گونه دیگر کشت شده‌است.
گیاهان گوشت‌خوار به خاک مناسب با مواد مغذی مناسب نیاز ندارند. اکثر آنها از مخلوط ۳ به ۱ خزه پوده‌زار و شن تیز باغبانی راضی هستند. البته کوکوپیت و الیاف نارگیل جایگزینی قابل قبول و دوستدار محیط زیست برای پوده است. گیاه‌پارچ در کمپوست ارکیده یا در خزه پوده‌زار خالص رشد خواهد کرد.
گیاهان گوشت‌خوار در معرض هجوم انگل‌هایی مانند شته‌ها یا شپشک‌های آردی هستند. اگرچه آلودگی‌های کوچک را می‌توان با دست از بین برد، اما آلودگی‌های گسترده‌تر استفاده از یک حشره‌کش را ضروری می‌کند.
ایزوپروپیل الکل (الکل مالشی) به‌عنوان یک حشره‌کش موضعی به‌ویژه در مورد شپشک‌ها مؤثر است. دیازینون یک حشره‌کش سیستمیک عالی است که توسط بیشتر گیاهان گوشت‌خوار تحمل می‌شود. همچنین سم مالاتیون و آسفات توسط گیاهان گوشت‌خوار قابل تحمل گزارش شده‌اند.
اگرچه حشرات می‌توانند یک مشکل باشند، اما بزرگ‌ترین قاتل گیاهان گوشت‌خوار (علاوه بر بدرفتاری انسان) کپک خاکستری است. این کپک در شرایط گرم و مرطوب رشد می‌کند و می‌تواند یک مشکل واقعی در زمستان باشد. می‌توان با اطمینان از خنک نگه داشتن و تهویه مناسب در زمستان و از بین بردن سریع برگ‌های مرده، گیاهان معتدل گوشت‌خوار را از این بیماری محافظت کرد و در صورت عدم موفقیت، یک قارچ‌کش مناسب است.
ساده‌ترین گیاهان گوشت‌خوار برای مبتدیان گیاهان منطقه معتدل و خنک هستند. این گیاهان در صورت نگهداری در سینی‌های پهن و با آب اسیدی یا بارانی در طول تابستان و مرطوب نگه داشتن آنها در شرایط گلخانه‌ای خنک (حداقل ۵ درجه سانتی‌گراد در زمستان و حداکثر ۲۵ درجه سانتی‌گراد در تابستان) عملکرد خوبی دارند:
ژاله‌پوش دماغه، ژاله‌پوش برگ‌تسمه‌ای جذاب، گل‌های صورتی، بسیار بردبار در بدرفتاری.
ژاله‌پوش چنگالدار، برگ‌های بزرگ و Y شکل.
کوزه‌شیپوری زرد، برگ‌های رگه‌دار جذاب، گل‌های زرد در بهار.
چرب‌گیاه درشت‌گل، گل‌های بنفش در بهار، خواب زمستانی به صورت جوانه، کاملاً مقاوم.
چرب‌گیاه مورانی، گلهای صورتی، برگ‌های غیرگوشت‌خوار در زمستان.
در این شرایط ونوس مگس‌گیر خوب عمل می‌کند اما در واقع رشد آن دشوار است: حتی اگر به خوبی درمان شود، در زمستان اغلب در معرض کپک خاکستری قرار می‌گیرد مگر اینکه تهویه خوبی داشته باشد. رشد برخی از گیاه‌پارچ‌های دشت‌های پست بسیار آسان است به شرطی که شرایط نسبتاً ثابت، گرم و مرطوب فراهم شود.

## استفاده‌های پزشکی
تحقیقی که در سال ۲۰۰۹ به وسیله پژوهشگران دانشگاه تل آویو منتشر شد نشان می‌دهد که مواد ترشحی تولید شده توسط گیاهان گوشت‌خوار شامل ترکیبات ضدقارچی هستند، که ممکن است باعث توسعه رده جدیدی از داروهای ضدقارچی شوند که برای بیماری‌های قارچی مقاوم نسبت به داروهای ضدقارچ کنونی اثرگذار باشند.

## تصورات از گیاهان گوشت‌خوار در فرهنگ‌های مختلف
در سال ۱۷۸۹، اراسموس داروین ژاله‌پوش را در قسمت دوم شعر خود باغ گیاه‌شناسی (The Botanic Garden) توصیف کرد:
"ملکه مرداب، امپراتوری ژاله‌پوش گام برمی‌دارد
بانک‌های حاشیه‌دار و تخت‌های خزه‌دوزی.
روشن می‌درخشد هاله نقره ای، همان‌طور که او می‌چرخد.

و همان‌طور که قدم می‌گذارد، درخشش زنده می‌سوزد.
با این حال، اراسموس داروین و سایر هم نسل او تصور می‌کردند که «تدبیرهای شگفت‌انگیز گیاهان گوشت‌خوار صرفاً عملکردهای دفاعی برای جلوگیری از غارت عسل یا بلعیدن بذرها توسط حشرات مختلف است». آنها متوجه شدند که گیاهان در حال کشتن حشرات هستند، اما دلیل آن را درک نکردند. پسر اراسموس داروین، چارلز داروین، و نوه او، فرانسیس داروین، سال‌های زیادی را صرف مطالعه گیاهان گوشت‌خوار کردند. چارلز داروین اهمیت گوشت‌خواری گیاهی را برای تغذیه تشخیص داد و توصیف کرد.

احتمالاً اولین گزارش منتشر شده از یک درخت انسان‌خوار، ساخته ادبی بود که برای اولین بار در سال ۱۸۷۴ ارائه شد. داستان گیاه انسان‌خوار (Crinoida dajeeana) که به‌عنوان درخت شیطان ماداگاسکار شناخته می‌شود اولین بار در نسخه روزانه منتشر شد. نیویورک ورلد در ۲۶ آوریل ۱۸۷۴، و دوباره در نسخه هفتگی دو روز بعد. ظاهراً یک کاشف آلمانی به نام «کارل لچه» دیده‌است زنی توسط درختی خورده می‌شود، این زن به‌عنوان قربانی توسط «قبیله مکدو» که کم‌شناخته بوده ولی بی‌رحم در ماداگاسکار می‌باشد توصیف شده‌است.

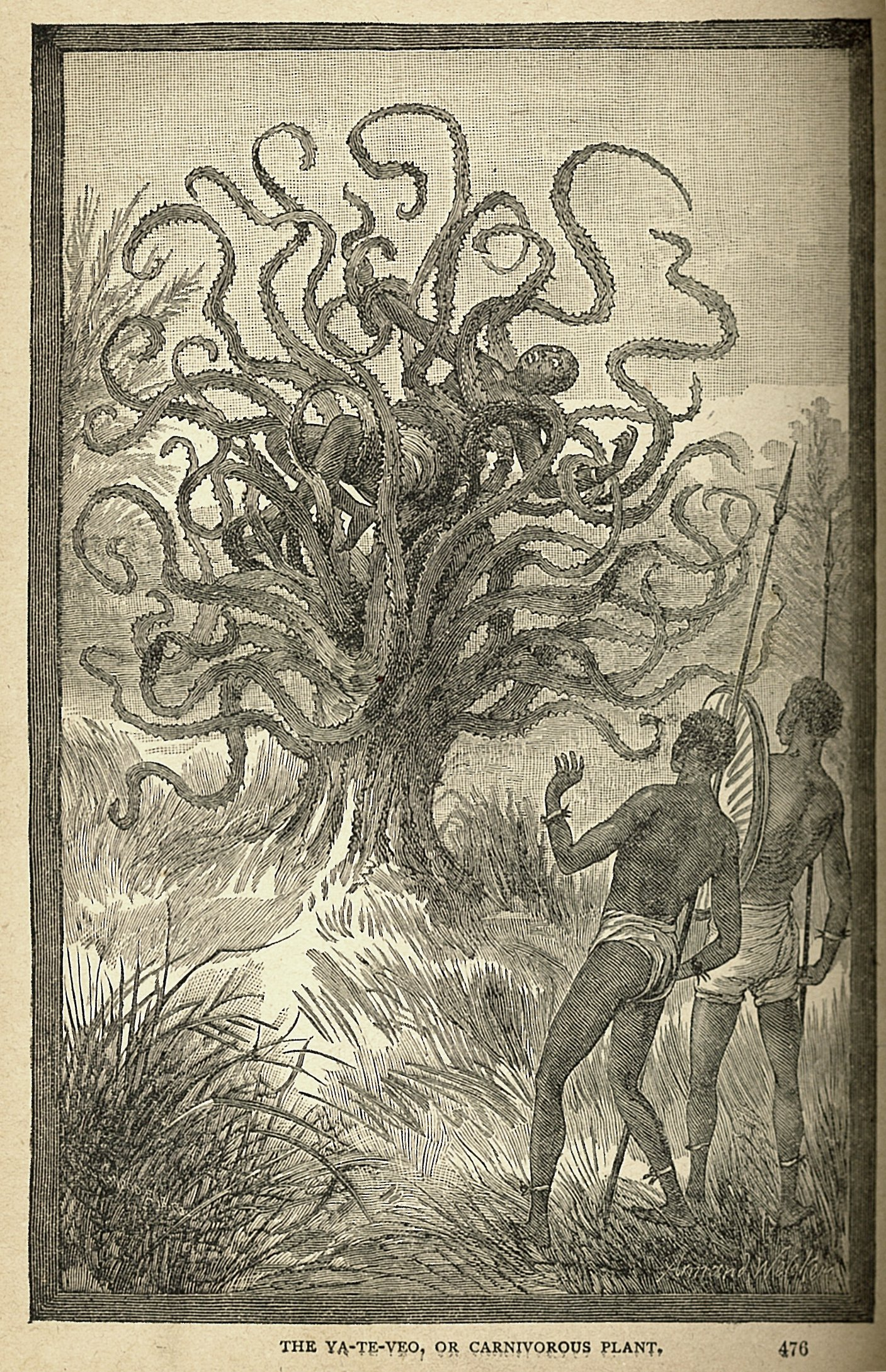
تصویر یک بومی که توسط یک درخت گوشت‌خوار Yateveo («من تو را می‌بینم») در حال خورده شدن است، در آمریکای مرکزی، از زمین و دریا توسط J.W. Buel ۱۸۸۹

نویسنده داستان خارق‌العاده بعداً توسط فردریک ماکسول سامرز به یک ادموند اسپنسر در شماره اوت ۱۸۸۸مجله Current Literature نسبت داده شد. این داستان به‌طور گسترده‌ای تجدید چاپ شد، تا جایی که به سال ۱۸۸۱ در ثبت استرالیای جنوبی ظاهر شد، جایی که با تصویری از درختی که یک زن را می‌بلعد همراه بود. این حساب به‌عنوان اسطوره محض رد شده‌است و دکتر لیچه، قبیله مکدو و خود درخت همگی ساختگی بودند.

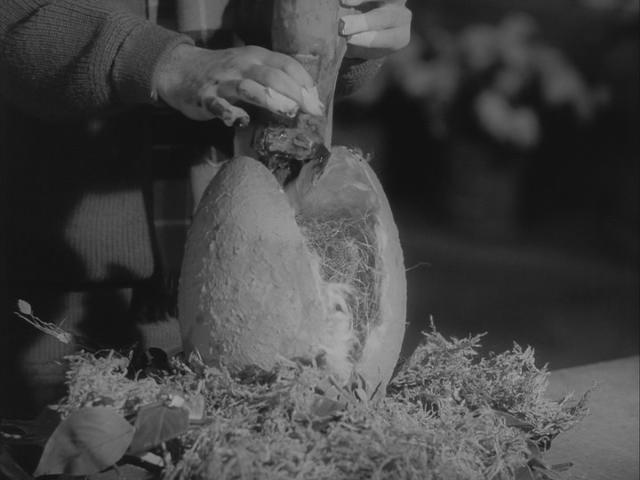
آدری جونیور، گیاه انسان‌خوار از فیلم مغازه کوچک وحشت.

با وجود کرینوید داجنا، گیاهان گوشت‌خوار به‌طور گسترده‌ای از طریق انتشارات غیرداستانی چارلز داروین وارد تخیل عمومی شده‌اند. کتاب گیاهان حشره‌خوار (۱۸۷۵) و به دنبال آن قدرت حرکت در گیاهان (۱۸۸۰)، این ایده را به چالش کشیدند که یک گیاه چیست و چه کاری می‌تواند انجام دهد، و نویسندگانی مانند آرتور کانن دویل را برانگیخت تا انسان‌خوار عظیم و متحرک را تصور کنند. آرتور کانن دویل انتهای چسبناک یک شخصیت در داستان آمریکایی (۱۸۸۰) را از روی ونوس مگس‌گیر الگوبرداری کرد.
اچ. جی. ولز در کتاب گل‌دهی ارکیده عجیب (۱۸۹۴) یک گیاه خون‌مک شاخک‌دار را تصور کرد.
از آن زمان به بعد، گیاهان گوشت‌خوار موضوع مورد توجه و نمایش عمومی قرار گرفته‌اند که بیشتر آنها بسیار نادرست هستند. به‌طور معمول، این تصاویر تخیلی شامل ویژگی‌های اغراق‌آمیز، مانند اندازه بسیار زیاد یا داشتن توانایی‌هایی فراتر از قلمرو واقعیت است و می‌تواند به‌عنوان نوعی مجوز هنری تلقی شود.
سوفیا پریور در جزوه‌ای در سال ۱۹۳۹ دربارهٔ گیاهان گوشت‌خوار که برای موزه فیلد نوشته شده‌است، درخت انسان‌خوار ماداگاسکار و دیگر داستان‌های هیولاهای گیاهی را بازگو می‌کند. او همه آنها را به‌عنوان افسانه رد می‌کند و خاطرنشان می‌کند که آنها همیشه در مناطقی «نامحدود» و «دسترسی دشوار» تنظیم می‌شوند.
گیاهان گوشت‌خوار خیالی در کتاب‌ها، فیلم‌ها، سریال‌های تلویزیونی و بازی‌های ویدیویی به نمایش درآمده‌اند. برخی، مانند فیلم ساختگی رویدادنامه هلستروم (۱۹۷۱)، از تصاویر دقیق گیاهان گوشت‌خوار برای اهداف سینمایی استفاده می‌کند، در حالی که برخی دیگر بیشتر به تخیل وابسته هستند.
معروف‌ترین نمونه از گیاهان گوشت‌خوار افسانه‌ای در فرهنگ عامه شامل رمان تریفید (۱۹۵۱) در فیلم روز تریفیدها اثر جان ویندهام و کمدی سیاه از آدری جونیور در فیلم فروشگاه کوچک ترسناک و اقتباس موزیکال بعدی آن می‌باشد.